# Femme artiste
Une femme artiste — une artiste — est une expression qui renvoie à un fait sociologique relativement récent.
Si, dès l'Antiquité, les femmes se virent intuitivement associées à la production d'objets artistiques et à de nombreuses disciplines dites classiques comme la peinture, la sculpture, la gravure, ou l’architecture, elles sont restées plus ou moins marginalisées ou peu considérées. Travaillant souvent dans l'anonymat à l'instar de leurs homologues masculins, la plupart restèrent cantonnées à des activités artisanales comme le textile. Rares furent celles qui purent s'affirmer dans d'autres domaines et accéder à une reconnaissance, et surtout au statut de créatrice, de « femme artiste ». Des exceptions existent cependant, notamment au XVIIe siècle et au XVIIIe siècle, où, en Europe, apparaissent de fortes personnalités que l'histoire de l'art a très tôt reconnu comme telles.

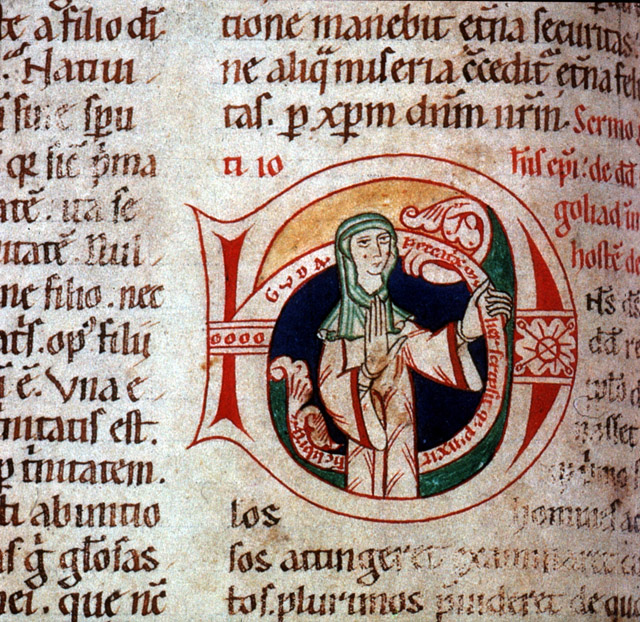
Homéliaire dit de Saint-Barthélemy (vers 1250-1300), détail d'une lettrine D représentant un autoportrait de l'enlumineuse Guda.

La place des femmes dans l'histoire de l'art, leur autorité, doit être relativisée en fonction des systèmes culturels, d'un point de vue ethnologique et anthropologique. L'étude de l'évolution du statut de femme artiste permet un éclairage sur le monde contemporain, mais également une relecture du passé.
Ces différences statutaires entre hommes et femmes artistes se sont progressivement réduites à partir du milieu du XIXe siècle, avec l'invention de la photographie et l'émergence de femmes photographes amateures et professionnelles, comme Geneviève Élisabeth Disdéri dès 1846, l'ouverture des écoles d'art (élève et professeur femme), du marché de l'art (galeriste, experte, mécène, collectionneuse, etc.), puis, au XXe siècle, avec l'affirmation de l'égalitarisme, du féminisme, dans les années 1960, l'émergence des arts plastiques puis 1970, quand émergèrent les premières artistes féministes militantes et les études de genre.

## Femmes artistes dans l'histoire de l'art
Qui veut tracer les contours d'une histoire des femmes dans l'art se heurte à plusieurs problèmes :
- l'absence de données biographiques ;
- l'anonymat des créatrices ;
- la dégradation de certaines productions ;
- l'abandon du nom de jeune-fille ;
- la réappropriation du travail féminin par les hommes.

### Vide biographique
Ce constat est flagrant, puisque pour de nombreuses époques allant de l'Antiquité et jusqu’à nos jours, et ce, en dépit de citations nominales dans quelques essais, la recherche se confronte à une pénurie en données biographiques sur les artistes de sexe féminin. Cette absence de sources biographiques et bibliographiques secondaires et tertiaires est d'autant plus criante pour les biographies féminines que ces femmes ne représentent historiquement qu'une minorité parmi les artistes. Toutefois, les femmes, même si elles ont pu être minoritaires, ont toujours été à l'origine de créations artistiques.

### Anonymat
L'anonymat, qui n'est pas un état propre aux femmes artistes et artisans, est également l'un des plus grands problèmes posés aux historiens. Les femmes étaient souvent victimes de discrimination dans tous les domaines artistiques où les productions n'étaient pas signées, tels le tissage, la broderie ou encore la fabrication de dentelle. Au cours du haut Moyen Âge, l'enluminure des manuscrits était une activité à laquelle se consacraient aussi bien les moines que les nonnes. Bien que quelques noms d'artistes aient percé au cours de cette époque (par exemple : Guda, Anastaise, Bourgot, Claricia, Diemode, Ende), la très vaste majorité des enlumineuses reste inconnue. Ainsi, aucune information n'est disponible pour des pans entiers d'artistes.
Au Moyen Âge et à la Renaissance, de nombreuses femmes artistes travaillent dans des ateliers, sous la direction d'hommes, souvent sous celle de leur propre père ou frère ; il n'existe aucune trace de femmes à la tête d'un atelier avant la fin du XIXe siècle. Les productions des ateliers étaient signées par le maître, pour signifier une qualité de la production, et non pour individualiser l'œuvre : il est donc difficile de différencier les productions des différent(e)s artistes d'un même atelier.

### Dégradations
À la lumière de ces activités de travail du textile et des manuscrits, un autre problème est mis en exergue : celui de la longévité de la production. Ces productions artistiques sont en effet réalisées dans des matériaux possédant une extrême sensibilité aux éléments extérieurs, comme la lumière, la température ou la moisissure. À cela s'ajoute l'utilisation de ces productions, objets vestimentaires et pratiques, minés par l'usure et les dégâts humains. Ceci explique l'infime partie des textiles et des manuscrits produits par des femmes encore à notre disposition.

### Identité du nom: vers une individuation
Un autre problème est l'abandon du nom de naissance au moment du mariage : cela complexifie les recherches, notamment lorsqu'une œuvre d'origine inconnue est signée du nom de famille et d'une simple initiale pour le prénom. De plus, les ouvrages de référence sur les artistes ne permettent des recherches que par le nom de famille, et non par le prénom.
La définition précise de l'identité est pourtant au cœur du concept occidental du « génie artistique », dont les créations devraient pouvoir être clairement cadrées, individualisées et étudiées par rapport aux créations d'autres artistes. Il n'en demeure pas moins que lorsqu'il s'agit de retracer le parcours d'une femme artiste, même les données biographiques les plus anecdotiques peuvent induire en erreur. Ainsi, on peut affirmer que Jane Frank est née en 1918, alors qu'en réalité, c'est Jane Schenthal (Jane Frank ne « naîtra » que 20 ans plus tard, en se mariant) : si l'on se base sur le nom de famille, les recherches deviennent un vrai parcours du combattant. Ainsi, la perte du nom de jeune fille au moment du mariage, alliée à un système de recherches historiques basé sur le nom de famille, engendre une mutation de l'identité des femmes en tant que classe sociale, et embrouille les recherches sur les femmes artistes en tant qu'individus particuliers.

### Réappropriation

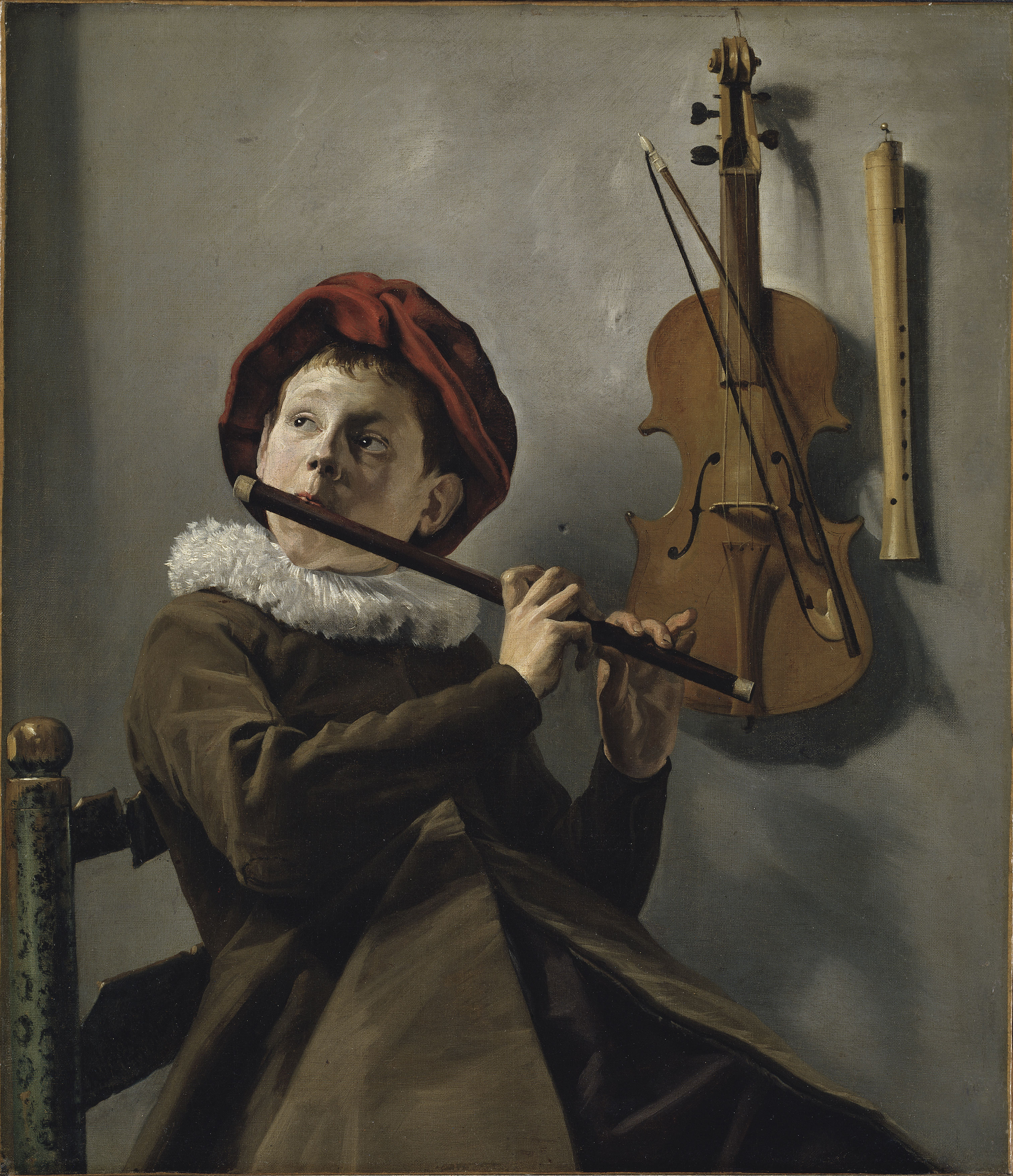
Judith Leyster, Le jeune joueur de flûte. vers 1635.

Aux XVIIIe et XIXe siècles, on a pu assister à une réappropriation du travail artistique des femmes par les hommes. Certains marchands sans scrupules allèrent même jusqu'à fausser des signatures, comme dans le cas de certaines peintures exécutées par Judith Leyster, malhonnêtement attribuées à Frans Hals. À l'inverse, au XXe siècle, l'empressement à acquérir des peintures de femmes conduisit à attribuer à tort quelques œuvres à des femmes peintres.

### XXesiècleet légitimité en tant qu'artistes en Occident
Bien que les femmes aient longtemps fait partie des actrices du monde de l'art, souvent reconnues en tant que modèles, muses, mécènes, commanditaires ou collectionneuses, la possibilité d'un statut d'artiste à l'égal de celui des hommes a eu du mal à être reconnu jusqu'aux années 1960 (au moins en ce qui concerne la France). En 1950, un ouvrage de référence dans son domaine d'étude, Histoire de l'art, d'Ernst Gombrich, présente une unique femme artiste pour son édition allemande et aucune dans les éditions française et anglaise. Progressivement, les institutions culturelles telles que les musées ont donné de la place aux artistes femmes dans les expositions.

### «Pourquoi n'y a-t-il pas de grandes femmes artistes?»
À partir des années 1970, plusieurs scientifiques recherchent et remettent en lumière les femmes artistes,; certains intient aussi des expositions artistiques présentant leurs œuvres.
En 1971, l'historienne de l'art Linda Nochlin, dans un article publié dans la revue d'art américaine Artnews, lance un défi aux historiens de l'art classiques et féministes, en lâchant la question : « Pourquoi n'y a-t-il pas de grandes femmes artistes ? ». Nochlin rejette tout d'abord le présupposé d'une absence ou d'une quasi absence des femmes dans l'histoire de l'art à cause d'un défaut de « génie artistique », mais n'est pas non plus partisane de la position féministe d'une invisibilité des femmes dans les ouvrages d'histoire de l'art provoquée par un biais sexiste de la discipline.
Pour Nochlin, la présence moindre des femmes dans l'histoire de l'art s'explique par le fait que celles-ci se sont simplement vues écartées de l'apprentissage et de la pratique de l'art pour des raisons historiques et culturelles. Néanmoins, bien qu'en Europe, depuis les temps les plus anciens jusqu'à la période contemporaine, les arts visuels eussent été en très large majorité le fait des hommes, les femmes ont bel et bien joué un rôle dans la production artistique.
Au cours des dernières décennies, les historiens de l'art, à commencer par Griselda Pollock, ont tenté de redécouvrir les biographies des femmes artistes, de signaler leur contribution magistrale à l'art moderne et postmoderne et de les incorporer à l'histoire de l'art. En 2006, le livre Women Artists at the Millennium, issu de la conférence « Pourquoi n'y a-t-il pas de grandes femmes artistes ? — 30 ans après » (université de Princeton, 1999) montre le changement obtenu depuis les années 1970.

## Histoire de la place des femmes dans l'art

### Préhistoire
Il n'existe évidemment aucun document écrit permettant d'identifier les artistes de l'époque préhistorique, mais les études en ethnologie et en anthropologie de la culture ont démontré que les artisans des cultures du néolithique étaient des femmes, qui produisaient de la poterie, du textile, des paniers ou des bijoux. Les ouvrages importants étaient souvent réalisés en groupe. La conception de ces cultures, façonnée par l'archéologie, s'est par la suite étendue à l'artisanat et aux savoir-faire de l'époque paléolithique. Ainsi, on peut trouver, dans quelques grottes, des traces de peintures faites à la main par des femmes ou par des enfants.

### Antiquité
Dans l'Antiquité, l'une des femmes poétesses les plus anciennes dont on ait conservé des traces est Enheduanna (XXIIIe siècle avant J.-C.), qui compte parmi les grands auteurs de la littérature mésopotamienne, et qui est également fille du roi Sargon d'Akkad et grande prêtresse.

Quelques images d'artistes en Ancienne Égypte
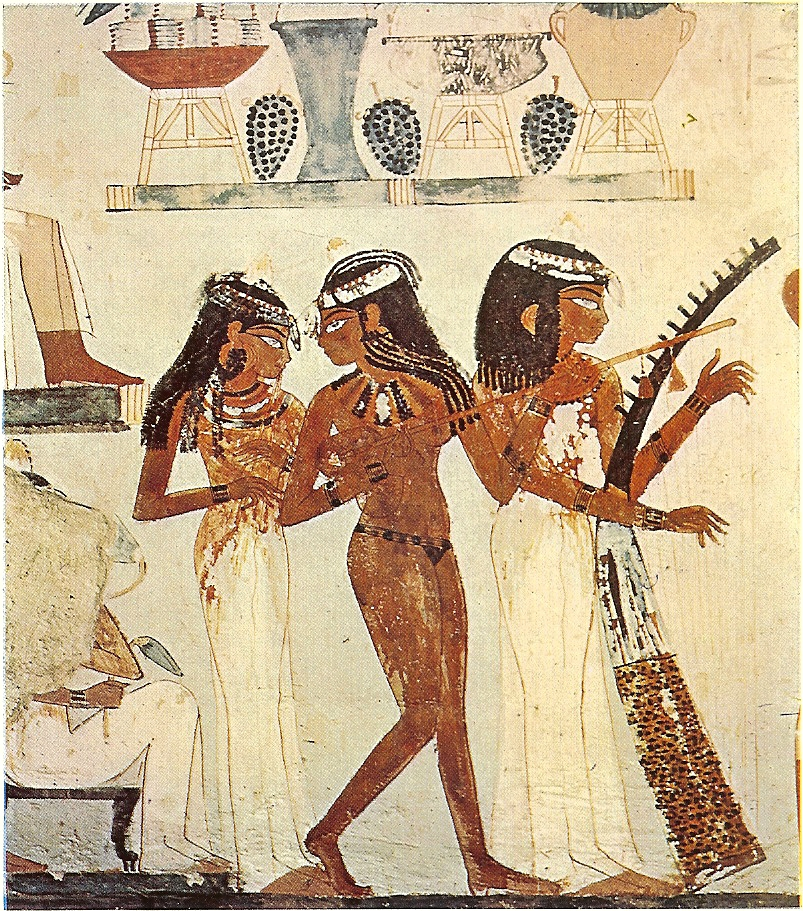
Les trois musiciennes, Tombe de Nakht, Thèbes, Égypte antique.
Une illustration d'un groupe de musiciennes, dans l'Encyclopaedia Biblica publiée en 1903.

En ce qui concerne l'Antiquité occidentale, un extrait de l'Histoire Naturelle de Pline l'Ancien (23-79) évoque quelques peintres grecques, à savoir Timarété, Héléné d’Égypte,, Irène, Aristarété, Calypso, Iaïa de Cyzique, Marsia et Olympias. Bien qu'aucune de leurs productions ne nous soient parvenues, un vase peint de type caputi hydria (à figures rouges, période située vers -460/450) présent dans la collection Torno à Milan montre par exemple des femmes en train de peindre des vases, aux côtés des hommes. D'autres femmes artistes ont eu de la renommée, telle Sappho (VIIe et VIe siècles av. J.-C.), poétesse de l'Antiquité grecque.

Quelques images d'artistes en Grèce antique
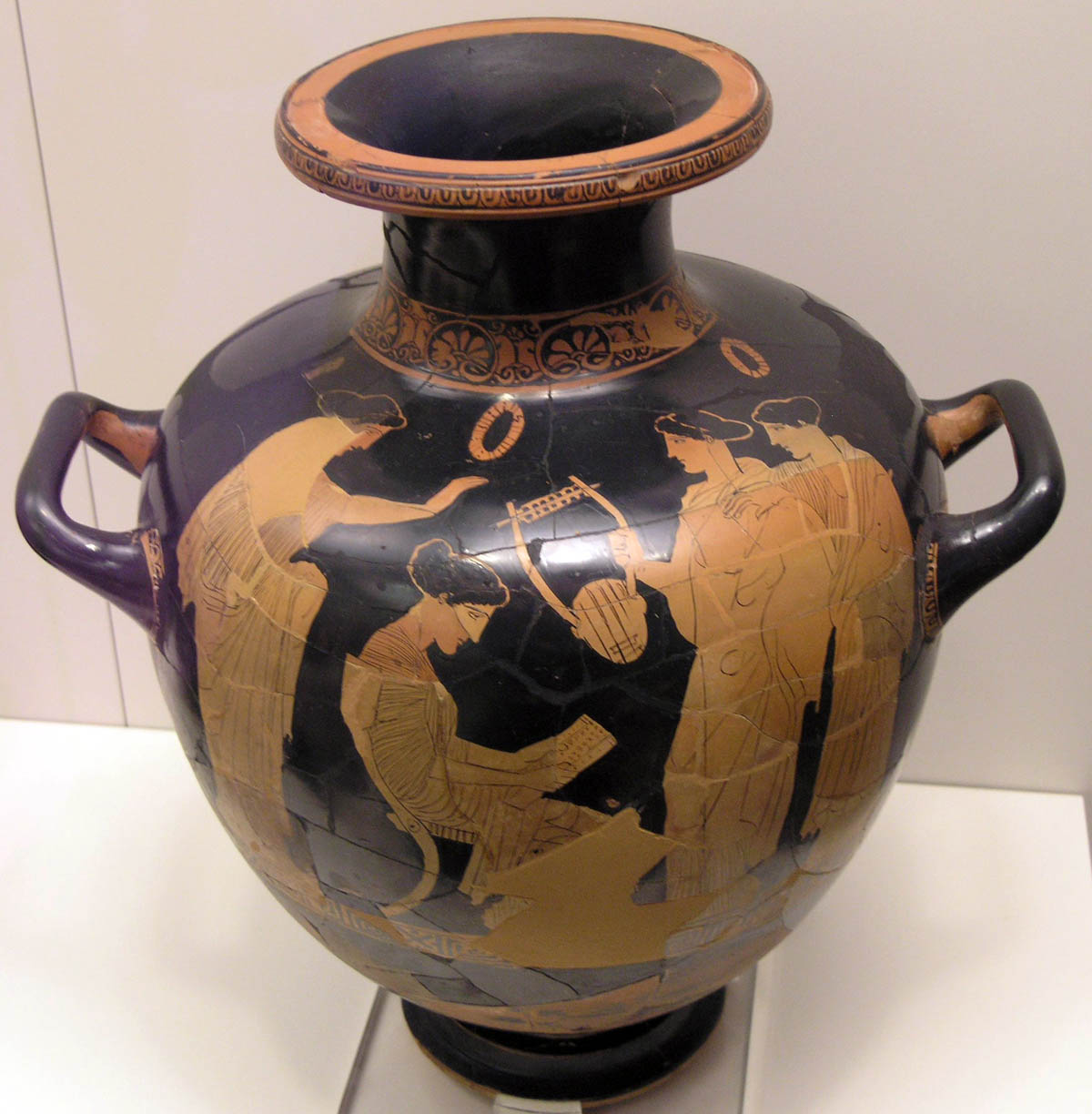
La poétesse grecque Sappho, assise, lit un de ses poèmes dans un recueil à trois amies-élèves qui l'entourent. Vase (hydrie ou kalpis) provenant de Vari, œuvre du groupe de Polygnote, vers 440-430 avant notre ère. Musée archéologique national, Athènes, no 1260.
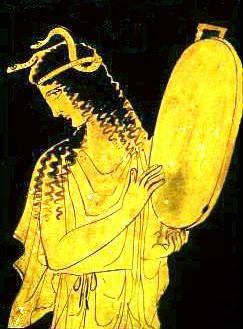
Image d'une femme de l'Antiquité grecque jouant de la musique.
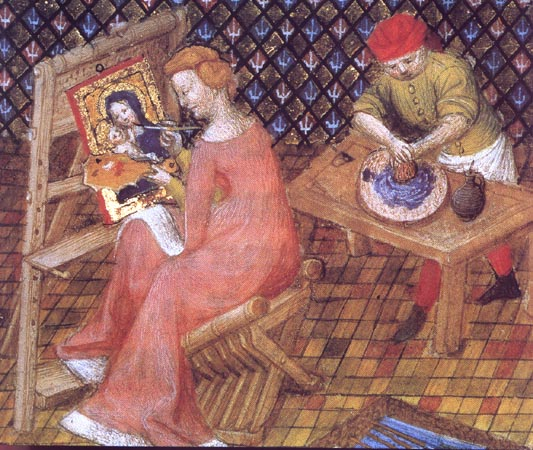
La peintre de la Grèce antique Timarété peignant, miniature du Livre des Clères Femmes de Boccace, miniature du Maître du Couronnement de la Vierge tirée d'un manuscrit daté vers 1403.

En 1977, Yves Véquaud rappelait qu'en Inde, « depuis trois mille ans, les femmes — et seulement elles — de Mithila exécutent les peintures votives dédiées aux dieux et déesses du panthéon hindou. Il n'est donc pas exagéré de penser que cette forme d'expression artistique reflète l'une des parts les plus authentiques de la civilisation indienne ». Ce n'est que de nos jours, pour répondre à la demande commerciale, que des hommes y ont été impliqués.

### Période médiévale en Occident
Au Moyen Âge, les femmes avaient l'habitude d'œuvrer aux côtés des hommes : l'enluminure, la broderie, ou les lettrines sont des exemples courants de la production artistique féminine de l'époque. Brasseuses, bouchères, marchandes de laine ou de quincaillerie… autant d'activités exténuantes auxquelles les femmes artistes échappaient par leur appartenance aux classes sociales lettrées, aristocrates (plus portées sur la broderie) ou cléricales (se dédiant plus volontiers à l'enluminure).

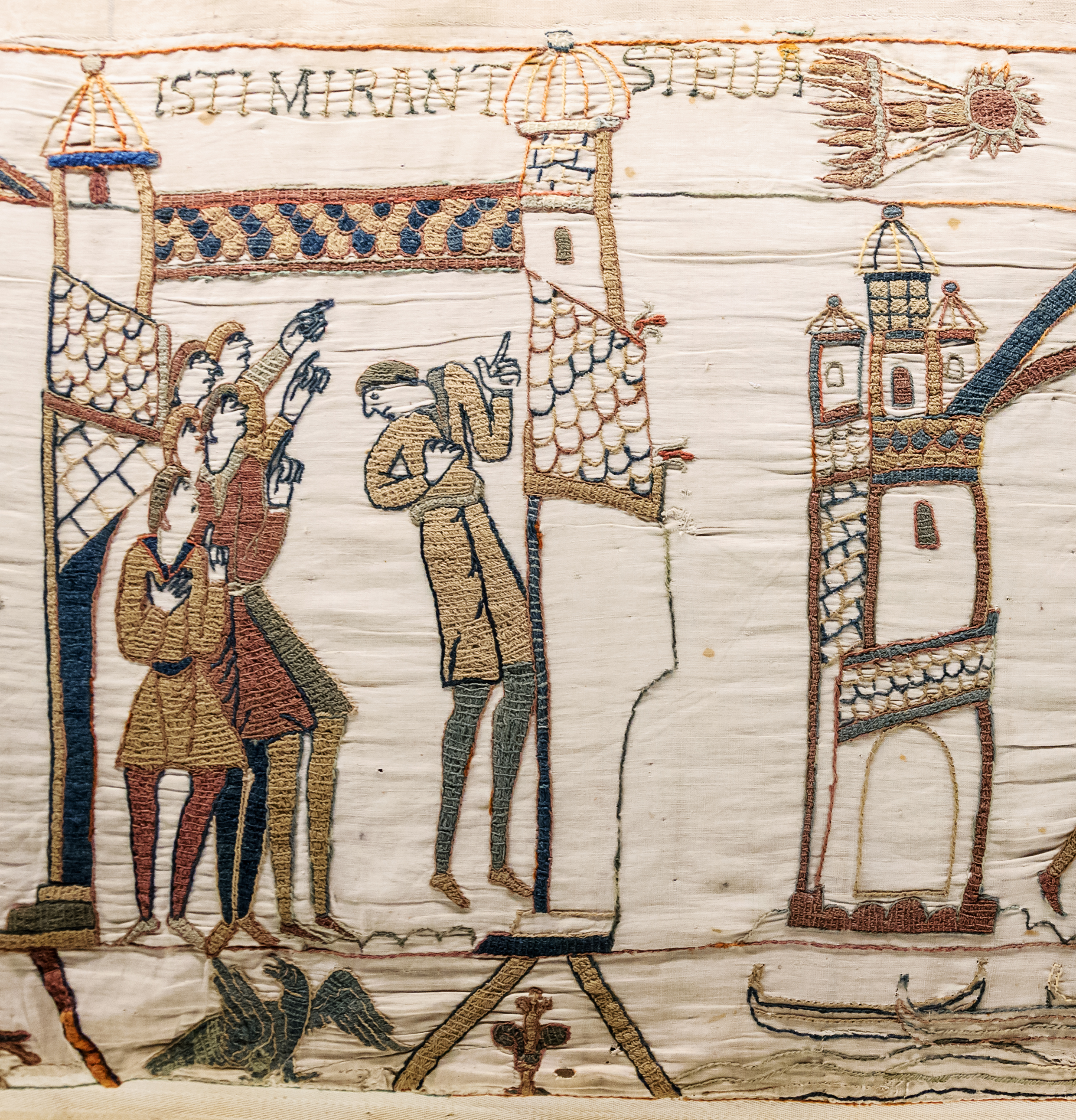
Un extrait de la tapisserie de Bayeux.

L'une des plus célèbres broderies du Moyen Âge est sans aucun doute la tapisserie de Bayeux, longue de 70 mètres, que la légende attribue à la reine Mathilde, bien que plusieurs historiens aient mis en doute cette provenance, plus probablement le fait d'un atelier ou d'un couvent.
L'enluminure des manuscrits est l'une des sources documentaires permettant l'identification d'artistes du Moyen Âge, telle Ende, les nonnes du Xe siècle et XIIe siècles telle Guda, ou encore Claricia, laïque employée dans un scriptorium de Bavière. Ces femmes bénéficièrent de l'environnement favorable des couvents, lieux d'apprentissage et de culture, et sans doute choix le plus judicieux pour une femme intellectuelle de l'époque.

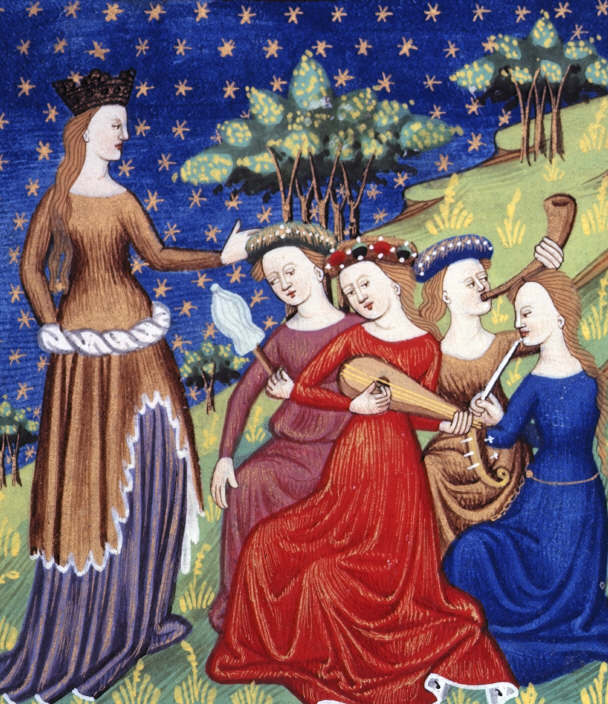
De Mulieribus claris : quatre suivantes de la reine jouant de la musique.
Miniature du Maître de Talbot tirée d'un manuscrit daté vers 1440, conservé à la British Library.

Dans l'Europe du XIe siècle, la Réforme grégorienne et la consolidation du système féodal mirent les femmes face à de nouveaux cadres qu'elles n'avaient pas encore eu à affronter. Mutation de la société devint synonyme de transformation de la place des couvents dans la société. La conquête de l'Angleterre marqua dans les îles Britanniques le crépuscule du couvent en tant que lieu de savoir et de pouvoir des femmes, leur gestion passant aux mains des abbés.
Sous l'Allemagne des Ottoniens, toutefois, le couvent perdura en tant que lieu de culture, le plus souvent dirigé et habité par des célibataires issues de familles nobles ou royales. Ceci explique sans nul doute que les plus grandes œuvres de femmes du Moyen Âge proviennent du monde germanique. Parmi ces grandes artistes, on pourra notamment citer Herrade de Landsberg, mais plus particulièrement Hildegarde de Bingen (1098-1179), archétype de l'artiste intellectuelle allemande, femme de lettres à l'origine de divers ouvrages religieux (dont les Liber divinorum operum simplicis hominis, Liber vitae meritorum, etc.), de plus de 70 chants, d'une pièce de théâtre religieuse, et d'un traité composé de neuf ouvrages, sur les arbres, la végétation, les animaux, les oiseaux, les poissons, les minéraux et les métaux. L'appui du pape quant à ses visions religieuses renforça très certainement sa position d'intellectuelle. Ces visions furent partie intégrante de son œuvre. Citons également son Scivias (Sache les voies de Dieu), dont elle entama l'écriture en 1141. Composé de 35 visions, narrant l'histoire de la foi et du salut, les illustrations qui l'accompagnent divergent grandement des productions allemandes de l'époque. La première illustration, présentant Hildegargue sise dans le monastère de Bingen, en proie à des visions, donne un bon aperçu de cet ouvrage : couleurs chatoyantes, traits marqués, formes simplifiées. Bien qu'Hildegarde de Begin n'ait probablement pas produit elle-même ces images, leur originalité laisse indubitablement penser qu'elles ont été composées sous sa surveillance étroite.

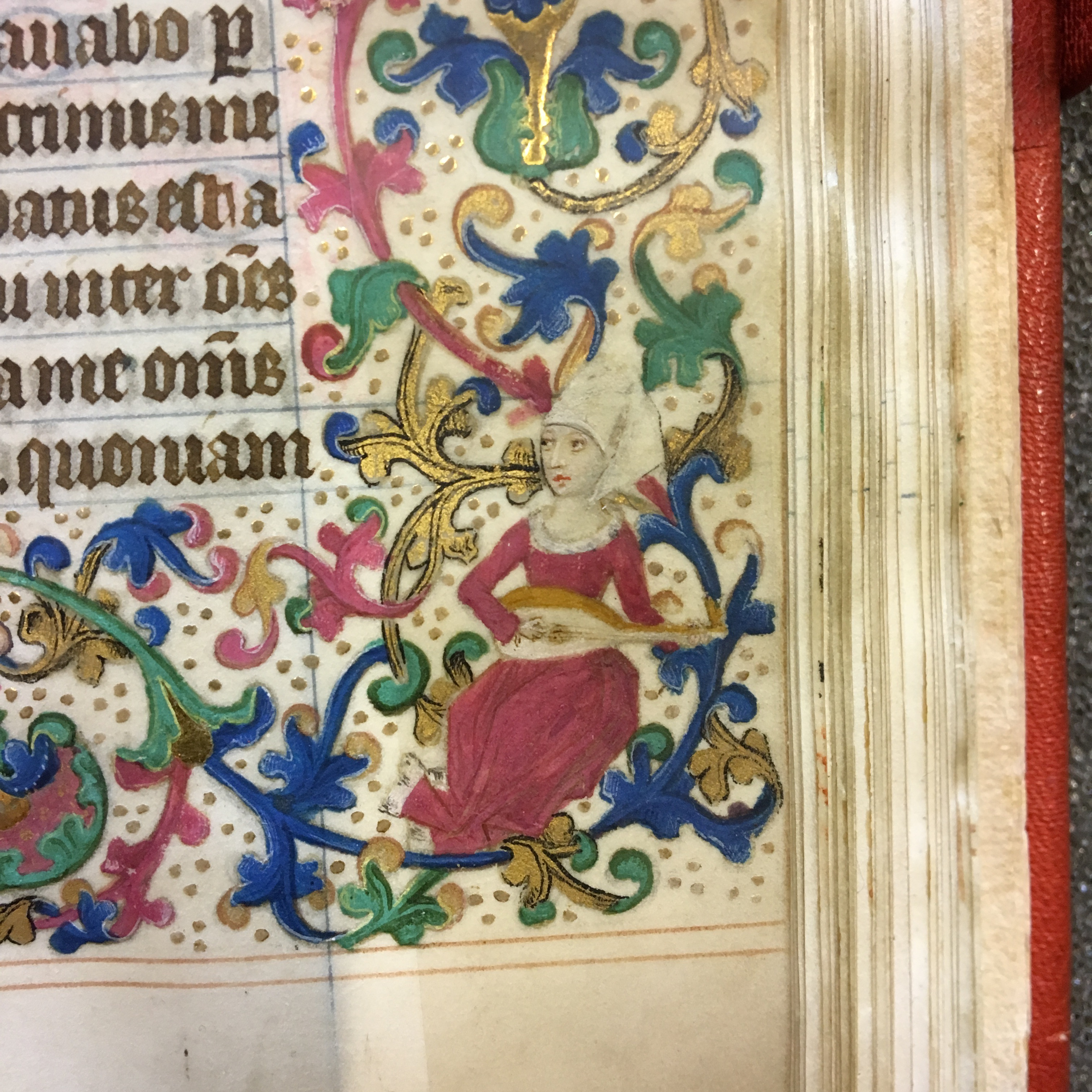
Extrait des enluminures d'un livre d'heures. Bibliothèque de l'Université de Liège, Belgique.

Au XIIe siècle, la montée en puissance des centres urbains, du commerce, des échanges et des universités, transforma l'existence des femmes. Les veuves pouvaient alors mener les affaires de leurs maris : le Conte de la bourgeoise de Bath de Geoffrey Chaucer en est une bonne illustration. Les corporations acceptaient les femmes en leur sein. Les archives des corporations montrent une activité particulièrement importante des femmes dans les industries du textile, surtout en Flandre et dans le nord de la France.
De nombreuses annotations présentes sur des manuscrits médiévaux dépeignent des femmes se servant de fuseaux. De plus, jusqu'au XIIIe siècle en Angleterre, la production des Opus Anglicanum ou des somptueuses broderies destinées au clergé était réservée aux femmes. L'enluminure, devenue au XIIIe siècle une activité laïque, resta une activité où les femmes pouvaient œuvrer, le plus souvent aux côtés de leurs pères ou maris. On pourra citer à ce titre les filles de Maître Honoré et de Jean le Noir, célèbres enlumineurs de l'époque. Quand l'industrie du livre se transforme avec l'apparition de la presse typographique, il n'est pas rare qu'une femme reprenne le métier de son mari : le cas de l'imprimeuse française Charlotte Guillard (vers 1480-1557) ne semble pas être exceptionnel.
Quelques peintres et sculptrices évoluent également à cette période, comme Margareta van Eyck — artiste liée à Jan van Eyck, qui en a fait au moins un portrait —, ou Sabina von Steinbach (XIIIe siècle).
En France, aux XIIe et XIIIe siècles, les trobairitz (forme féminine de troubadour en langue d'oc) sont des poétesses et compositrices d'expression occitane. En langue d'oïl (français du nord), les trouveresses sont moins nombreuses, ceci étant principalement dû à la situation politique et juridique qui offre plus de liberté à la femme occitane (codes justinien et théodosien). Appartenant à la société courtoise, les trobairitz composent et interprétent leurs oeuvres pour les cours de la noblesse. Contrairement à leurs équivalents masculins, les trobairitz, libres par leur statut noble et leurs ressources, ne sont pas soumises aux commandes d’un mécène. Ces sont les premières compositrices de musique profane occidentale connues. Parmi elles, on peut citer Beatritz de Dia, Beatritz de Romans, Azalaïs de Porcairagues, Marie de Ventadour, Na Castelloza.

### Renaissance en Occident

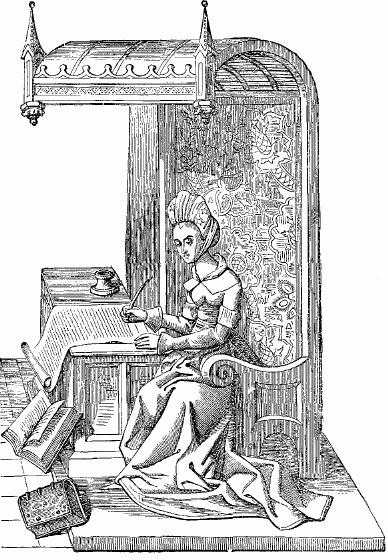
Christine de Pisan (vers 1405).

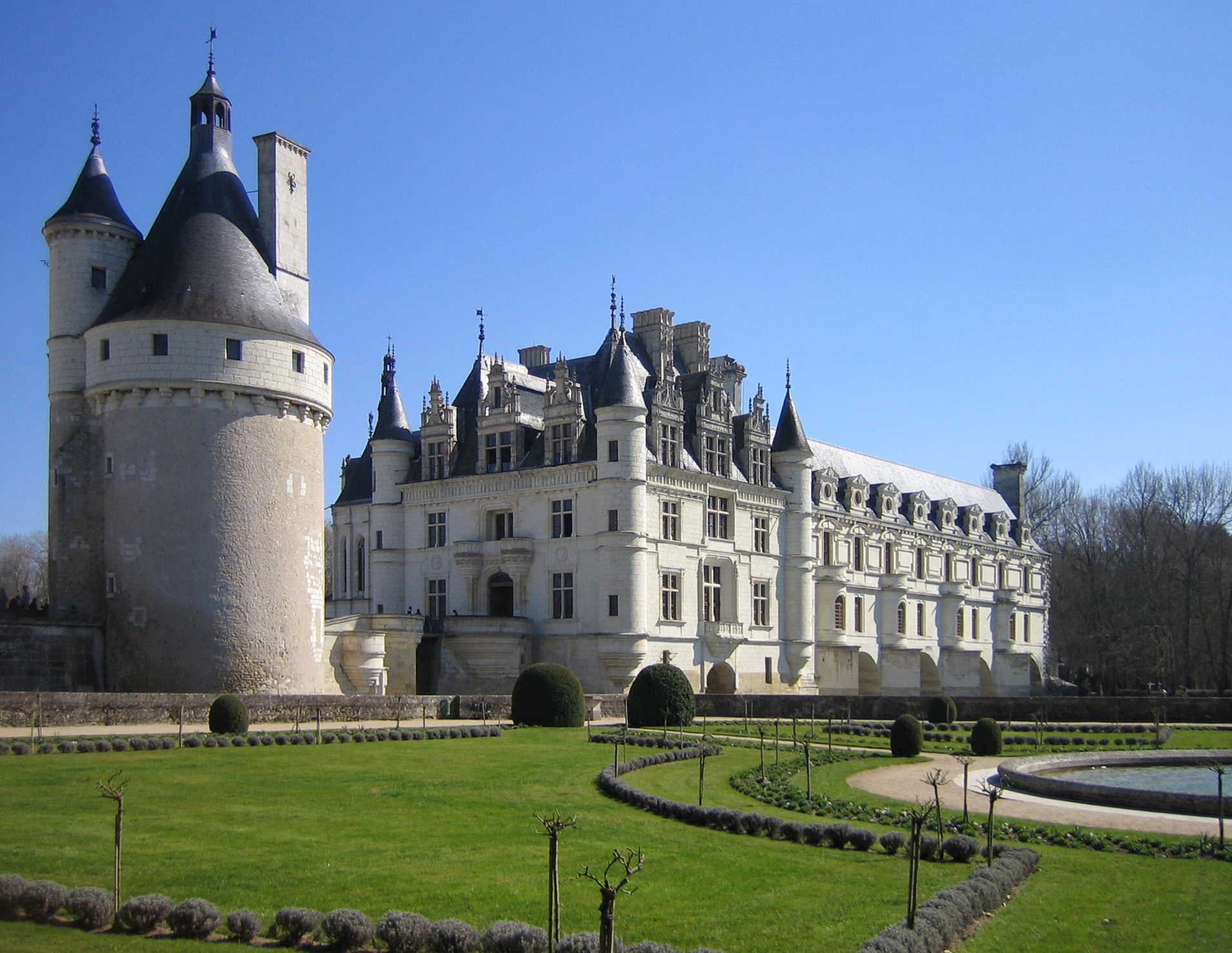
Le château de Chenonceau, édifié par Katherine Briçonnet, qui en est considérée comme l'architecte, en 1513, ensuite modifié et enrichi au fil des siècles par des femmes.

Les artistes laïques obtiennent pour la première fois une renommée internationale au cours de la Renaissance. Les bouleversements culturels, comme l'humanisme, peuvent sans doute expliquer cet essor des femmes artistes. Cependant, la laïcité comme foyer de l'émancipation par les arts n'est pas la règle : le voile, la retraite monastique, permettront encore longtemps aux femmes d'échapper à la servitude du mariage et de s'épanouir malgré tout en tant que créatrices entre les murs.
Deux textes fondateurs illustrent notamment ces bouleversements : De Mulieribus claris (en français : Sur les femmes célèbres ou Des dames de renom) de Boccace, et La Cité des dames de Christine de Pisan, ouvrage dans lequel elle cite de nombreuses femmes ayant exercé de telles activités. Enfin, Le Livre du courtisan de Baldassare Castiglione, imprimé à Venise en 1508, et devenu extrêmement populaire, recommande d'éduquer les jeunes filles aux arts et aux lettres. Marguerite de Navarre (1492-1549) est une autre auteure majeure de Navarre et de France, ayant écrit notamment L'Héptaméron et des poésies. D'autres écrivaines de leur temps gagnent leur vie de leur plume et se font désigner en tant qu'« autrice », telles Marieu de Romieu (vers 1545-vers 1590) — qui a, entre autres, écrit une pièce en vers intitulée Discours que l'excellence de la femme surpasse celle de l'homme — et Marie de Gournay (1565-1645).

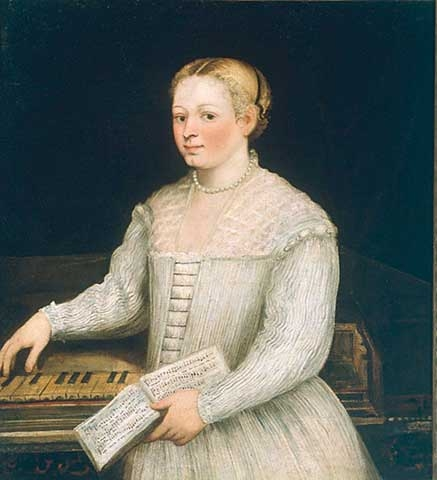
Autoportrait de la Tintoretta à l'épinette, de Marietta Robusti (vers 1590).

Mis à part le cas de la mystique et artiste Caterina dei Vigri (1413-1463), qui semble unique, apparaissent en Italie, un siècle plus tard, au milieu du XVIe siècle, un nombre important de femmes artistes peintres, issues de différentes écoles ou ateliers. Elles sont souvent les filles de peintres reconnus telle Marietta Robusti dite « la Tintoretta », ou parfois les épouses, mais n'accèdent jamais au statut de « maître » et doivent se cantonner à des sujets bien précis : le nu leur est interdit, la représentation de la violence mal vue. Les critiques de ce temps, comme Giorgio Vasari dans Le Vite, n'en font pas grand cas (il cite la sculptrice et graveuse Properzia de’ Rossi) ; en revanche, d'autres, comme le milanais Giovanni Paolo Lomazzo et plus tard le toulousain Hilaire Pader (1607-1677) dans le Songe énigmatique sur la peinture universelle, rapportent que la première véritable « peintresse » serait la maniériste Sofonisba Anguissola, qui devint peintre officiel de la cour d’Espagne et appartenait à une famille d'artistes ; toutes ses sœurs le furent aussi, dont Lucia. Au sein de l'école romaine, peut s'épanouir Lavinia Fontana qui est très appréciée des papes Grégoire XIII et Clément VIII et qui s'inspire des gravures de Diana Scultori Ghisi. La ville de Ravenne est le berceau d'une portraitiste remarquée, Barbara Longhi.
Dans l'Angleterre renaissante, Levina Teerlinc (1520-1576) est une miniaturiste appréciée des monarques Tudor. Les Pays-Bas espagnols permettent à Catarina van Hemessen, Magdalena Van de Passe et Judith Leyster de se faire un nom et de vivre de leur art.
Dans le Nouveau Monde, des femmes s'expriment également dans les arts, telle Juana Inés de la Cruz (1648 ou 1651-1695) en Nouvelle Espagne, religieuse cultivée, poétesse et dramaturge dont l'œuvre a marqué la langue espagnole,,.

Quelques portraits de musiciennes
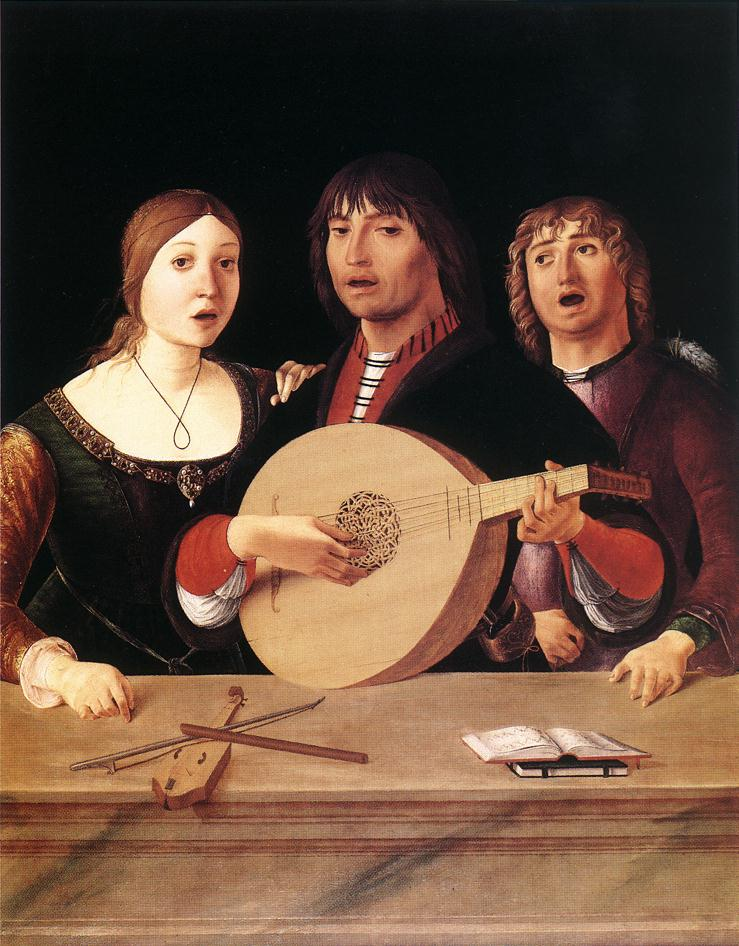
Un concert, par Lorenzo Costa, vers 1485-1495.
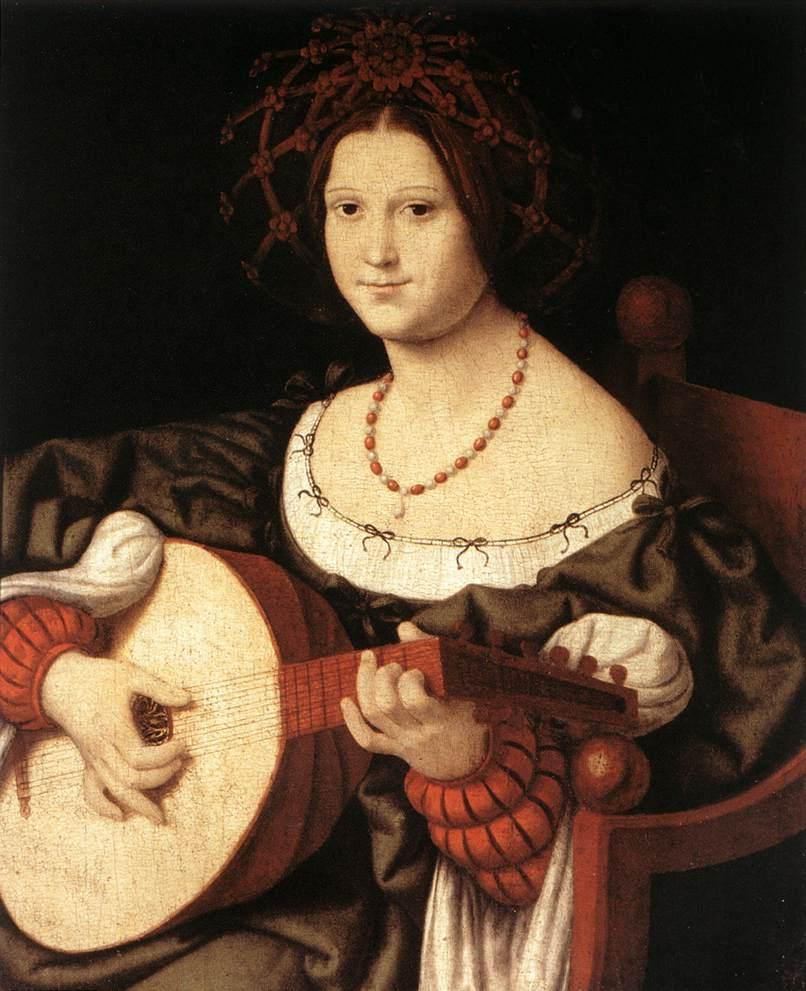
La joueuse de luth, par Andrea Solari, vers 1510.
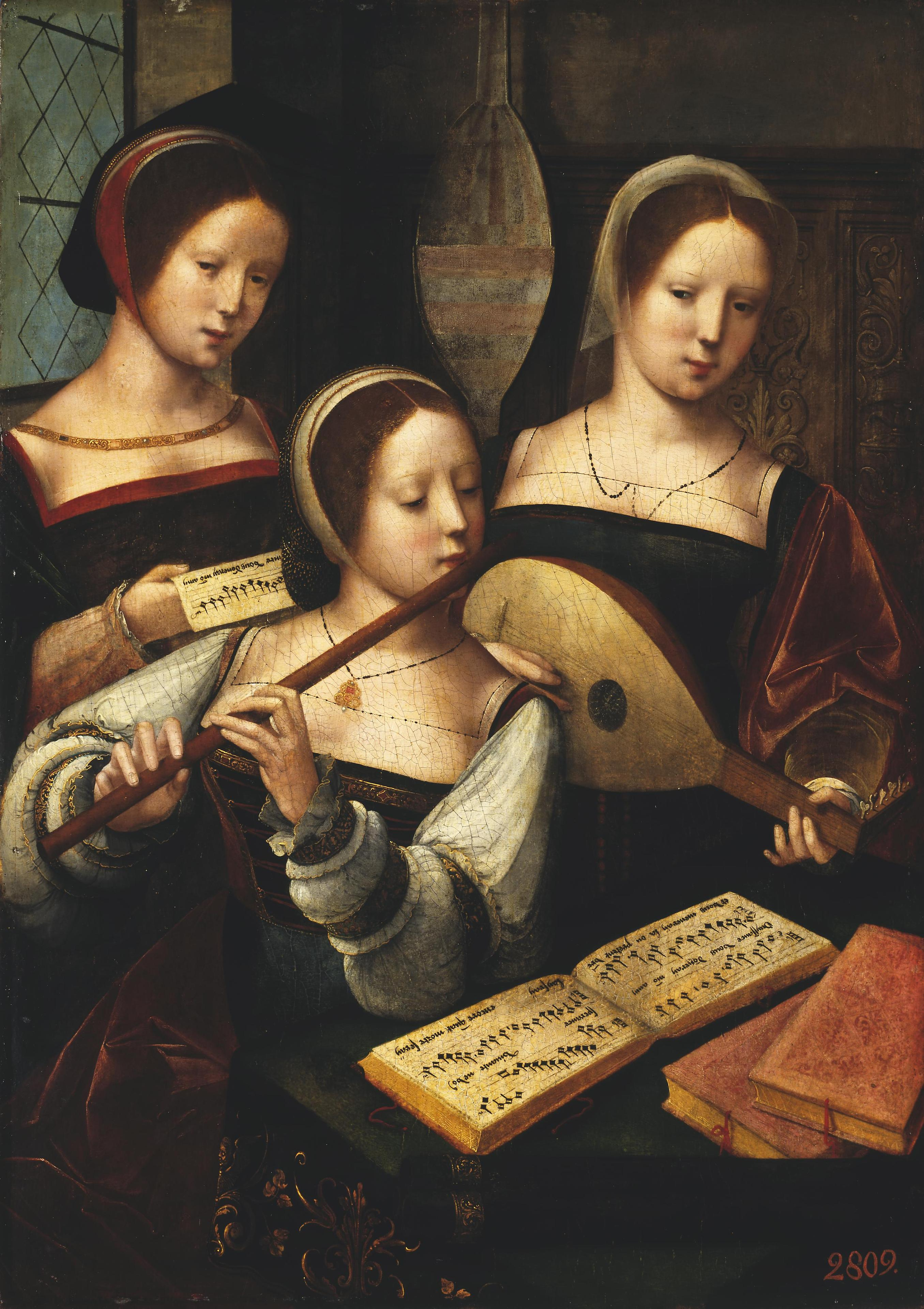
Musiciennes, par le Maître des demi-figures, années 1530.
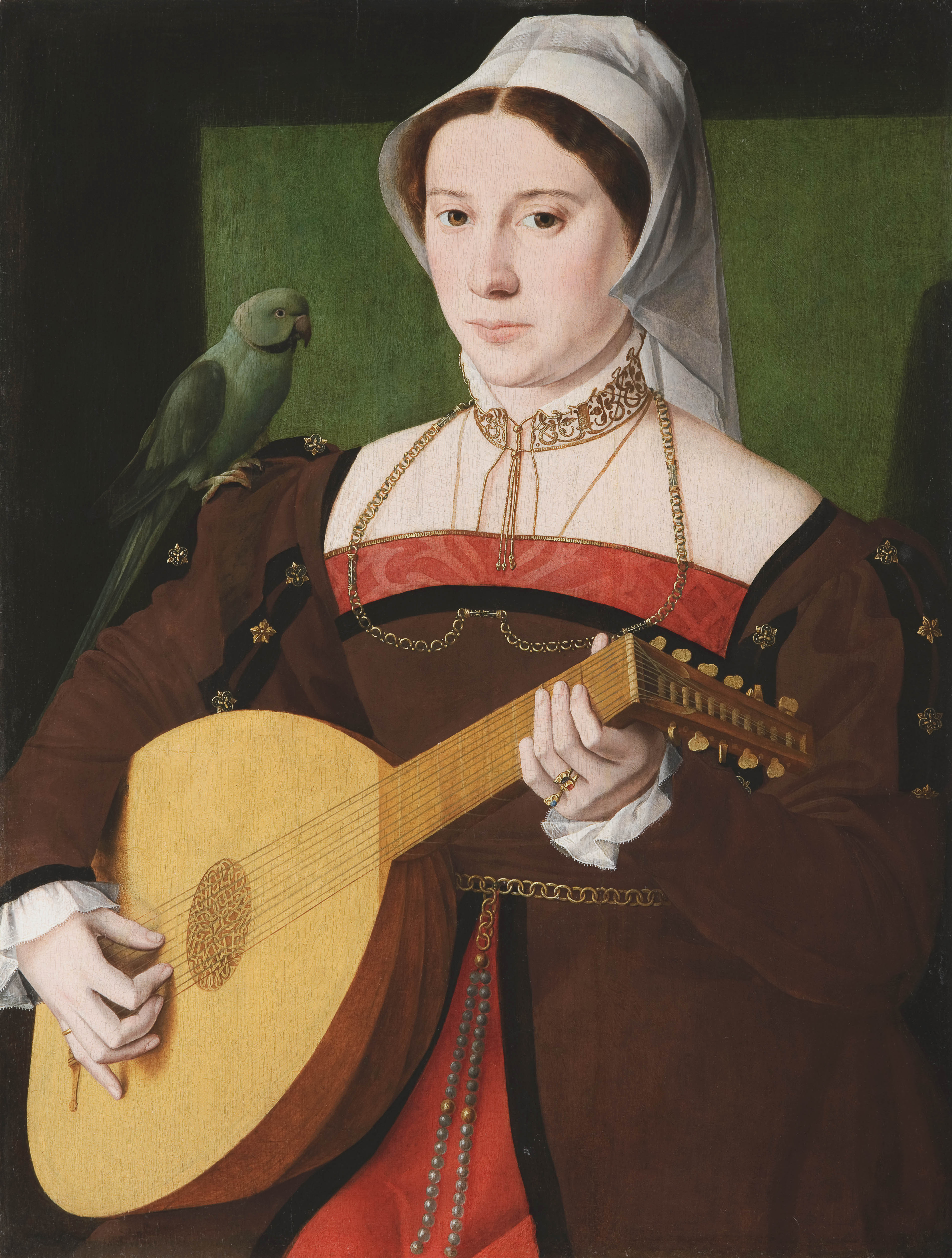
Portrait de femme jouant du luth, par le « Maître des années 1540 » (peintre néerlandais), vers 1541-1551.
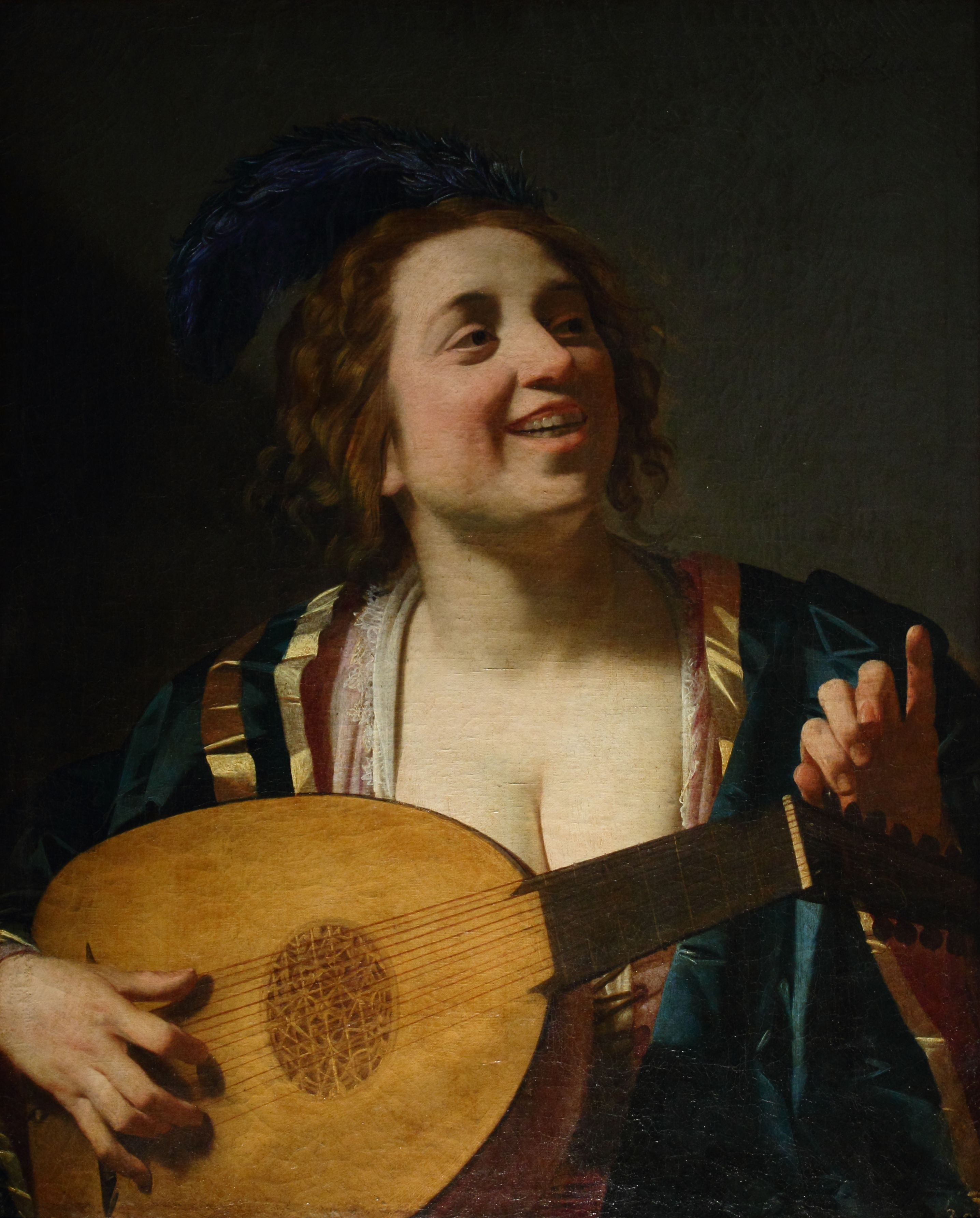
Femme accordant son luth, par Gerrit van Honthorst, 1624.
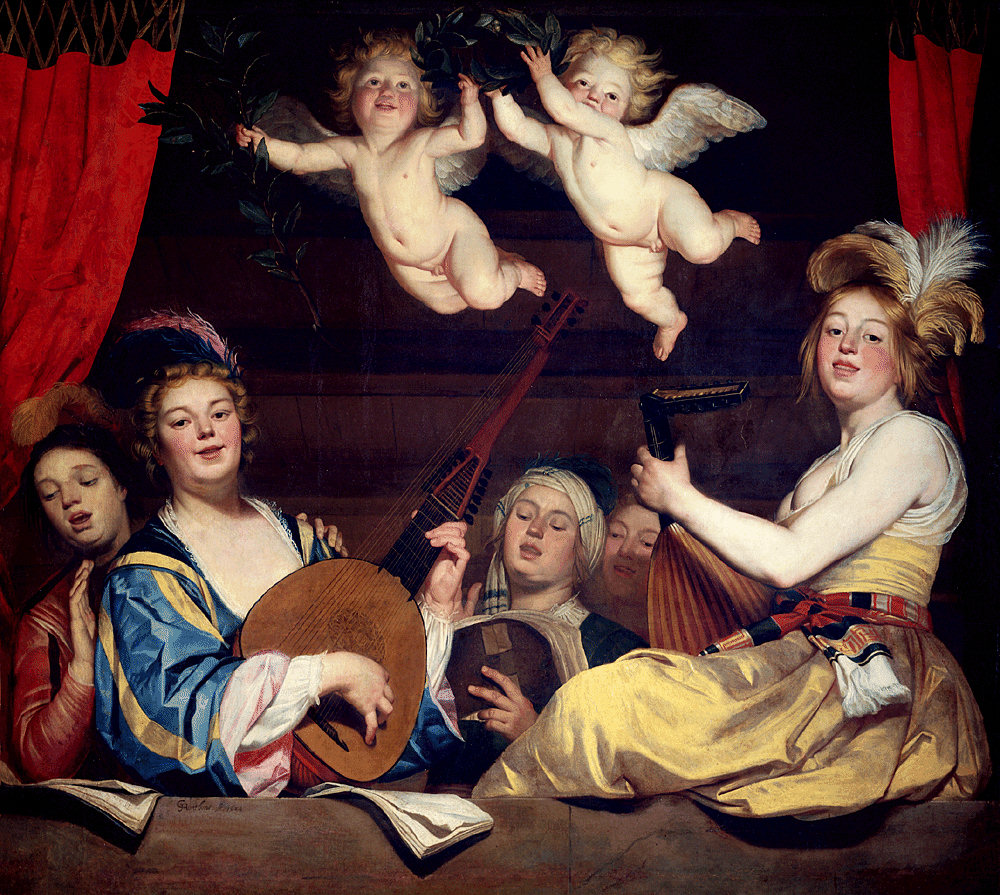
Concert au balcon, par Gerrit van Honthorst, 1624.

### Du Baroque (milieuXVIesiècle) au siècle des Lumières (XVIIIesiècle), en Occident

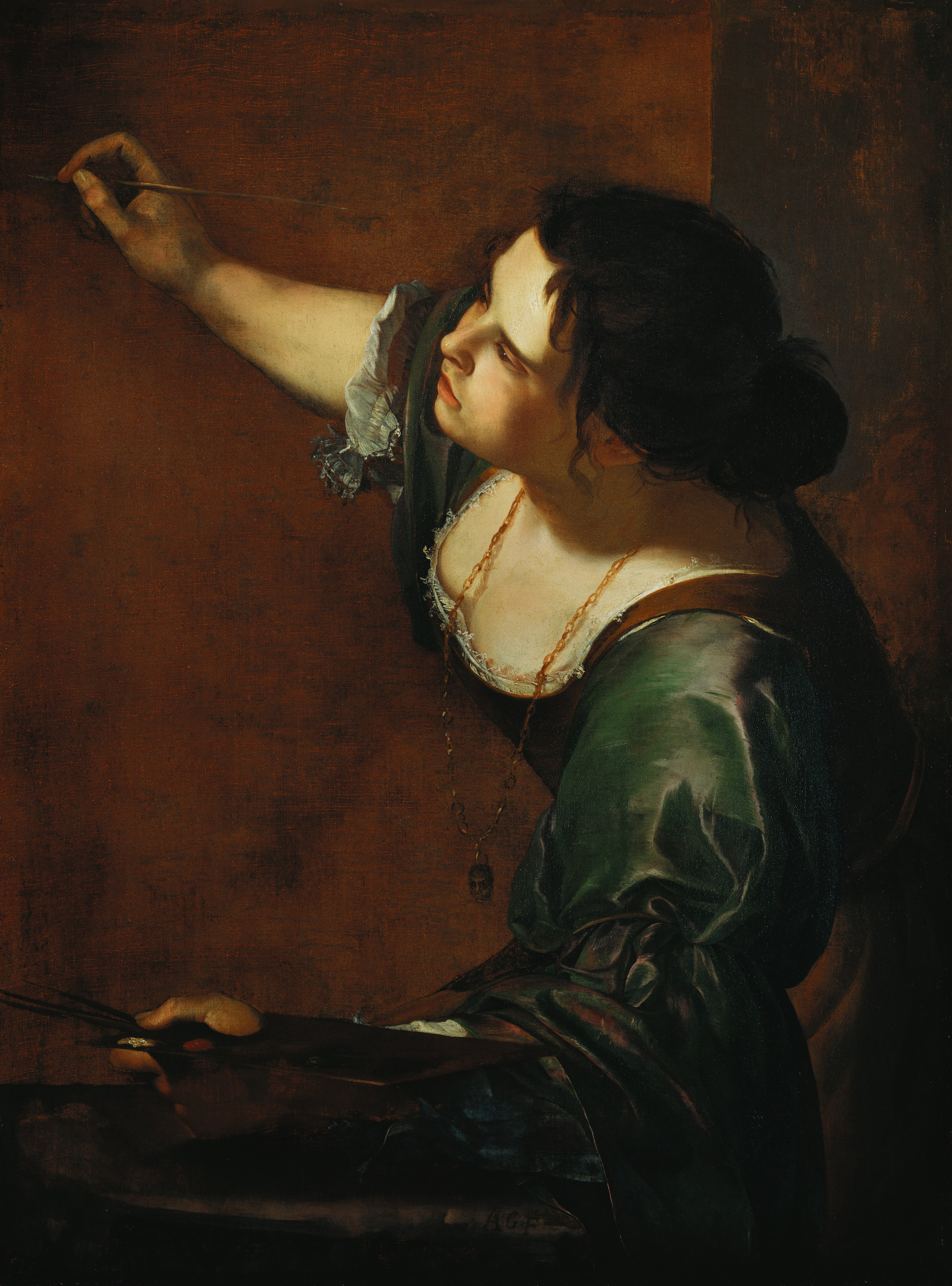
Artemisia Gentileschi (1593-vers 1652), Autoportrait en allégorie de la peinture (vers 1638).

#### Peinture et sculpture
Le baroque italien voit d'abord s'accomplir Fede Galizia (1578-1630) et surtout Artemisia Gentileschi (1593-1656), issue de l'école caravagesque et formée par son père Orazio, une artiste redécouverte aujourd'hui par la critique d'art. Cette artiste peintre, première femme autorisée à entrer au sein de l'Académie du dessin de Florence, a notamment réalisé deux tableaux Judith décapitant Holopherne. Aux Pays-Bas, se font diverses spécialités : d'abord la nature morte, laquelle est servie par Clara Peeters (entre 1581 et 1585-1657), puis les fleurs par Maria Van Oosterwijck, (1630-1693) et surtout Rachel Ruysch, (1664-1750) qui était la fille d'un botaniste. Appréciée dans toute l'Europe, la nature morte est également l'apanage de Louise Moillon (1609 ou 1610-1696), reconnue tant à la cour de Charles Ier d'Angleterre que par des nobles français tel Claude de Bullion.
Il est attesté que, par exemple, la Guilde de Saint-Luc à Bruges (en Flandre occidentale), dans ses règlements, permettait aux femmes d'intégrer ses bancs et ce, dès 1480 : 25 % des membres étaient des femmes, sans doute pour la plupart dédiées à l'enluminure. La fin du XVIIe siècle voit l'entrée en France de femmes à l'Académie royale de peinture et de sculpture, qui avait été créée en 1648 par mandat royal pour former les meilleurs artistes : 15 femmes y seront admises en tout, et ce, durant une période courant jusqu'à la Révolution (1789) — la première admission d'une femme artiste, uniquement honorifique, a lieu en 1720 pour l'italienne Rosalba Carriera (1675-1757). Toutefois, la majorité des artistes, quel que soit leur genre, est formé hors de cette académie et notamment au sein des corporations — par exemple la Corporation des peintres et des sculpteurs, qui existe jusqu'en 1776 puis en partie rétablie l'année suivante pour les artistes ayant une activité proche de l'artisanat —, voire dans leurs milieux familiaux lorsqu'ils sont déjà dans le domaine artistique. En France, le statut d'« artiste libre » apparaît en 1776 et permet aux artistes qui travaillaient auparavant dans des ateliers collectifs qui signaient du nom du maître de l'atelier de pouvoir travailler de leur côté et signer leurs œuvres individuellement. Au début du XVIIIe siècle, au moins en France, l'idée que des femmes deviennent artistes professionnelles parait saugrenue et l'un des arguments pour les refuser au sein d'académies artistiques est que l'étude de nus masculins, au centre de la formation, heurterait la morale. Toutefois, il y a une évolution des regards portés sur les femmes et leurs travaux et si l'on prend l'exemple de l'Académie royale de peinture et de sculpture en France, elle accueille progressivement — en tant qu'académiciennes mais non élèves — des « peintresses » qui ont auparavant démontré leur talent, dont les françaises Marie-Thérèse Reboul (en 1757), Adélaïde Labille-Guiard (1749-1803) ou Élisabeth Vigée Le Brun (1755-1842).
Au XVIIIe siècle, l'Académie royale de peinture et de sculpture (France) n'admet encore qu'un nombre très restreint de femmes et aucune comme « peintre d'histoire », genre supérieur qui seul donne accès au titre de professeur. Toutefois, le royaume de France pousse les artistes à faire des peintures d'histoire, genre considéré comme supérieur à l'époque, et les femmes y contribuent. Les femmes de familles d'artistes doivent le plus souvent se cantonner à des « sujets féminins » tels que peinture de fleurs, portraits, miniatures, qui trouvent un débouché dans la clientèle bourgeoise. Elles accèdent ainsi à une notoriété qui leur assure l'aisance, mais pas à la reconnaissance. Les tableaux de certaines femmes seront attribués à d'autres artistes, souvent des hommes. Ainsi, les miniatures de Marie-Anne Fragonard seront attribuées à son mari Jean-Honoré Fragonard, et contribueront à sa réévaluation. Marie-Jeanne Boucher travaille avec son mari, grave quelques-uns de ses dessins, et reproduit en miniature plusieurs de ses tableaux. Selon les Goncourt, ses miniatures étaient encore attribuées à François Boucher au XIXe siècle. Huit de ces petits cadres sont mentionnés dans le catalogue de vente du peintre Aved en 1766.
Tandis qu'il devient moins rare que des portraits soient exécutés par des femmes, la Française Élisabeth Vigée-Lebrun (1755-1842) ose le tableau d'histoire à travers des scènes allégoriques à partir de 1783 et devient l'un des peintres favoris à la cour de Versailles — ainsi que la portraitiste de la reine. En 1791, le Salon s'ouvre aux artistes issus de formations non académiques, telle l'Académie de Saint-Luc : les femmes en profitent pour exposer. Dans la foulée, des artistes reconnus, comme David et Greuze, accueillent dans leurs ateliers de plus en plus de femmes désireuses de se former. En 1793 en France, est posée la question de la possibilité des femmes à adhérer à la Société populaire et républicaine des arts, qui finit par conclure que la place des femmes est plutôt aux travaux habituels de la maisonnée et que la société les refuse en son sein. Mais d'une manière plus générale, les sociétés qui ont une identité professionnelle accueillent les artistes femmes qui répondent aux critères professionnels, tandis que les sociétés qui ont plus une identité de représentation ont des critères autres que ceux du métier et ont alors tendance à refuser des membres femmes.
En Angleterre, seules deux femmes font partie des membres fondateurs de la Royal Academy of Arts en 1768 : Angelica Kauffmann et Mary Moser. Il faudra attendre 1861 pour qu'une britannique puisse intégrer une école d'art officielle, et 1936 pour une égalité de statut avec la gent masculine au sein de cette Académie.

#### Littérature
En littérature, plusieurs écrivaines acquièrent une renommée, dont les britanniques Clara Reeve (1729-1807), Mary Wollstonecraft (1759-1797) avec notamment le pamphlet Défense des droits de la femme (1792) ; et Jane Austen (1775-1817), auteure, entre autres, de Raison et Sentiments (1811) — première nouvelle moderne en langue anglaise — et Orgueil et Préjugés (1813). En France, des auteures connues sont, par exemple : Madeleine de Scudéry (1607-1701), Madame de Sévigné (1626-1696), Madame de La Fayette (1634-1693) et Ninon de Lenclos (1620-1705). Dans le Nouveau Monde, par exemple aux Amériques, des poétesses s'illustrent, telle Phillis Wheatley (1753-1784).
L'Académie française, institution qui voit le jour au XVIIe siècle et qui va notamment chercher à normaliser la langue française, avec l'appui de dictionnaires nouvellement créés. Parmi les mots refusés, se trouve celui d'« autrice », bien que d'autres noms de métiers féminins existants soient acceptés, comme « actrice » et « traductrice ». Le terme d'« autrice » a pourtant d'autant plus de légitimité qu'il existe déjà dans le lexique romain, bien que son utilisation selon certains sens ait déjà été questionnée par certains grammairiens de la Rome antique ; au contraire de celui d'« actrice » créé au XVIIe siècle et désignant une comédienne. Le mot « autrice » sera proposé comme inventé — car plus personne ne sait qu'il a existé — lorsque certains révolutionnaires français voudront le mettre dans le vocabulaire, puis encore sollicité durant le XIXe siècle, y compris par des journalistes, sans succès. Ce ne sera que dans les années 2010 qu'il sera vraiment repris dans l'usage avec une certaine légitimité appuyée par son étymologie et par les enjeux politiques qu'il recouvre.

#### Musique
Dans les arts musicaux, quelques musiciennes professionnelles et compositrices nous sont connues aujourd'hui, telles Élisabeth Jacquet de La Guerre (1665-1729), compositrice et claveciniste française très réputée de la cour du roi de France à son époque,, et Hélène de Montgeroult (1764-1836),.

La congrégation romaine de Sainte Cécile, importante institution de l'époque en matière de composition et musique de laquelle nombre d'artistes du continent européen souhaitaient être reconnus, accueille la compositrice italienne Maria Rosa Coccia (1759-1833) en 1774 ; elle est ainsi la seule femme qui en devient membre, ce qui certifie son grand talent, à une époque où les femmes musiciennes ou compositrices sont mal vues par ailleurs.

Quelques portraits de compositrices et musiciennes
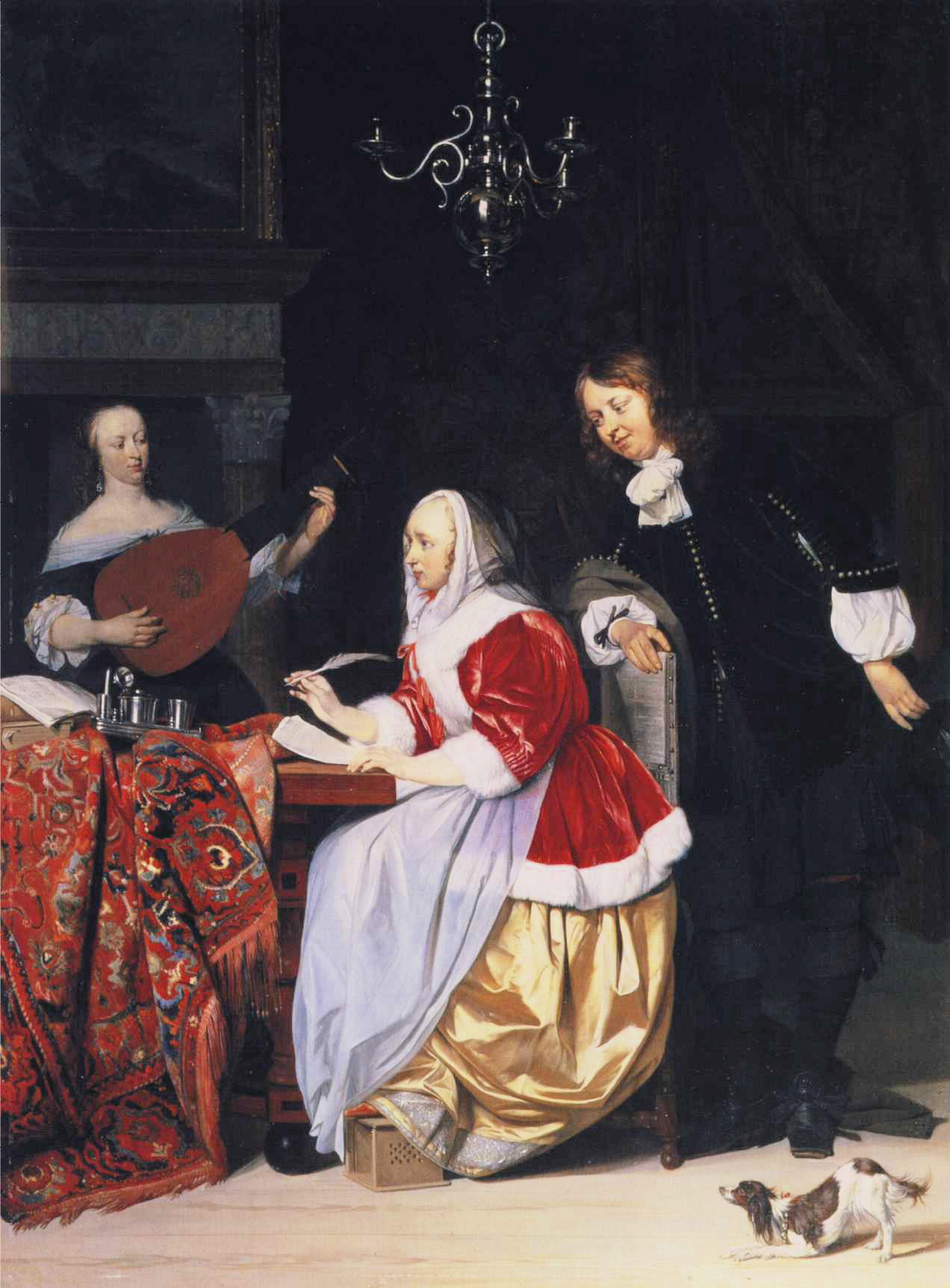
Une jeune femme composant de la musique, par Gabriel Metsu, vers 1662-1663 (1644-1667).
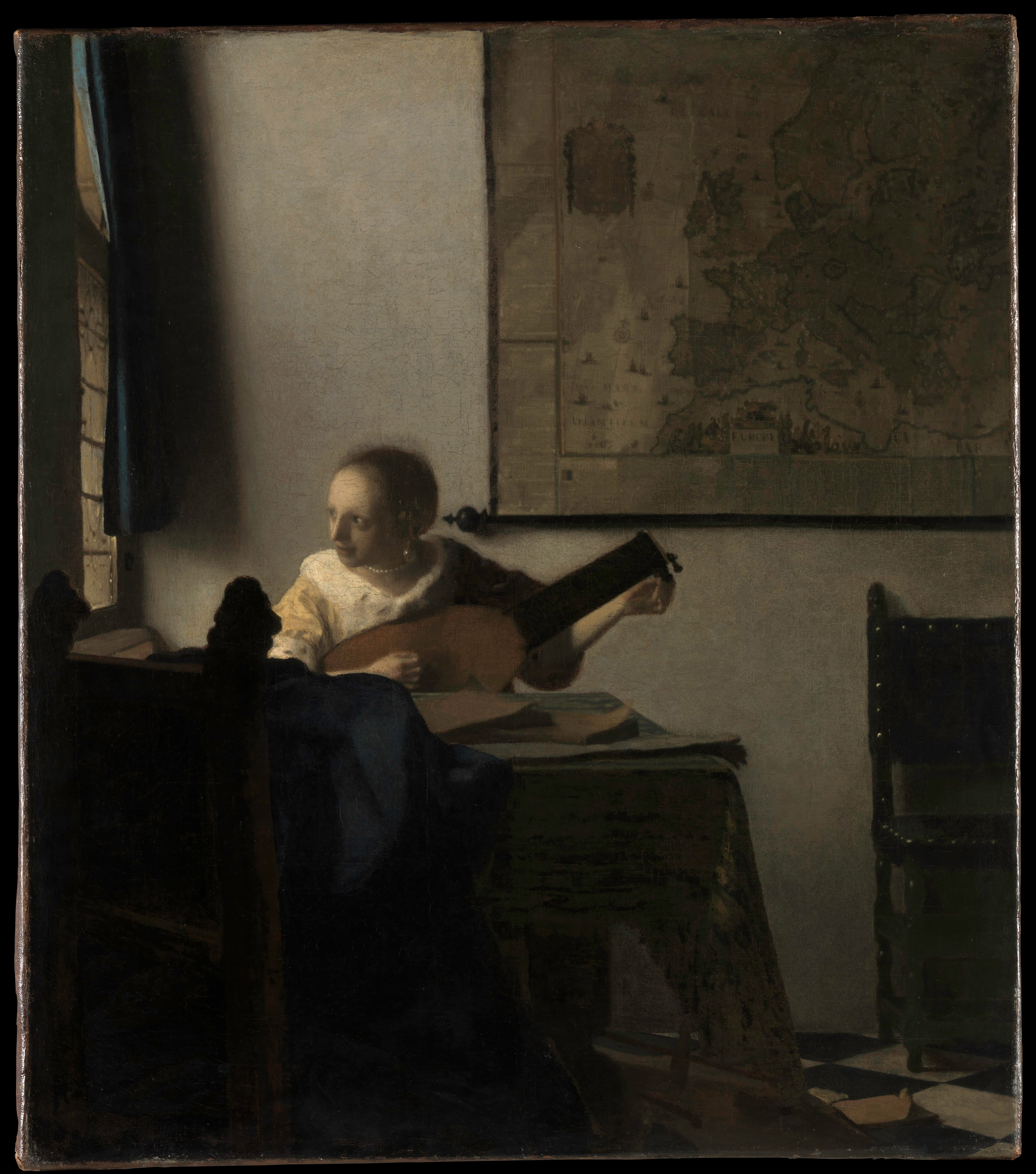
Femme avec un luth, par Johannes Vermeer, vers 1662-1663.
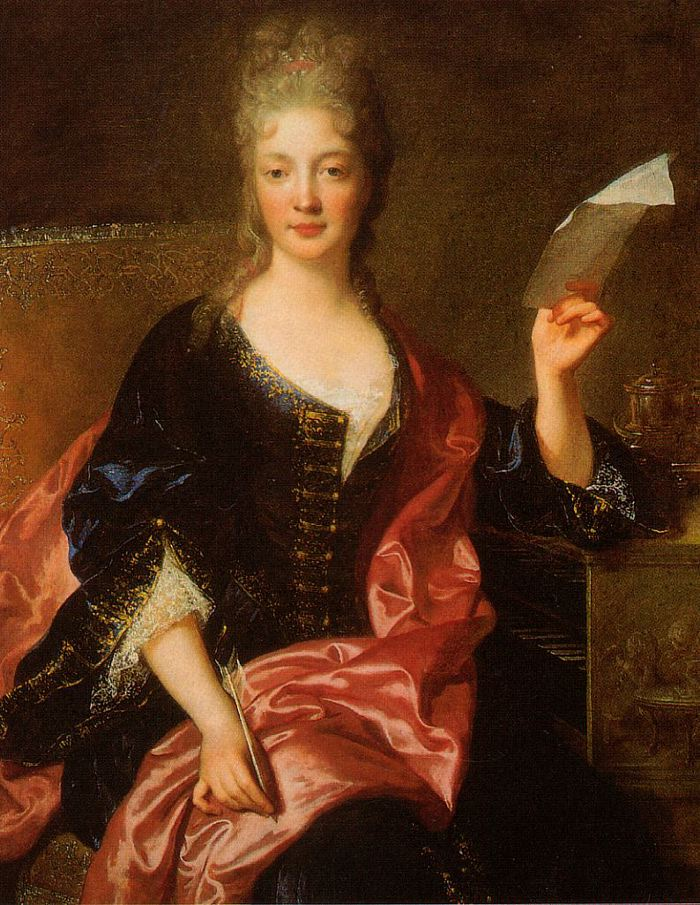
Portrait d'Élisabeth Jacquet de La Guerre, par François de Troy, fin du XVIIe siècle ou début du XVIIIe siècle.
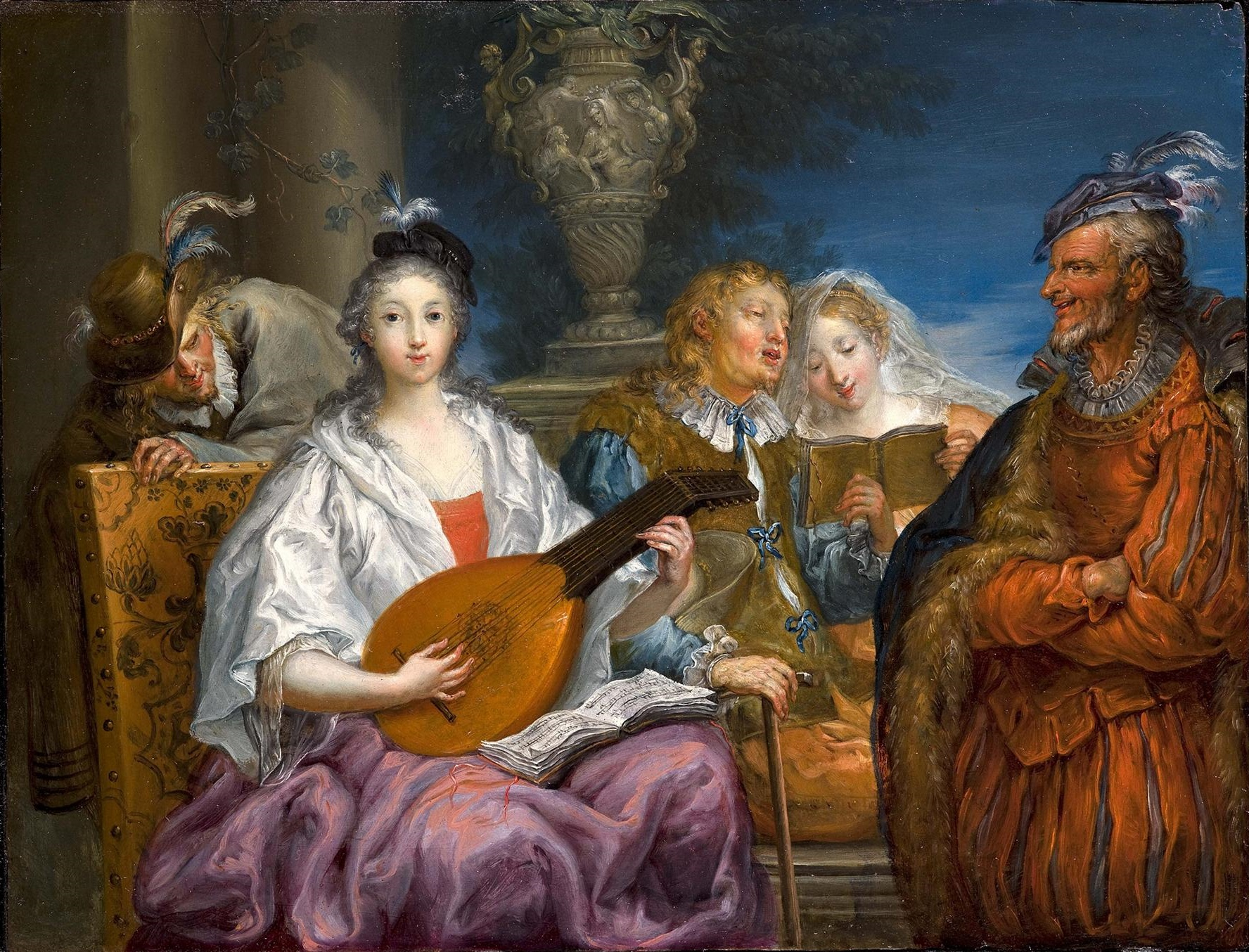
Le Concert, par l'artiste autrichien Johann Georg Platzer, vers 1740.

#### Dramaturgie et théâtre
Dans le Royaume de France, la première auteure ayant des comédies jouées à la Comédie Française est la dramaturge Catherine Bernard (1663-1712), qui est également poétesse et romancière ; cette créatrice a par la suite été oubliée,. Une autre dramaturge, également poétesse et romancière, est Marie-Catherine Desjardins, dite Madame de Villedieu (vers 1640-1683). Les pièces de Marie-Anne Barbier (1664-1742) sont traduites dans l'Europe entière.

#### Danse

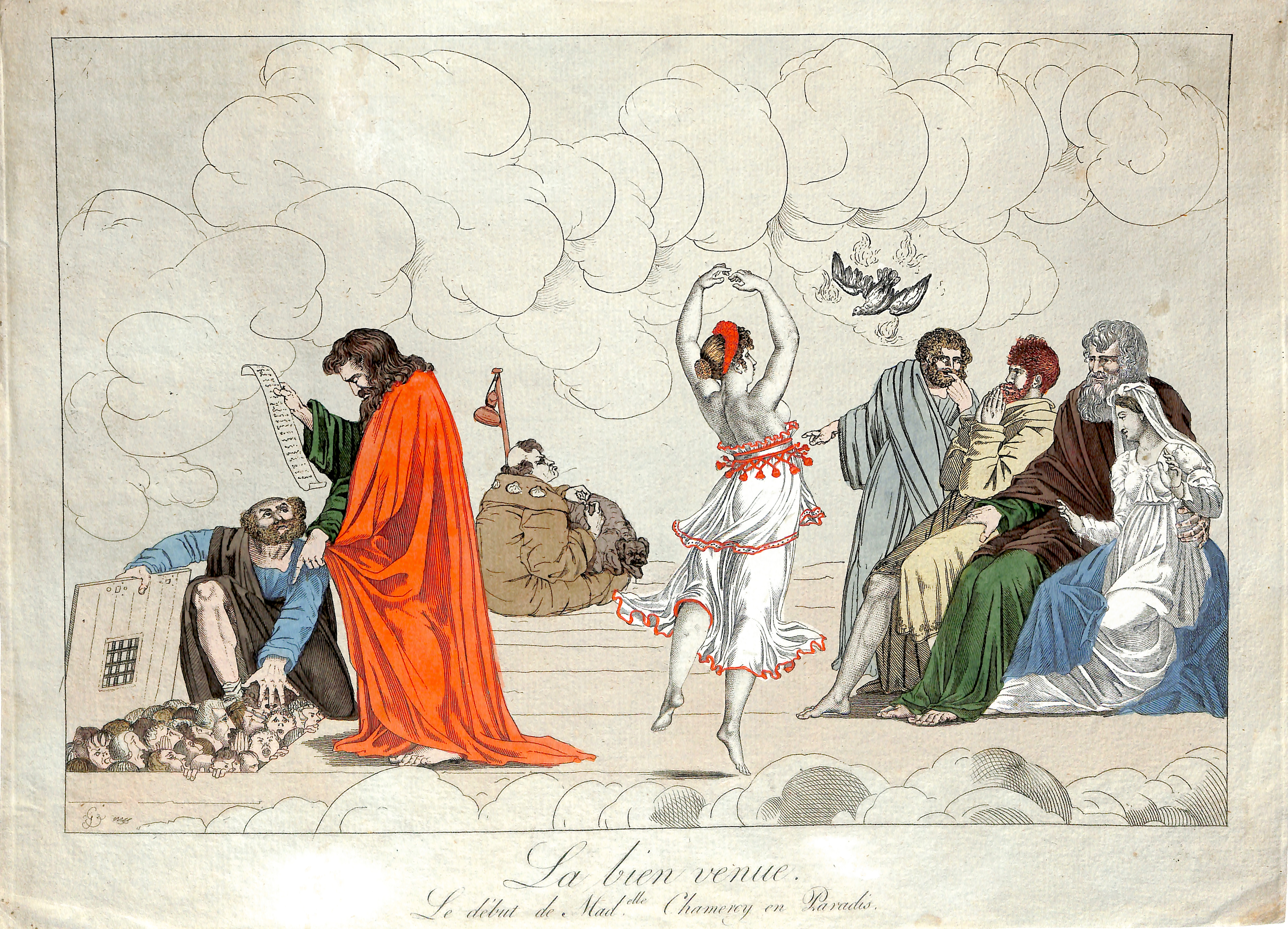
La bien venue. Le début de Mademoiselle Chameroy en Paradis, 1802. Marie-Adrienne Chameroy était danseuse à l'Opéra de Paris.

#### Moyen-Orient

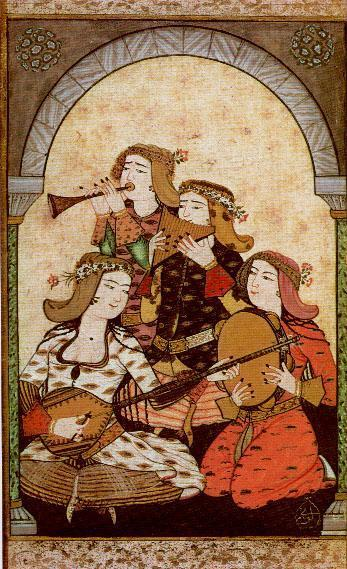
Musiciennes, miniature ottomane extraite du Surname-i Vehbi, d'Abdulcelli Levni (-1732), 1720.

### En Orient

#### Japon
Le plus ancien roman écrit dans le monde, daté des environs de 1010, a été trouvé au Japon : c'est le Genji monogatari (Le Dit du Genji), œuvre de la romancière et membre de la cour Murasaki Shikibu (vers 973 - vers 1014 ou 1025).

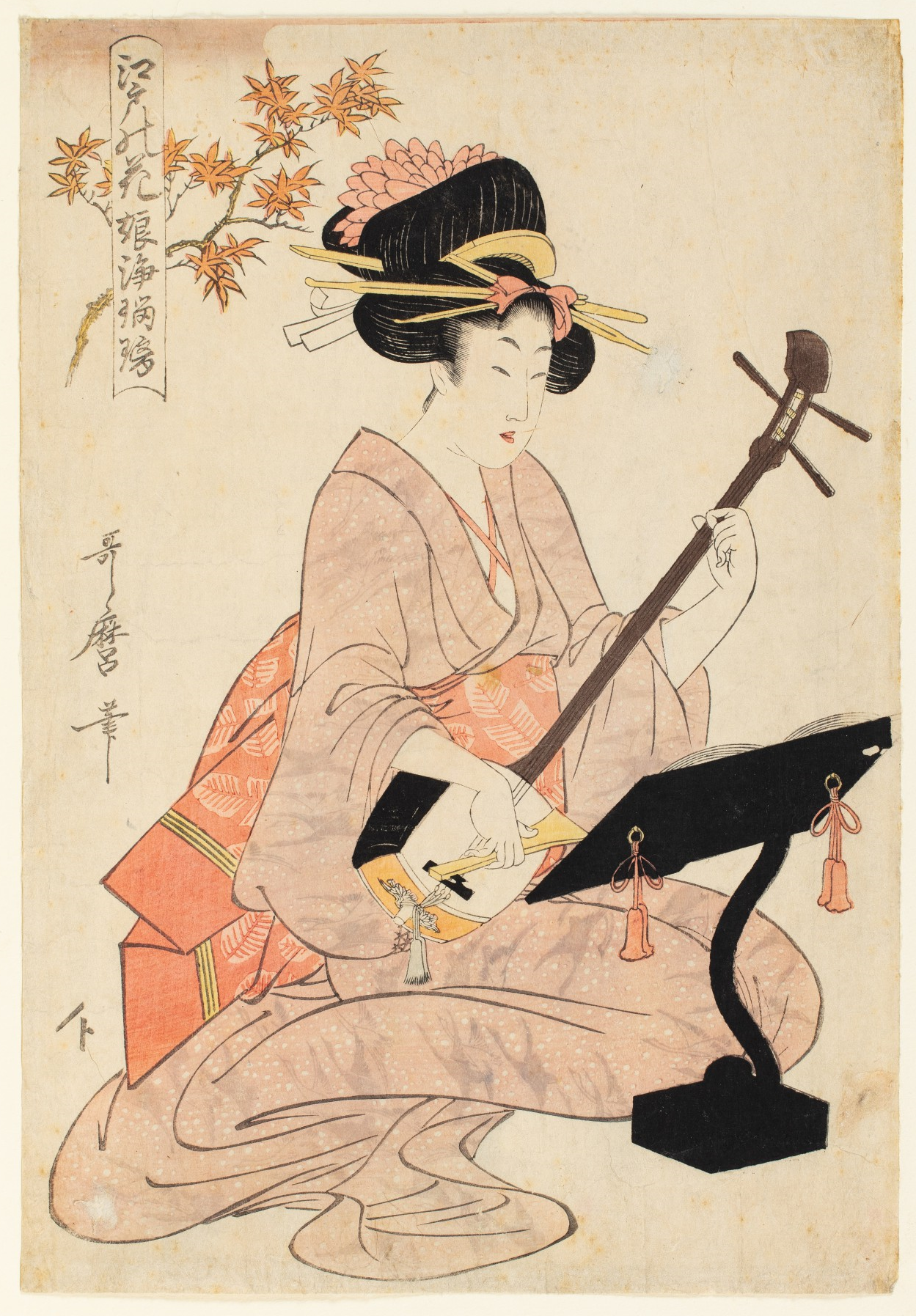
Kitagawa Utamaro, « Fleurs d'Edo : jeune femme jouant du shamisen », vers 1880, Japon.

#### Monde indien

Quelques portraits de musiciennes
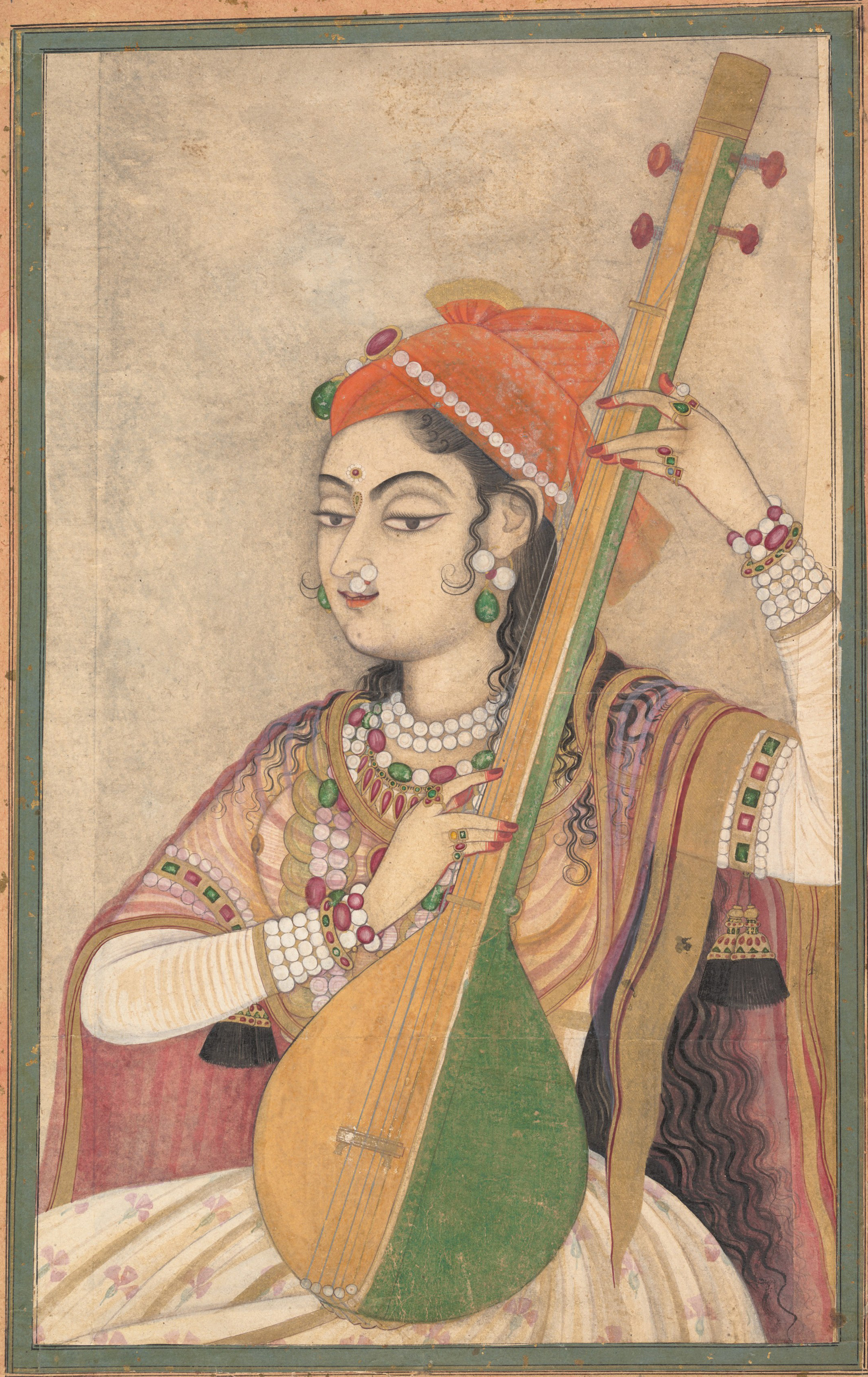
Une Dame jouant du Tanpura, vers 1735.
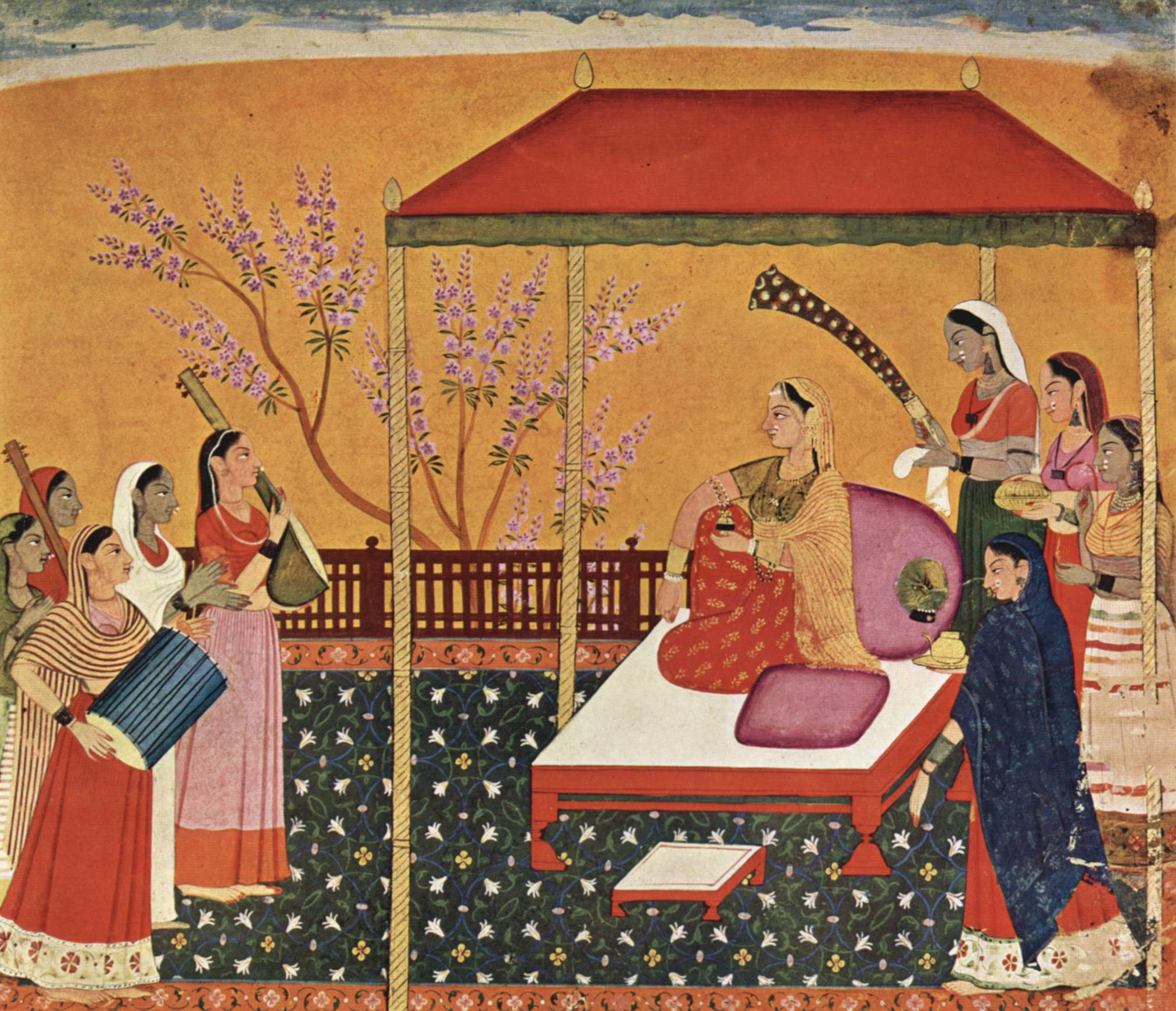
Une Dame jouant de la musique, vers 1750.
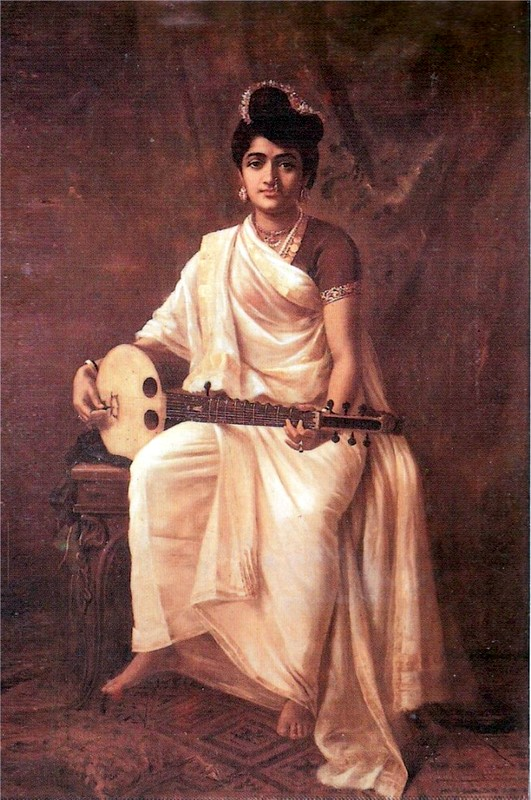
Dame du Malabar, par Ravi Varmâ (1848-1906).
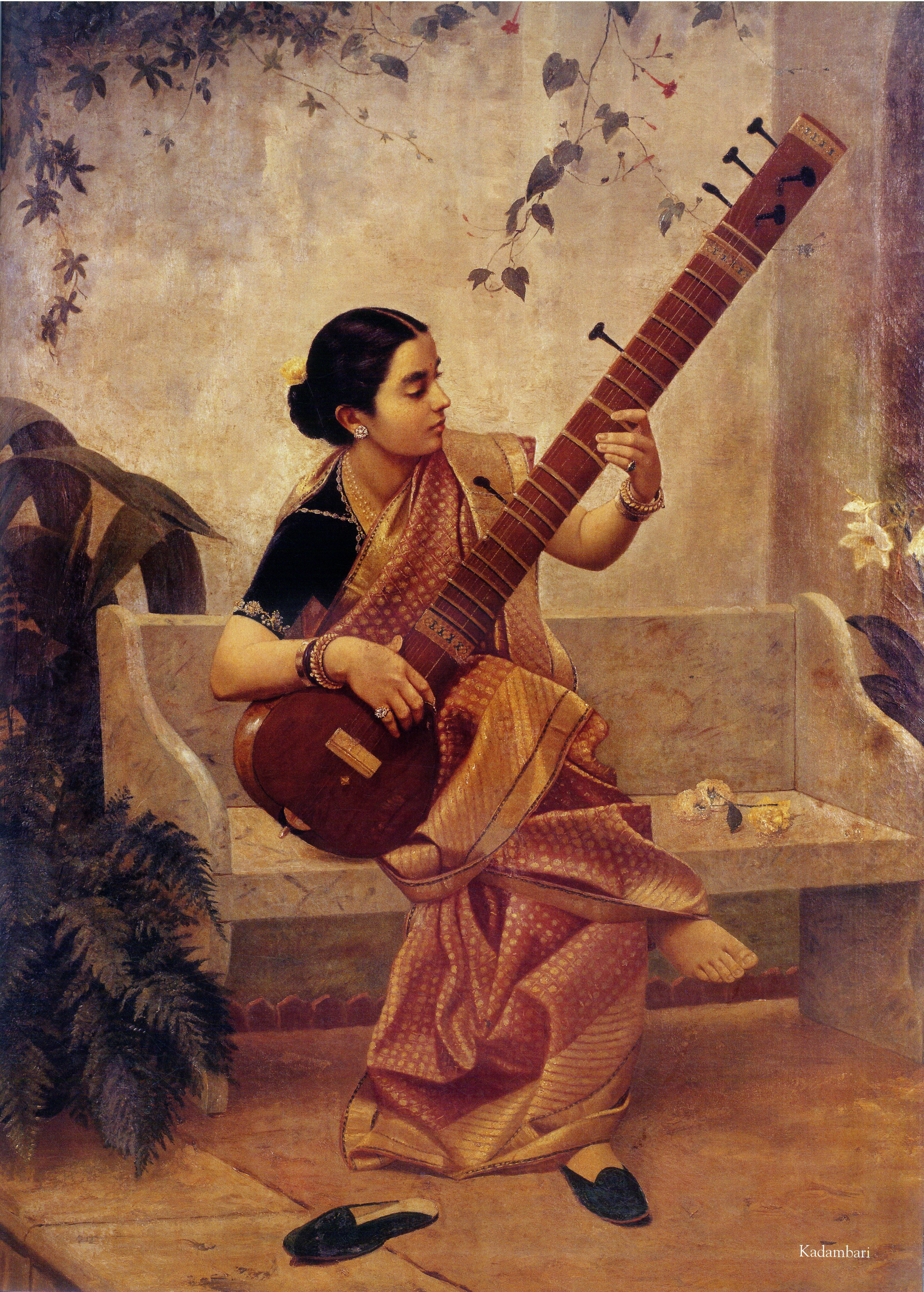
Kadambari, une Dame jouant du sitar, par Ravi Varmâ (1848-1906) et Raja Varmâ.
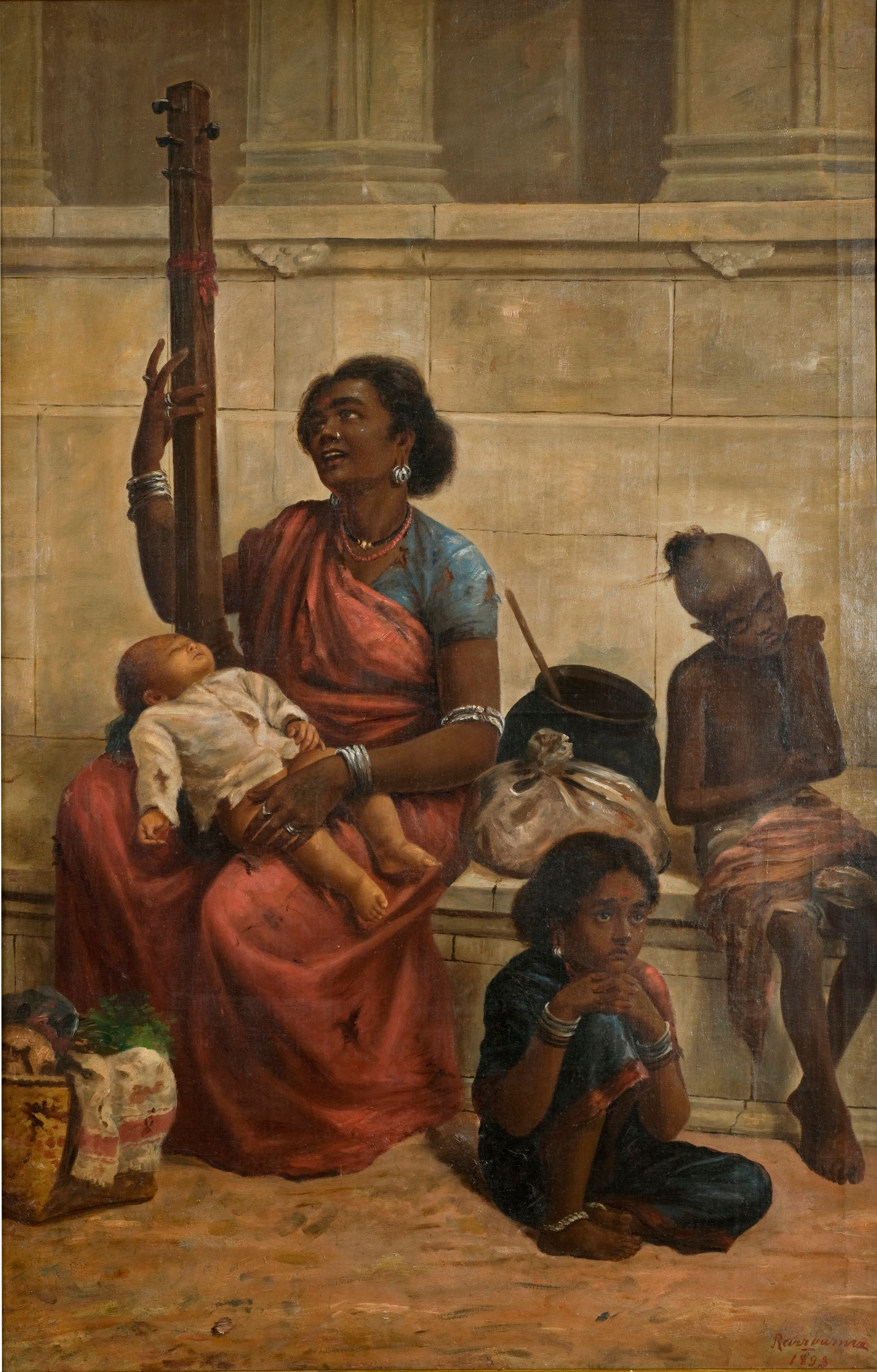
Gypsies, par Ravi Varmâ, 1893.

### XIXesiècleen Occident

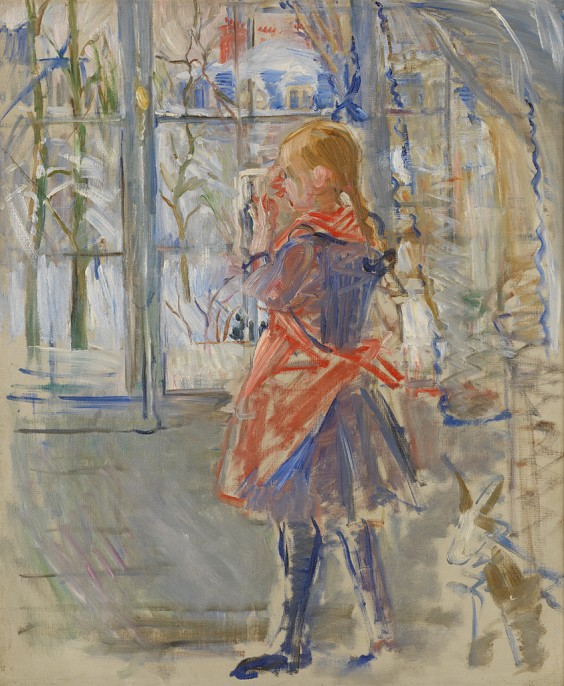
L'Enfant au tablier rouge, par Berthe Morisot (1886).

Parmi les artistes de cette période, on peut citer à titre d'exemples significatifs : Marie Bashkirtseff, Lucy Bacon, Rosa Bonheur, Marie Bracquemond, Mary Cassatt, Camille Claudel, Constance Mayer, Victorine Meurent, Berthe Morisot et Suzanne Valadon.
Entre la fin du XVIIIe siècle et le début du XIXe siècle, l'émancipation de la femme, son affirmation en tant qu'intellectuelle et artiste à part entière devient l'enjeu d'un véritable combat politique : la principale cause en est la Révolution française, qui va peu à peu renier ses idéaux égalitaristes proclamés dès 1789, lesquels étaient nés pour partie dans le salon des femmes de lettres.

#### Littérature
Au moment de la Révolution française (1789) et dans les années et décennies suivantes, les femmes sont présentes. La philosophe et écrivaine Germaine de Staël (1766-1817), « intellectuelle la plus en vue de sa génération », fait partie des auteures ayant aussi pensé la condition féminine et l'émancipation de la femme. Les opinions politiques de celle-ci ont entraîné, sous Napoléon, son exil hors de Paris à la suite de la publication de son roman Delphine (1803), puis la censure de son essai De l'Allemagne en 1810 et son exil hors de France.
Dans les années 1830 en France, le mouvement saint-simonien fondé sur l'égalitarisme, pose les bases du socialisme utopique, et, peu avant la révolution de 1848, met sur le devant de la scène des femmes de lettres militantes comme Claire Démar et Flora Tristan. D'autres écrivaines s'engagent aussi en faveur de différentes causes, y compris au travers de leurs œuvres, et sont reconnues, par exemple Marie-Louise Gagneur qui vise une république socialiste et notamment l'égalité entre femmes et hommes. Louise Michel (1830-1905) est une autre autrice prolifique de l'époque, en plus de ses activités militantes.
Dans différents pays, des écrivaines sont reconnues (pour certaines sous pseudonyme), telles les britanniques Ann Radcliffe (1764-1823), Jane Austen (1775-1817), Mary Shelley (1797-1851), George Eliot (1819-1880), et les sœurs Brontë : Charlotte (1816-1855 ; pseudonyme : Currer Bell), Emily (1818-1848) et Anne (1820-1849) ; ou les françaises George Sand (1804-1876), Juliette Adam (1836-1936), et Daniel Lesueur (1854-1921, nom de jeune fille : Jeanne Loiseau). L'américaine Harriet Beecher Stowe (1811-1896) publie notamment La case de l'oncle Tom (1852), un ouvrage anti-esclavagiste particulièrement important et qui a dès sa sortie un grand succès, au point qu'il est cité comme ayant influencé en amont la guerre de Sécession aux États-Unis (1861-1865). En 1890, paraît le premier recueil posthume des poèmes de la poétesse américaine Emily Dickinson (1830-1886), The Poems of Emily Dickinson. La fin du XIXe siècle voit la reconnaissance d'auteures dramaturges scandinaves, telles Anne Charlotte Leffler (1849-1892) ou Victoria Benedictsson (1850-1888), qui, de leur vivant, ont davantage de succès dans leur pays que leur compatriote August Strindberg (1849-1912), plus publié et connu en Europe et resté plus longtemps dans les mémoires. Toutefois, les classifications littéraires et les stéréotypes ont tendance à rendre les œuvres d'autrices mieux perçues si elles sont dans des genres qu'on estime alors « féminins », tels le journal intime ou la correspondance.

#### Peinture et sculpture
Le cas particulièrement tragique de la peintre française Constance Mayer inaugure ce siècle : élève puis compagne de Pierre-Paul Prud'hon, elle fait partie de ces femmes peintres de la période révolutionnaire, telles Pauline Auzou, Marguerite Gérard ou Marie-Denise Villers, qui tentent de vivre de leur art ; elle expose au Salon de 1791 à 1822 et aborde tous les genres, y compris le nu. Considérée des décennies plus tard comme une « exploitée », entre autres par Simone de Beauvoir, et une gentille élève par certains conservateurs, son destin fait d'elle l'une des premières véritables héroïnes du romantisme.
En France, les artistes femmes deviennent beaucoup plus visibles qu'auparavant, notamment entre 1780 et 1830,, avec par exemple une augmentation du taux d'artistes femmes présentées dans les Salons (de 8 % des artistes dans la décennie 1790 à 16 % dans les années 1820). Elles sont alors reconnues en tant qu'artistes, avec des œuvres entrant même dans certains musées — le Portrait d'une femme noire, de Marie-Guillemine Benoist, fait ainsi partie des premières acquisitions du Musée des arts vivants (futur Musée du Luxembourg, situé à Paris) au début du XIXe siècle —, même si elles ont par la suite été oubliées de l'histoire de l'art. Durant cette période, les milieux sociaux dont sont issus les femmes de lettres sont plus variés que précédemment. Après la période révolutionnaire, les artistes peintres, femmes comme hommes, sont nombreux à traiter des scènes de genre, qui traitent davantage du quotidien ou d'aspects anecdotiques que d'autres genres de peinture (parmi des exposants de salons, un tiers de femmes et un tiers d'hommes montrent des scènes d'histoire, le reste produisant des scènes de genre). Contrairement à certaines thèses, ces scènes n'ont pas été réservées qu'aux femmes et le contexte économique faisant suite à la Terreur en est une cause : ce genre appelant des tableaux de dimensions plus réduites et donc moins chers et moins longs à produire que les tableaux de scènes historiques ou mythologiques, il était plus facilement acheté par des clients ayant aussi moins de finances. Selon Martine Lacas, aucun genre n'est particulier aux femmes et elles ont pu se saisir de tous, même si nombre d'œuvres sont dans des genres qui plaisaient aux acheteurs de l'époque. Leurs choix et les conseils d'orientation pour la formation les mènent toutefois beaucoup vers le portrait et d'autres genres, peu vers la peinture d'histoire ; cependant, la société d'alors étant en recherche de représentations d'elle-même, les femmes ayant la formation et les compétences adéquates, elles sont aussi reconnues par la critique d'art. Le regard sur les œuvres des femmes sera moins marqué par la suite, ce qui a pu en occulter certaines.

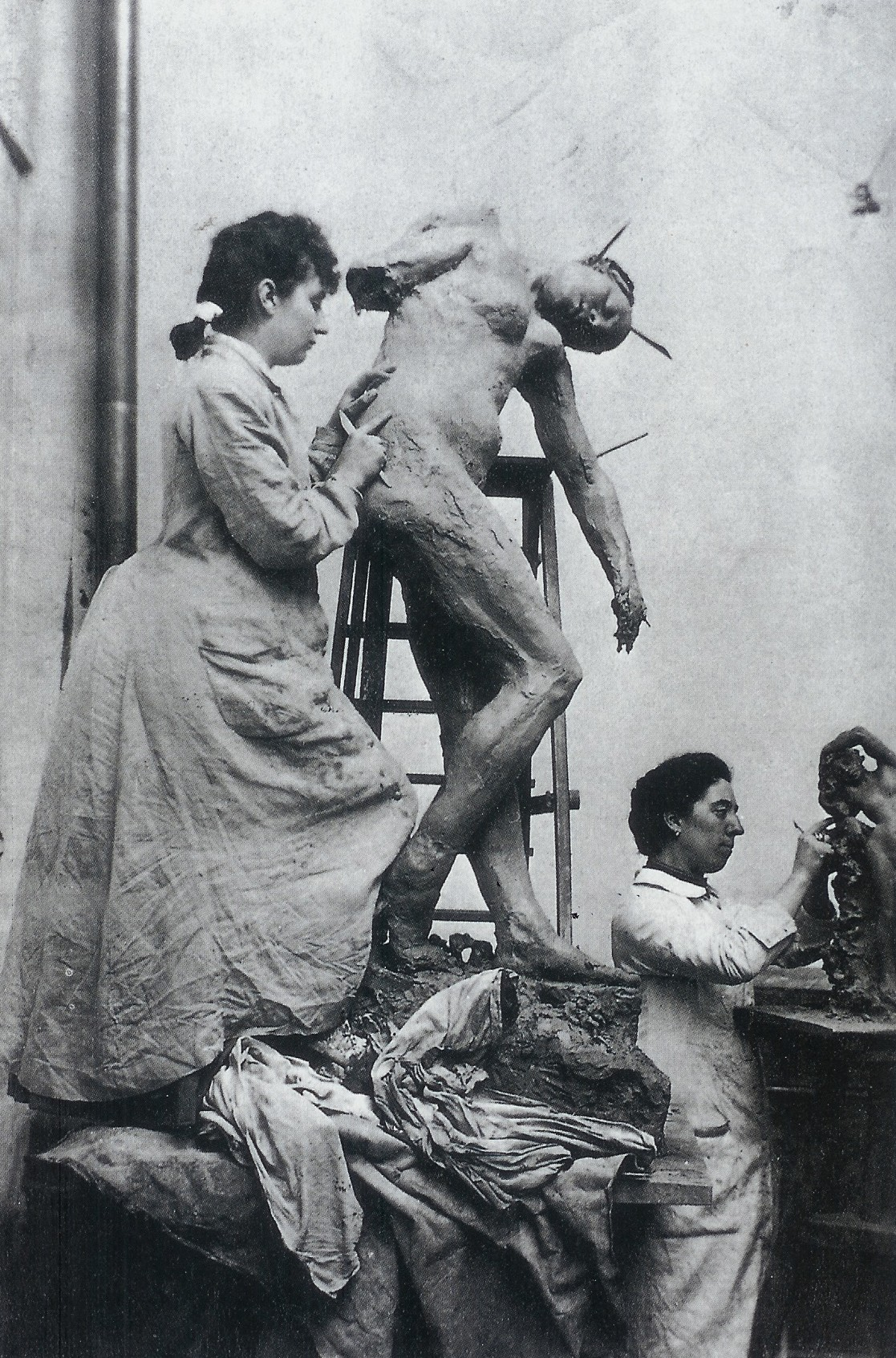
Camille Claudel et Jessie Lipscomb dans leur atelier rue Notre-Dame-des-Champs en 1887, photographie de William Elborne.

Que ce soit en Europe ou aux États-Unis, on assiste à un début de décloisonnement : dans les arts plastiques, les femmes ne sont plus seulement des peintres de fleurs ou de natures mortes, elles s'emparent du portrait et de l'histoire, d'autres s'emparent du ciseau et sculptent des œuvres réalistes. Au début du siècle, Marie Ellenrieder (1791-1863) et Marie-Denise Villers (1774-1821) travaillent dans le domaine du portrait.
Peintre et sculptrice formée dans l'atelier de son père, Rosa Bonheur (1822-1899) devient la première artiste du courant réaliste, en France, exposant dès 1841 ; adulée sous le Second Empire, elle est faite officier de la Légion d'honneur en 1894.
Au Royaume-Uni, le mouvement préraphaélite (né en Angleterre en 1848) permet l'affirmation d'artistes comme Barbara Bodichon (1827-1891), Evelyn De Morgan (1855-1919), Elizabeth Siddal (1829-1862), Marie Spartali Stillman (1844-1927).
Toutefois, le « génie féminin » en matière d'art, jusque-là perçu comme une évidence, se voit mis en doute à partie des environs des années 1860-1870, et certains critiques d'art décrivent les capacités des femmes en matière d'art limitées et devant se réduire à des sujets particuliers.
Dans les années 1860-1870, de nombreuses femmes participent à l'essor du mouvement impressionniste, notamment Berthe Morisot (1841-1895), les américaines Mary Cassatt (1844-1926) et Lucy Bacon (1857-1932), la polonaise Olga Boznańska (1865-1940). En 1872, la peintre américaine Elizabeth Jane Gardner (1837-1922) remporte la médaille d'or au Salon de Paris : c'est une première.
Dès la fin du XIXe siècle, la peintre britannique Georgiana Houghton (1814–1884) invente la peinture abstraite, en relation avec des expériences de spiritisme qu'elle faisait — le spiritisme étant alors très en vogue en Europe et parmi de nombreux artistes — ; d'autres femmes telles la Suédoise Hilma af Klint (1862-1944) en feront elles aussi de leur côté au début du XXe siècle.

#### Condition sociale des femmes peintres

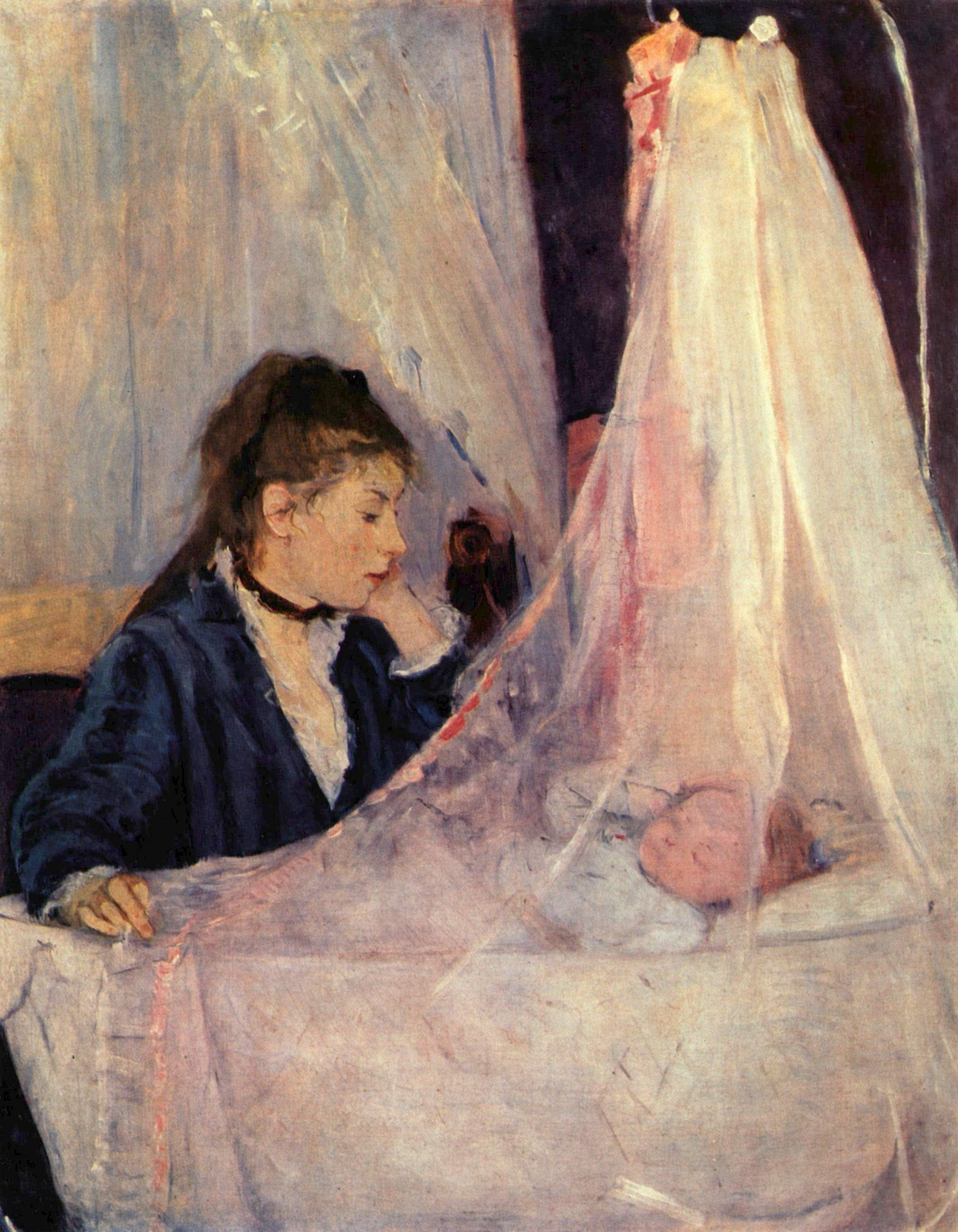
Le Berceau, 1872, Berthe Morisot, musée d'Orsay.

Dans le début de la période 1780-1830 en France, les femmes qui parviennent à devenir peintres sont le plus souvent issues de milieux déjà liés à la peinture, mais, dès 1790, ce n'est plus le cas et les ateliers voient une sorte de mixité sociale apparaître. De plus, les pères de famille ne refusent pas forcément que leurs filles aillent dans ces ateliers et font même en sorte de le leur permettre financièrement.

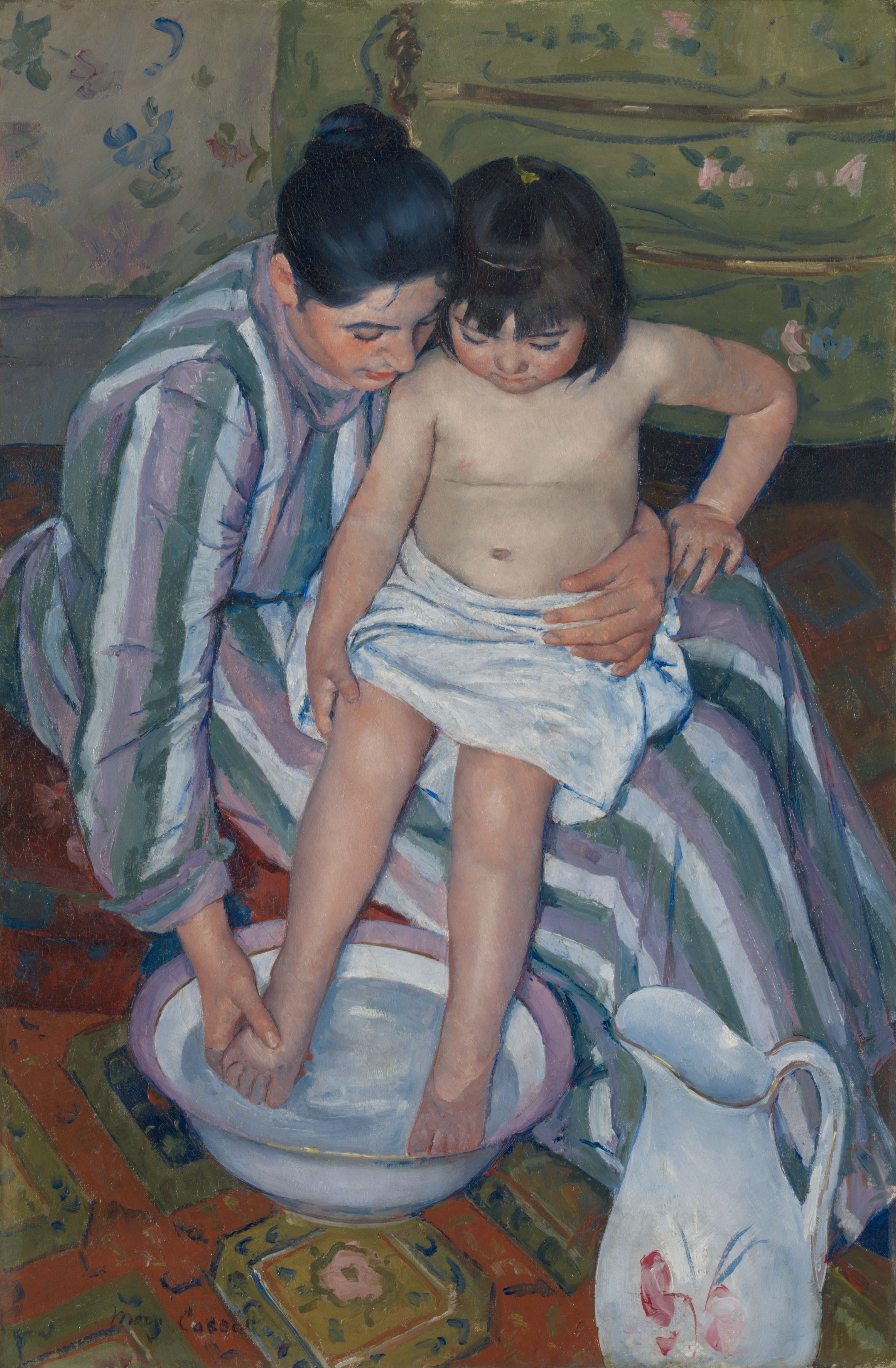
Le Bain de l'enfant, 1893, Mary Cassatt.

La condition féminine et la classe sociale des femmes du XIXe siècle ont également eu une incidence sur les femmes peintres de cette époque, notamment en France. Paris devenait la ville de la modernité, incarnant un univers rempli d’activités telles que les cafés-concerts, les hippodromes, etc. Si des artistes tels qu'Édouard Manet (1832-1883) se sont attachés à représenter ce Paris moderne, il faut néanmoins souligner que les femmes bourgeoises ne pouvaient avoir la même expérience de modernité que leurs homologues masculins. Ainsi, des artistes femmes telles que Berthe Morisot (1841-1895) ou Mary Cassatt (1844-1926) avaient l’impossibilité de pouvoir peindre dans des lieux réservés aux hommes. Les espaces de commerces ou de loisirs étaient majoritairement des sphères masculines : la présence d’une femme bourgeoise y était mal perçue. Les femmes peintres devaient alors se contenter d’espaces où leur présence était acceptée, tels que la sphère privée, les jardins ou les parcs, comme le montre Le Berceau (1872) de Berthe Morisot. Parce que les milieux où elles pouvaient recevoir une formation académique leur étaient interdits, comme l’Académie des Beaux-Arts, elles devaient ainsi se contenter d’instituts privés comme l’Académie Julian qui acceptait les femmes. Dans son ouvrage The Painting of Modern Life : Paris in the Art of Manet and his Followers, l’historien d’art et écrivain T. J. Clark se base sur une histoire sociale de l’art pour expliquer comment la condition sociale et économique influence la production des peintures modernes, ainsi que leurs interprétations. L’historienne d’art et théoricienne féministe Griselda Pollock reprend l’argument de T. J. Clark dans l’ouvrage Féminisme, art, et histoire de l’art pour mettre en lumière les conditions oppressives dans lesquelles les femmes du XIXe siècle ont dû peindre. La femme bourgeoise du XIXe siècle est reléguée à la sphère privée, à la vie domestique et au rôle de mère, cette influence sociale dictant ainsi aux femmes artistes où elles pouvaient aller et ce qu’elles pouvaient peindre. À l’instar des œuvres de Berthe Morisot ou Mary Cassatt, les peintures des artistes femmes de cette époque doivent être interprétées comme des thèmes qui ont été culturellement créés pour elles[réf. nécessaire]. L’œuvre Le Bain de l'enfant (1893) de Mary Cassatt, considéré comme un chef-d'œuvre, représente une forme d'intimité entre un enfant et sa mère.
Par ailleurs, certaines artistes femmes sont également modèles afin d'avoir des revenus suffisants, ou en échange de moments où elles peuvent observer les grands maîtres au travail, ce qui a été le cas de Suzanne Valadon, qui venait de la classe ouvrière.

#### Formation, enseignement, expositions et sociétés d'artistes

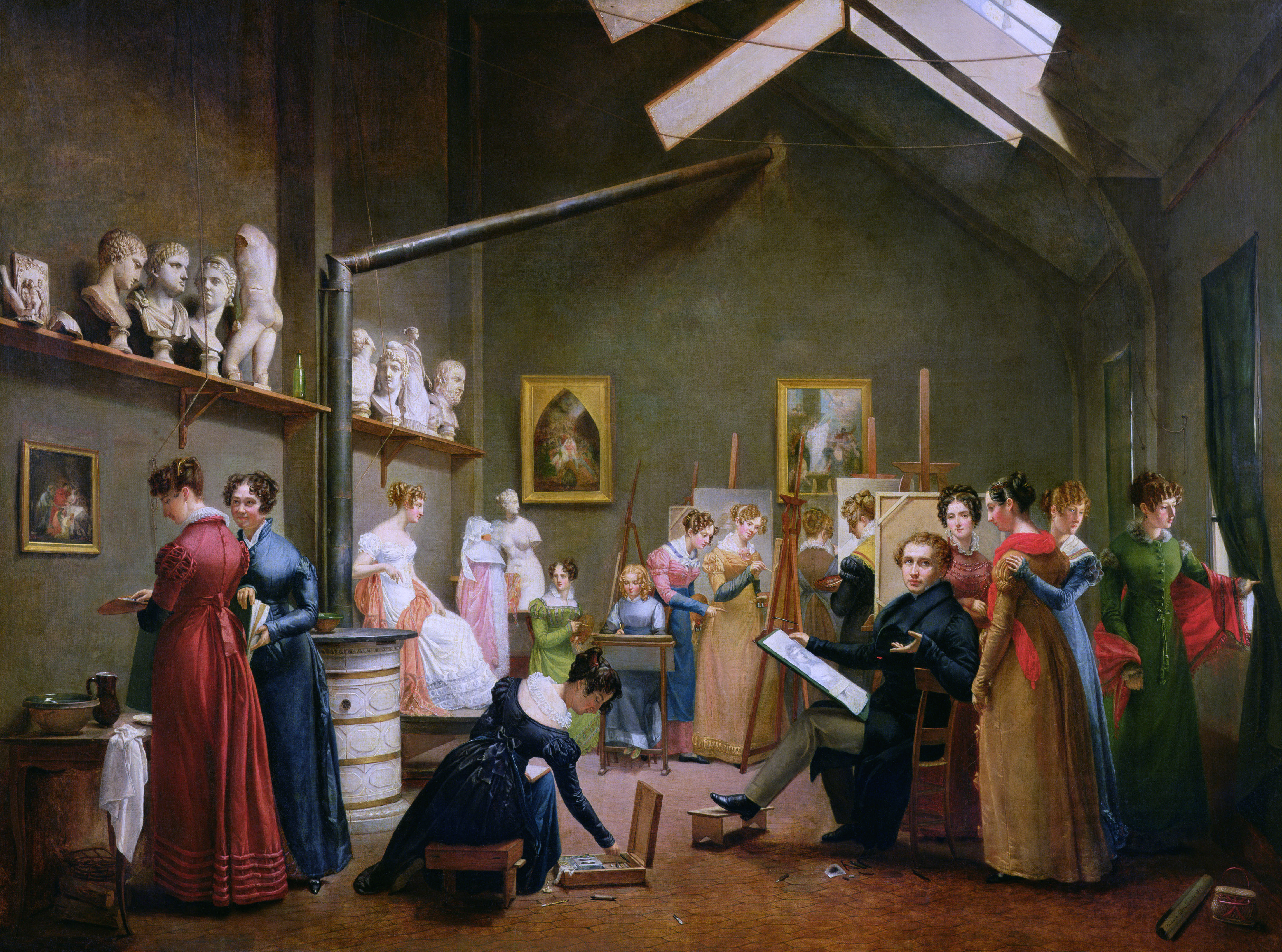
L'atelier d'Abel de Pujol, par Adrienne Marie Louise Grandpierre-Deverzy, 1822.

Le Salon de Paris accepte quelques artistes femmes parmi ses exposants de 1860, mais, au moins en France, les femmes sont exclues de la carrière artistique institutionnelle ; elles ont donc rarement des commandes officielles.

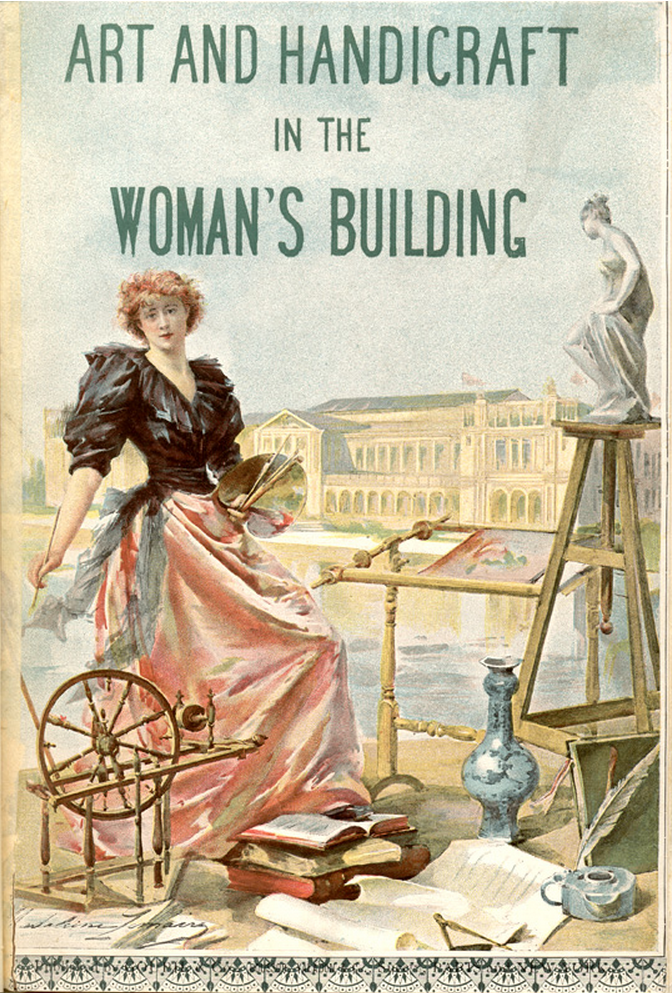
Art and Handicraft in the Woman's Building, affiche signée Madeleine Lemaire pour la World's Columbian Exposition of Chicago (1893) : aux zoos humains coloniaux sont apposés des zones réservées aux femmes.

Tout comme l'enseignement en général, à cette époque, les écoles d'art pratiquent la séparation des sexes : ainsi, le futur Royal College of Art de Londres, s'il admet des femmes en son sein dès 1838, ne leur accorde qu'un accès limité à ses structures, leur réservant un département appelé « Female School ». À Paris, l'Académie des beaux-arts se montre moins entreprenante. La présence des femmes s'y résume au rôle de modèle dans le cadre du dessin anatomique : l'étude du nu ne leur est ouverte qu'à la fin du siècle, et encore, dans le cadre de classes exclusivement composées d'étudiantes, et elles ont longtemps l'interdiction de concourir au Prix de Rome. À Paris, l'unique institution publique d'art destinée aux femmes, ouverte en 1803, est l'École nationale gratuite de dessin pour jeunes filles — qui prépare au dessin industriel et à l'enseignement du dessin —, qui sera incorporée à l'École nationale des arts décoratifs vers 1890. Avant 1880, les aspirantes artistes étudient donc principalement dans des ateliers privés dirigés par des peintres auréolés de leurs succès aux Salons.
Face à l'ostracisme et au refus de certaines académies et écoles officielles d'ouvrir leurs rangs, se créent de nombreuses écoles privées plus libérales dès les années 1850-1860, permettant à des femmes d'étudier mais aussi d'enseigner les arts. En 1855, est fondée à Londres la Society of Female Artists. En France, sous la Troisième République naissante, Paris devient la capitale artistique du siècle : de nombreuses femmes s'y rendent pour étudier l'art, des écoles privées y ayant ouvert leurs portes telles l'Académie Julian (dès 1873) d'où est issue par exemple Marie Bashkirtseff, ou l'Académie Colarossi où est élève Camille Claudel. Mais le montant de l'inscription dans ces écoles est parfois le double pour une femme que pour un homme, et dans des ateliers non mixtes. En 1881 en France, la sculptrice Hélène Bertaux crée l'Union des femmes peintres et sculpteurs (UFPS), qu'elle préside alors ; elle permettra notamment que l'École nationale des beaux-arts (à Paris) accepte les femmes dans ses cours — à partir de 1897 — et qu'elles participent enfin au concours du Prix de Rome. Il faut toutefois attendre 1903 pour qu'une femme puisse concourir au prix de Rome ; Odette Pauvert sera la première à le remporter en 1925, mais à une époque où l'école ne sera plus en phase avec les productions artistiques de son époque. En 1904, la suissesse Martha Stettler fonde à Paris l'Académie de la Grande-Chaumière.
L'UFPS offre un espace professionnel avec des expositions collectives pour ses membres. La sculptrice Hélène Bertaux devient la première à recevoir la médaille d'or de première classe lors de l'Exposition universelle de Paris de 1889. En 1893, les organisateurs de l'Exposition universelle de Chicago accordent un pavillon dédié à la Femme : ce Woman's Building incorpore une centaine de plasticiennes venues du monde entier, parmi lesquelles trente peintres françaises, aujourd'hui en partie oubliées,.
Du côté des sociétés d'artistes françaises, il faut attendre 1894 pour voir Suzanne Valadon admise à la Société nationale des beaux-arts ; quant à la Société des artistes français, elle admet la même année l'américaine Laura Muntz Lyall en tant qu'artiste étrangère invitée.
Selon les historiennes de l'art Catherine Gonnard et Élisabeth Lebovici, les artistes femmes ont dû « attendre la toute fin du XIXe siècle pour que les femmes bénéficient de circuits du système des arts (ateliers, écoles, galeries, salons, musées, journaux, critiques influents et collectionneurs) ».

#### En photographie
Quand la photographie est élevée au rang des pratiques artistiques, plusieurs femmes vont se faire un nom par leurs épreuves (portraits, paysages), dont la britannique Julia Margaret Cameron et l'américaine Gertrude Kasebier, considérées comme des pionnières.

Quelques œuvres de photographes
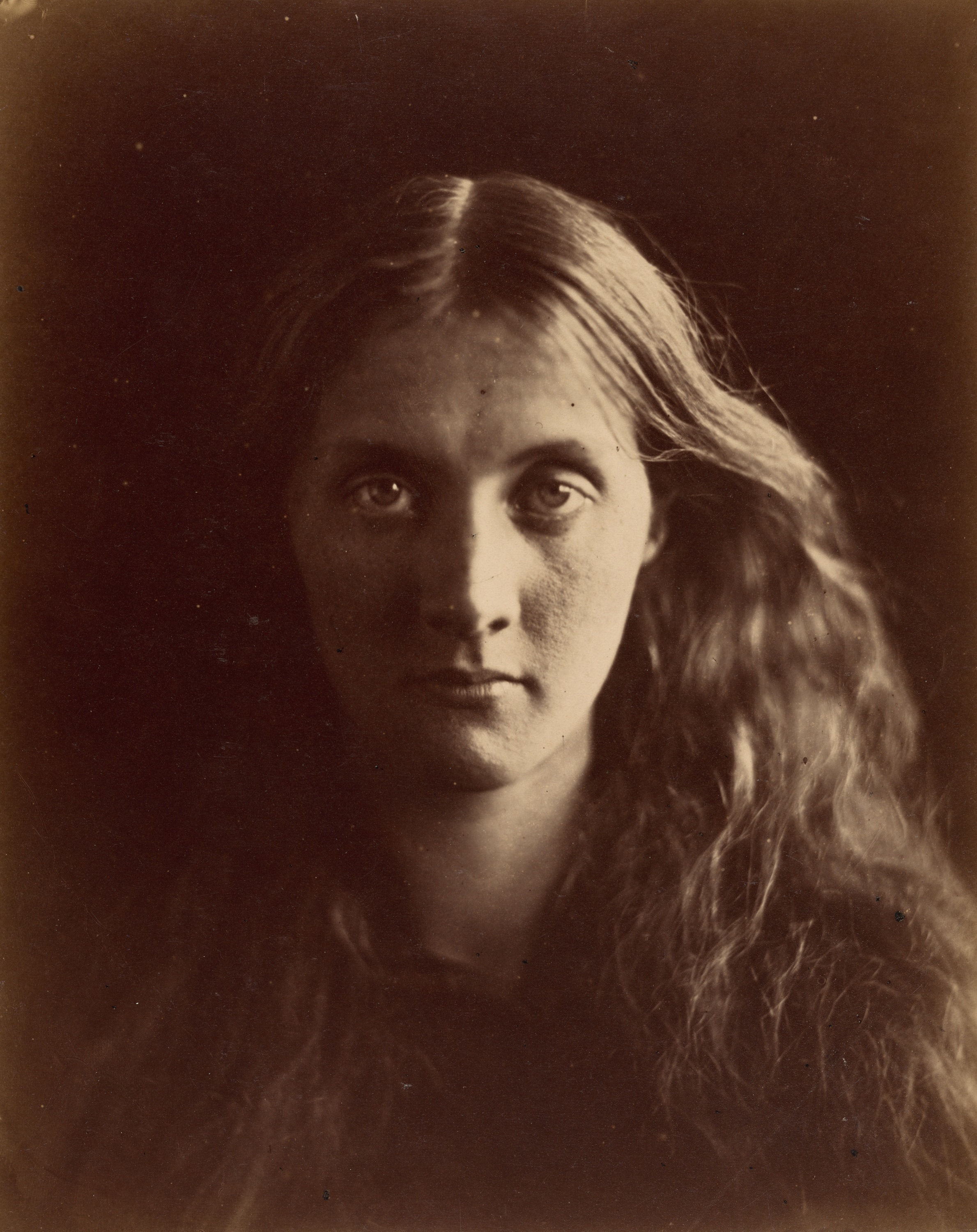
Portrait de Julia Jackson, par Julia Margaret Cameron, prise de vue : 1867.
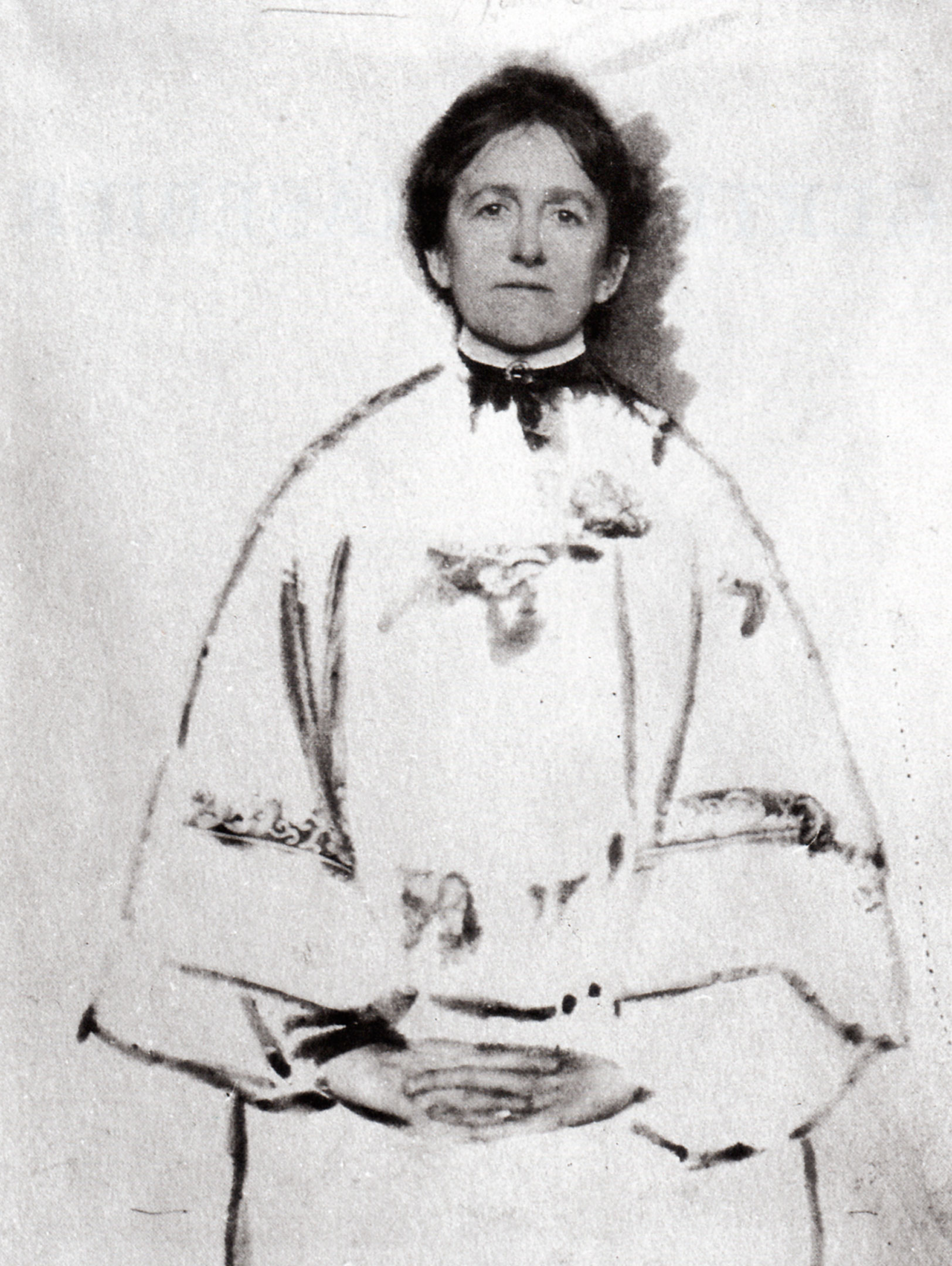
Portrait of the Photographer, autoportrait manipulé par Gertrude Käsebier, vers 1899.

#### En musique
En musique, des compositrices, musiciennes et artistes lyriques, telles Louise Farrenc (1804-1875), Fanny Mendelssohn (1805-1847), Louise Bertin (1805-1877), Loïsa Puget (1810-1889), Maria Malibran (1808-1836), Clara Schumann (1819-1896), Pauline Viardot (1821-1910), Marie Jaëll (1846-1925), Cécile Chaminade (1857-1944) et Mel Bonis (1858-1937) sont reconnues.

#### Au théâtre
Au théâtre, la figure marquante de la période est l'actrice française de renommée internationale Sarah Bernhardt (1844-1923) ; en 1868, elle connaît son premier succès d'importance dans une reprise de Kean, ou Désordre et Génie, pièce en cinq actes d'Alexandre Dumas, dans laquelle elle tient le rôle d'Anna Damby.

Quelques portraits d'artistes
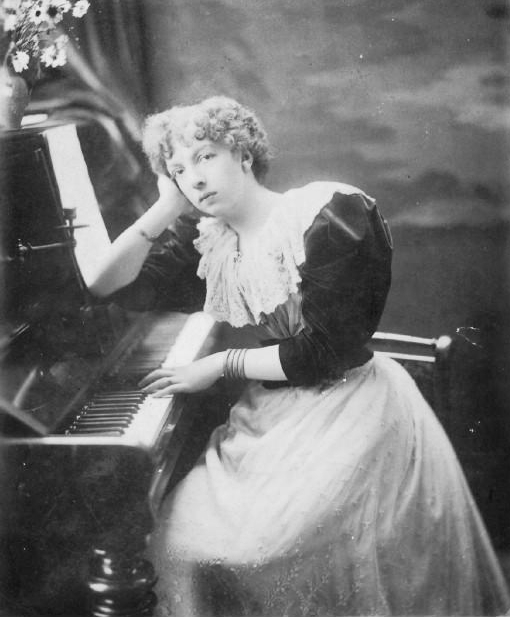
Portrait de la pianiste et compositrice Cécile Chaminade.
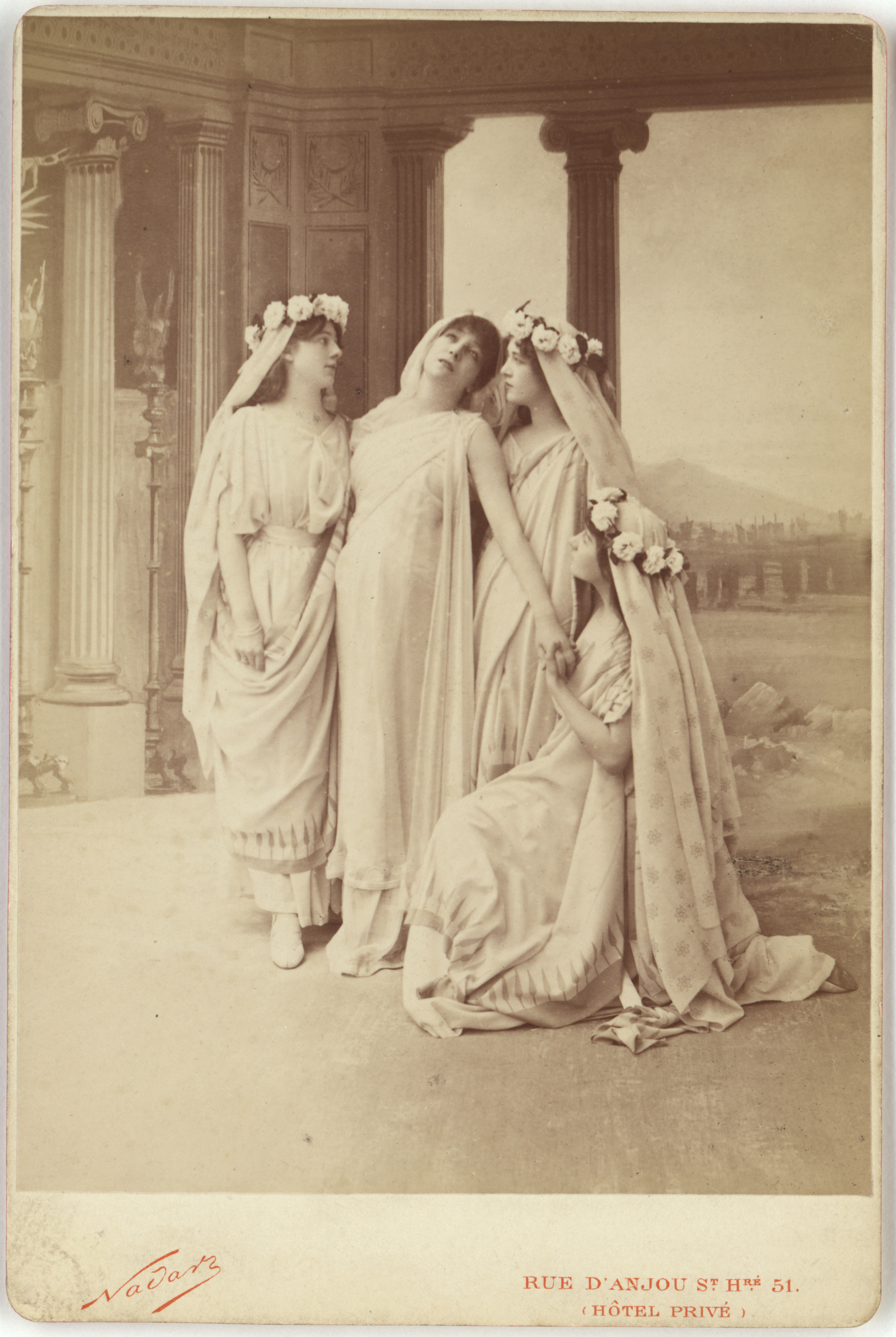
Sarah Bernhardt dans Phèdre à la Comédie-Française, 1873.

### 1900-1914

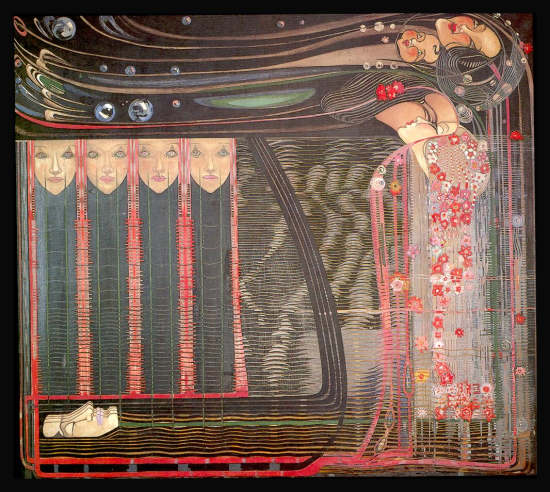
Opéra des mers (1903), de Margaret MacDonald Mackintosh.

Selon Denise Noël, « au XXe siècle, [les] femmes artistes sont évacuées de l’histoire de l’art, leur élimination collective ayant été facilitée par la mise en place, au tournant du siècle, d’une sphère d’étude distincte. Une homogénéité fictive des œuvres féminines est encouragée, qui se traduit par des manifestations séparées (les expositions de l’Union des femmes peintres et sculpteurs, celle des Arts de la Femme à Paris en 1892 ou celle du Palais de la Femme à l’Exposition universelle de Chicago en 1893) et des ouvrages entièrement consacrés aux femmes : par exemple, en France, La Femme dans l’art (1893) de Marius Vachon, en Angleterre, Women Painters of the World (1905) de Walter Shaw Sparrow et, en Allemagne, Die Bildenden Künstlerinnen der Neuzeit (1905) d’Anton Hirsch. »
L'une des artistes les plus influentes du modernisme reste l'écossaise Margaret MacDonald Mackintosh (1864-1933) qui, dans les années 1890, travailla cependant aux côtés de son époux, l'architecte et designer Charles Rennie Mackintosh, principal tenant de l'école de Glasgow : malgré tout, elle exposa en 1900 à la Sécession viennoise, exposition durant laquelle Gustav Klimt reconnut en elle une très forte personnalité, puis en 1902 à la première exposition internationale d'art décoratif moderne à Turin.

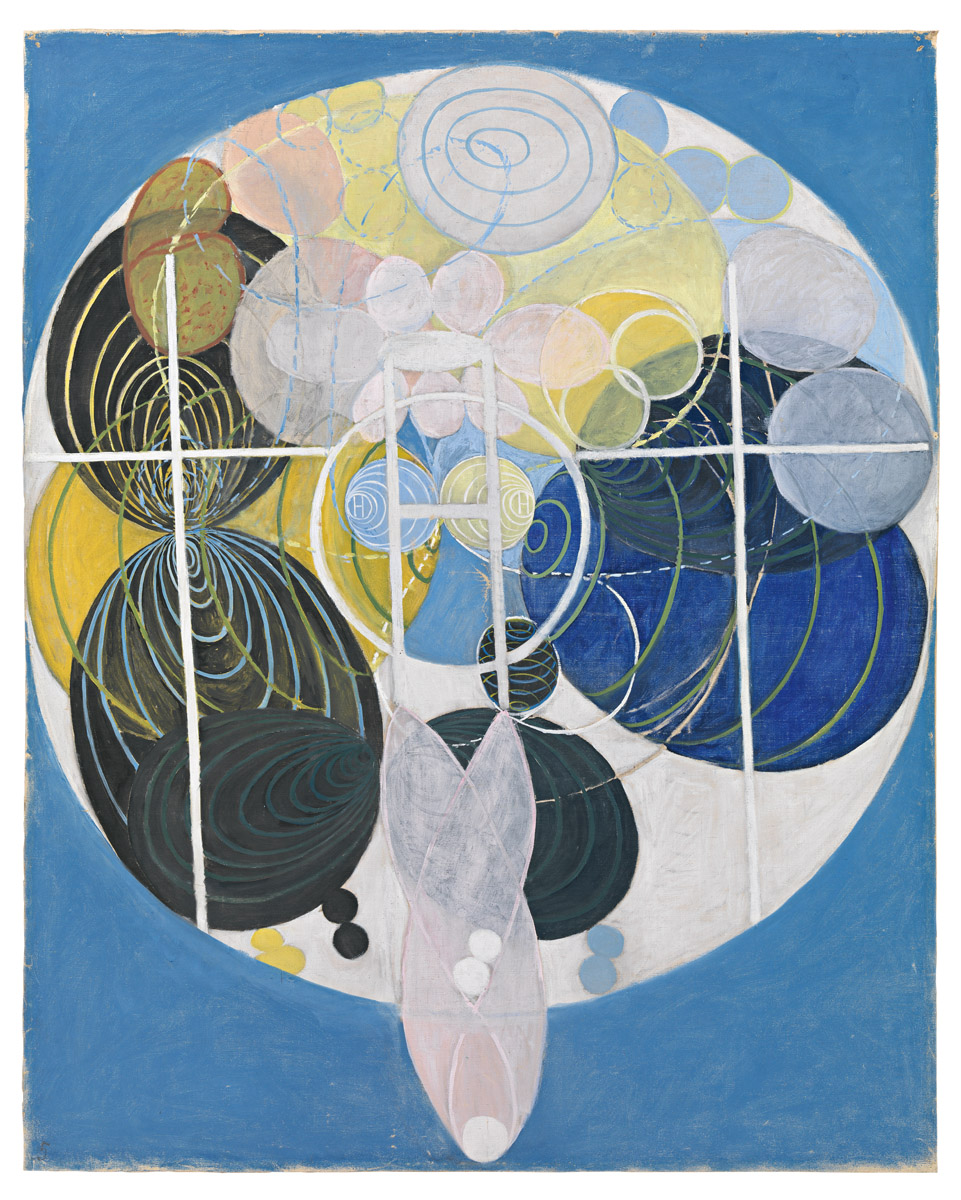
Groupe III, n° 5. Les peintures à grandes figures, La clé du travail jusqu'à présent, 1907.

L'art abstrait, contrairement à ce qui a été pensé pendant quelques décennies, est inventé dès la fin du XIXe siècle et surtout au début du XXe siècle par des femmes, notamment la peintre suédoise Hilma af Klint (1862-1944) ; toutefois, le contexte de spiritisme — notamment en vogue à la fin du XIXe siècle — dans lequel elle avait créé ses œuvres a pu amoindrir l'importance de celles-ci dans le regard porté dessus à leur époque. De plus, durant la fin du XIXe siècle, les œuvres des femmes étaient moins considérées que celles des hommes, ce qui a pu jouer sur une moindre reconnaissance des apports de leurs travaux.
En France, l'affiche artistique, qui centre l'essentiel de ses motifs autour de la femme, voit la toulousaine Jane Atché se faire un nom, mais elle reste un cas exceptionnel, alors qu'aux États-Unis, Alice Russell Glenny, Ethel Reed et M. Louise Stowell (en), saluées par Jules Chéret et le critique Roger Marx, font carrière. Le monde des arts graphiques reste toutefois résolument masculin, même si l'on note l'émergence de rares graveuses ou lithographes. Dans le dessin de presse humoristique et satirique, très en vogue avant 1914, les femmes signent sous des pseudonymes masculins. Formée dans une classe réservée aux femmes, la tourangelle Élisabeth Sonrel parvint à devenir une importante peintre et illustratrice art nouveau, elle remporte la médaille de bronze section peinture lors de l'exposition universelle de 1900. On note aussi le cas de la sculptrice Élisa Bloch qui dès 1889 parvint à décrocher des commandes publiques, et de Louise Abbéma, décorée de la Légion d'honneur en 1906.
La danse moderne doit beaucoup à une artiste américaine comme Loïe Fuller et l'allemande Mary Wigman. Le théâtre avec Sarah Bernhardt et le music-hall, notamment la scène montmartroise, permet à Colette, Jane Avril ou Yvette Guilbert de s'élever au rang d’égéries, dont le succès dépasse les frontières françaises.
En 1901, Berthe Weill ouvre une galerie d'art à Paris consacrée aux jeunes peintres, son cas reste là aussi assez unique. Quand l'avant-garde de l'art moderne s'affirme peu avant la Première Guerre mondiale, surgissent de fortes personnalités féminines reconnues sur le plan internationale telles que Sonia Delaunay ou Nathalie Gontcharoff.
En 1913, Lili Boulanger remporte le prix de Rome de composition musicale : sa sœur, Nadia Boulanger, est à l'origine de la formation de plus d'un millier de musiciens.

### 1914-1945

#### Éléments de contexte
Alors que d'importants mouvements féministes s'étaient mis en place aux États-Unis dès le milieu du XIXe siècle, surtout sur des questions politiques de représentation aux élections, l'Angleterre, l'Allemagne et la France sont peu à peu gagnées, via des associations et des groupes de pression qui se mobilisent en Suisse dans une logique internationaliste, par les idées égalitaristes entre sexes : avec la Première Guerre mondiale, alors que les femmes accèdent à des fonctions dévolues aux hommes, la cause semble gagnée. À l’issue de la guerre, deux grandes tendances, héritières des débats du début du siècle, s’opposent : un « féminisme maternaliste » ou « social » et un « féminisme de l’égalité », universaliste ou « intégral ». L'entre-deux-guerres reste profondément marqué par d'importants conflits sur les questions des droits politiques et professionnels. En 1920, l'Américaine peut désormais voter, posséder son propre compte en banque, créer une entreprise, revendiquer son nom propre en tant que créatrice, etc. ; en revanche, l'Anglaise et la Française sont encore sous le coup du principe patriarcal jusqu'au milieu des années 1930.

#### Des personnalités radicales novatrices

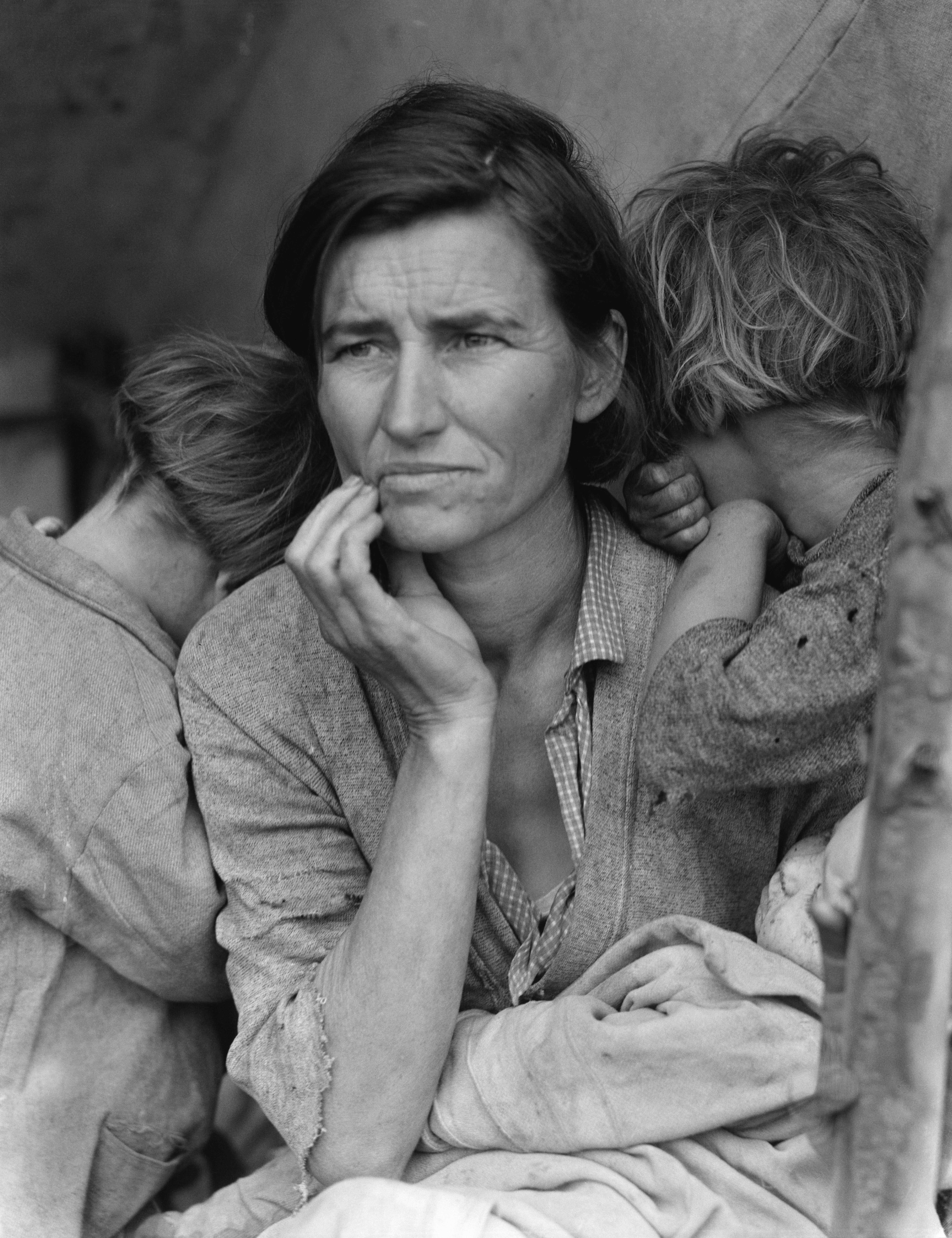
Portrait de Florence Owens Thompson avec plusieurs de ses enfants connu sous le titre Migrant Mother (Mère migrante), et prise par la photographe Dorothea Lange en Californie (États-Unis), en 1936.

Dans ce climat, les avant-gardes artistiques sont le lieu d'expression de fortes personnalités féminines, à la fois radicales et novatrices. On trouve en littérature Colette, Virginia Woolf ou Gertrude Stein ; en photographie Germaine Krull, Dorothea Lange ou Claude Cahun ; en peinture Tamara de Lempicka, Frida Kahlo, Marie Laurencin ; autant d'exemples d'artistes femmes qui transforment le paysage artistique. Par ailleurs, dans la période des années 1920 en Europe, il existe un climat de travail relativement égalitaire entre hommes et femmes, au moins dans les arts plastiques ; c'est particulièrement le cas en Russie où ils sont assez égalitaires en droits et où les expositions accueillent hommes et femmes à parts égales. Selon Camille Morineau, les femmes artistes ont pu avoir la même reconnaissance de leur travail que les hommes à certains moments de ce siècle et dans certains pays, mais les musées et l'histoire ont par la suite davantage oublié les premières. Par ailleurs, Camille Morineau souligne aussi la liberté des femmes artistes, plus large que celle de leurs confrères, dans le choix de certains matériaux et également dans la possibilité de travailler avec et dans plusieurs genres artistiques et arts appliqués.
Virginia Woolf (1882-1941), avec les œuvres Mrs. Dalloway (1925), La Promenade au phare (1927) et d'autres ouvrages marque et influencera la littérature moderne.
Les femmes artistes sont présentes au sein de groupements d'ampleur internationale comme les vorticistes, les suprématistes, les surréalistes, les cubistes, les dadaïstes ou les minimalistes. L'art décoratif qui est à son apogée avec l'exposition de 1925 montre une présence féminine accrue. L'école du Bauhaus en Allemagne accueille des femmes mais les restreint vite à l'« atelier du textile » ; atelier dans lequel elles créeront des œuvres d'art contemporain reconnues, y compris d'art abstrait. Les femmes artistes feront aussi partie de nombreux autres mouvements artistiques, dont l'abstraction, avec des représentantes telles que Lee Krasner, ou Janet Sobel qui utilise la technique picturale du dripping avant Jackson Pollock. En 1942, l'exposition d’œuvres de 31 artistes femmes organisée par la collectionneuse d'art et mécène Peggy Guggenheim à New-York voit toutefois celles-ci qualifiées de « névrosées surréalistes ».
Des compositrices marquent aussi leur domaine artistique, telle Germaine Tailleferre (1892-1983).
La mode voit la consécration de grandes couturières qui métamorphosent irrévocablement la ligne. Certaines maisons de parfum sont désormais fondées et dirigées par des femmes.
Le cinéma est également marqué par de grandes actrices. Ainsi, Katharine Hepburn, qui reçoit un Oscar du cinéma en 1934, influence Hollywood avec son indépendance de caractère, élargissant les possibilités offertes aux femmes.
Profondément machistes en dépit d'une propagande faussement égalitariste, le fascisme italien, le nazisme, le franquisme, puis le pétainisme, voulurent mettre un terme à ce mouvement d'émancipation.

Quelques femmes artistes des années 1914-1945
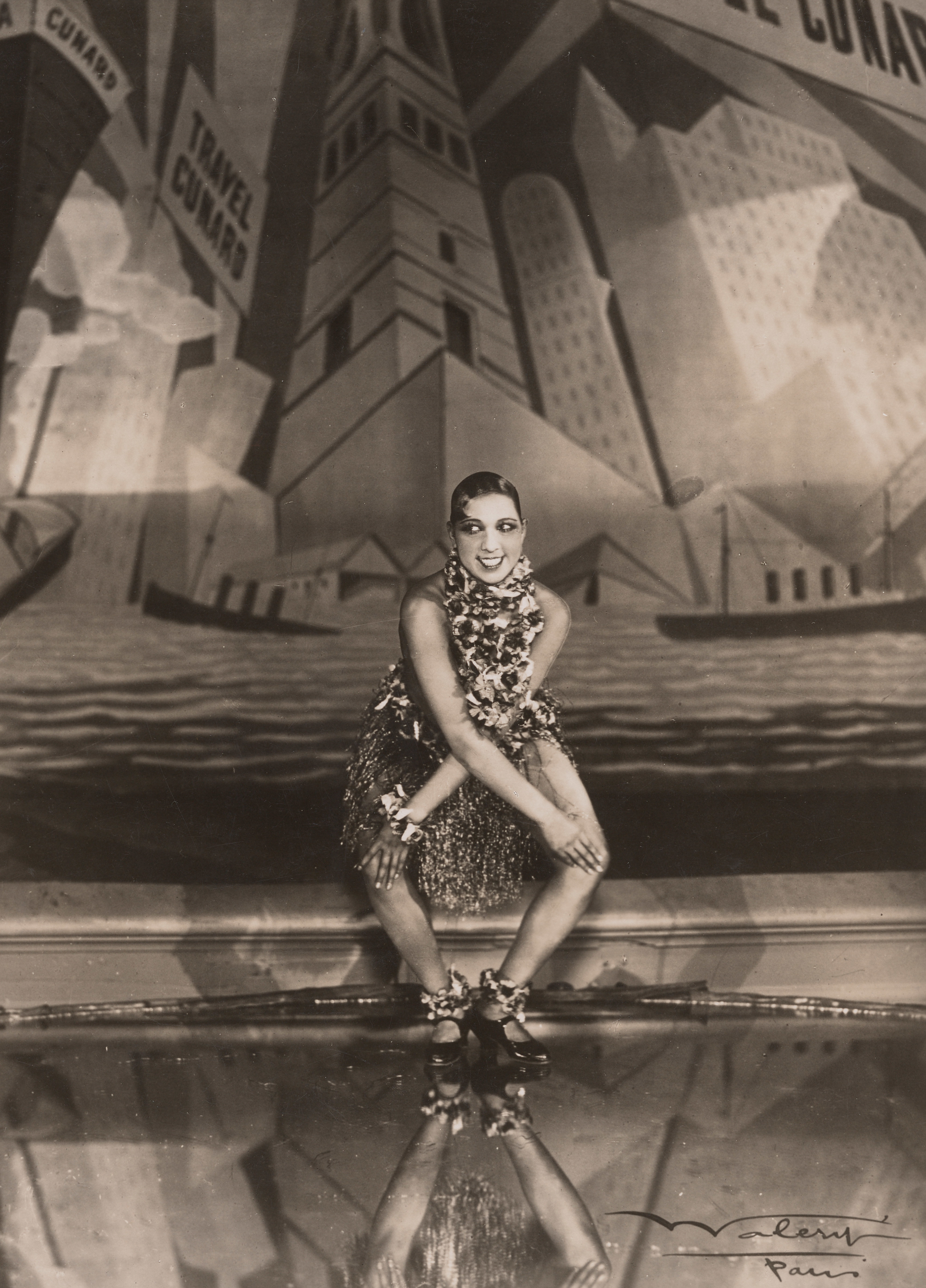
Joséphine Baker dansant le charleston aux Folies Bergère en 1926.
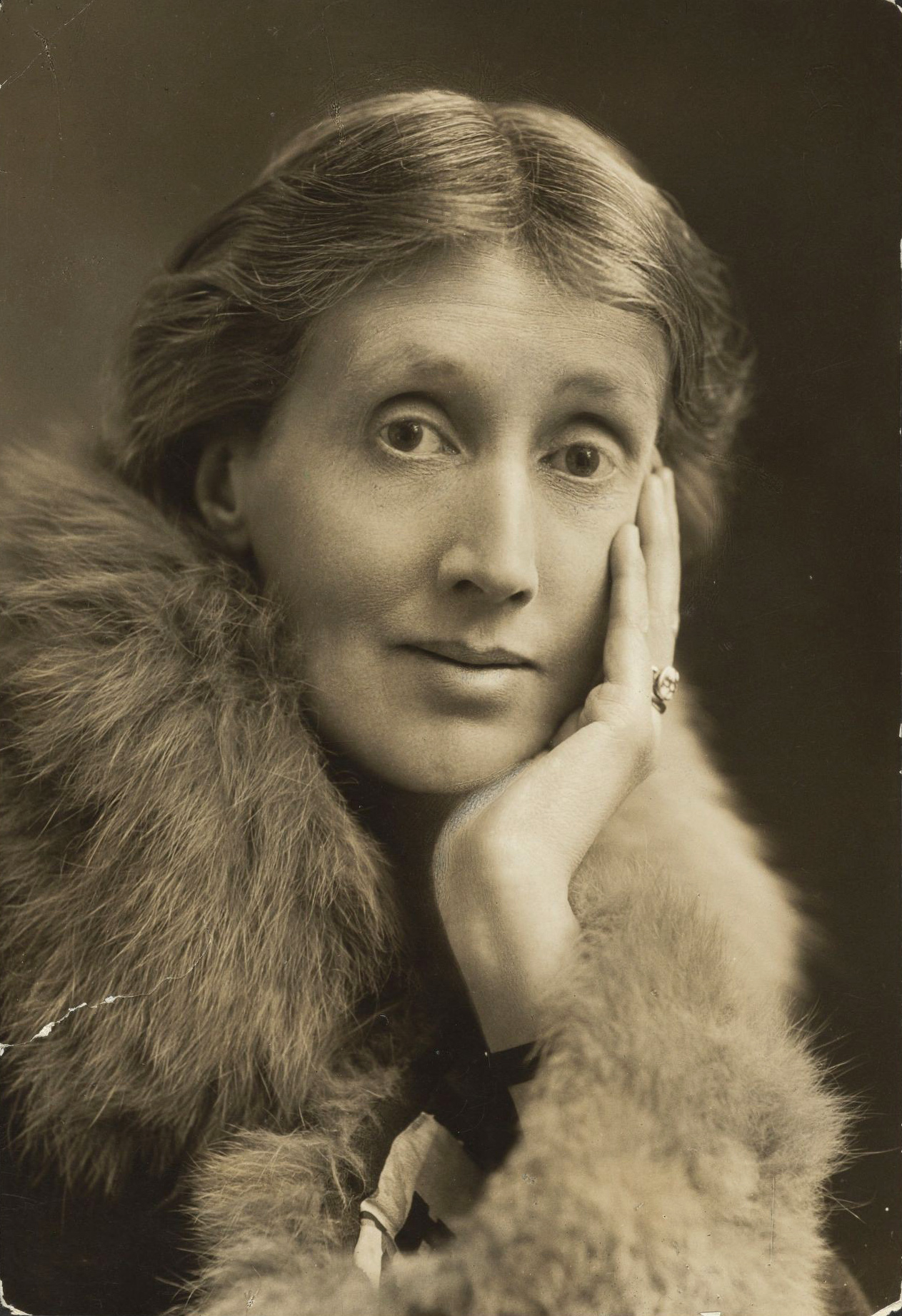
L'écrivaine Virginia Woolf en 1927.
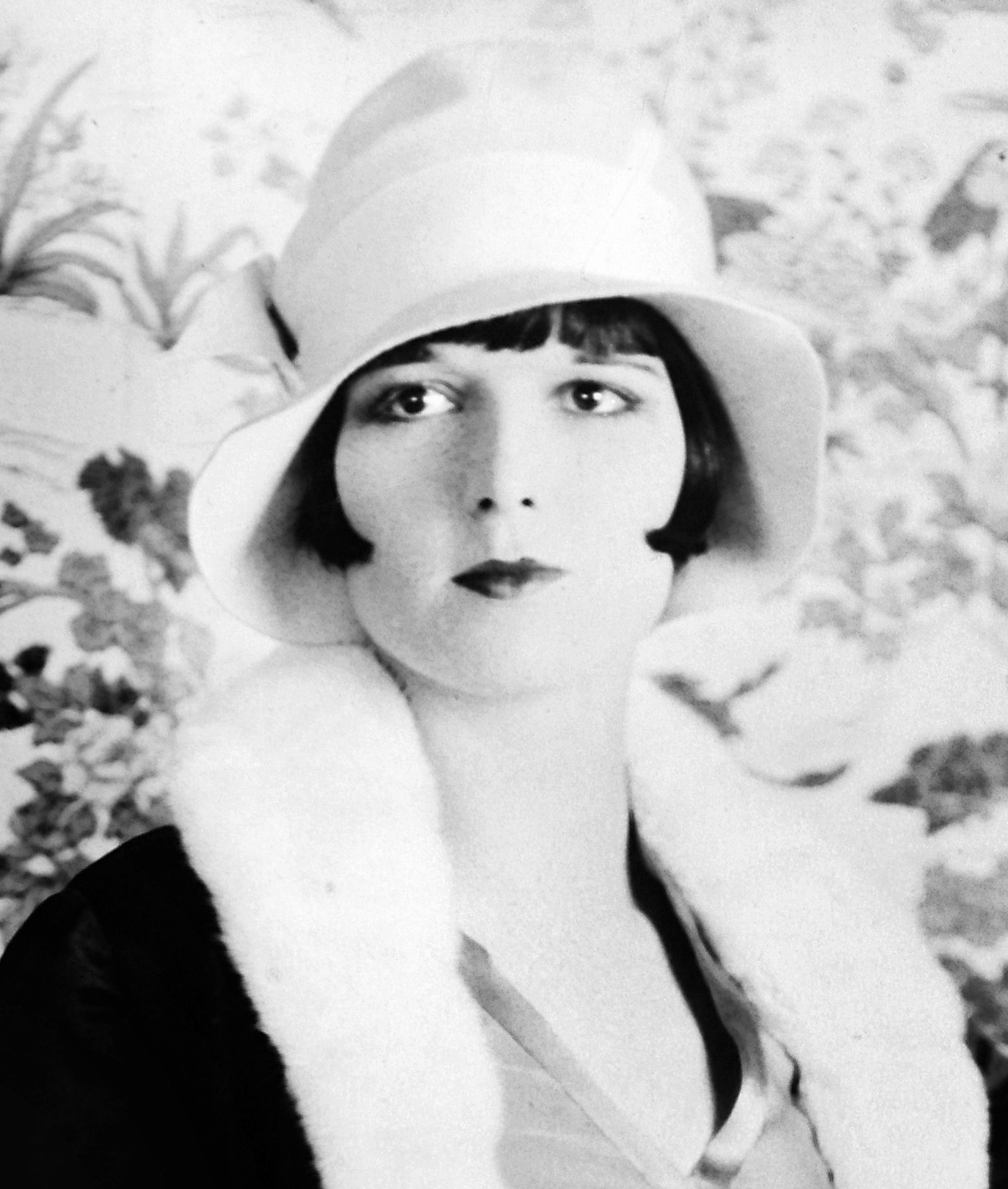
L'actrice Louise Brooks, vers 1929.
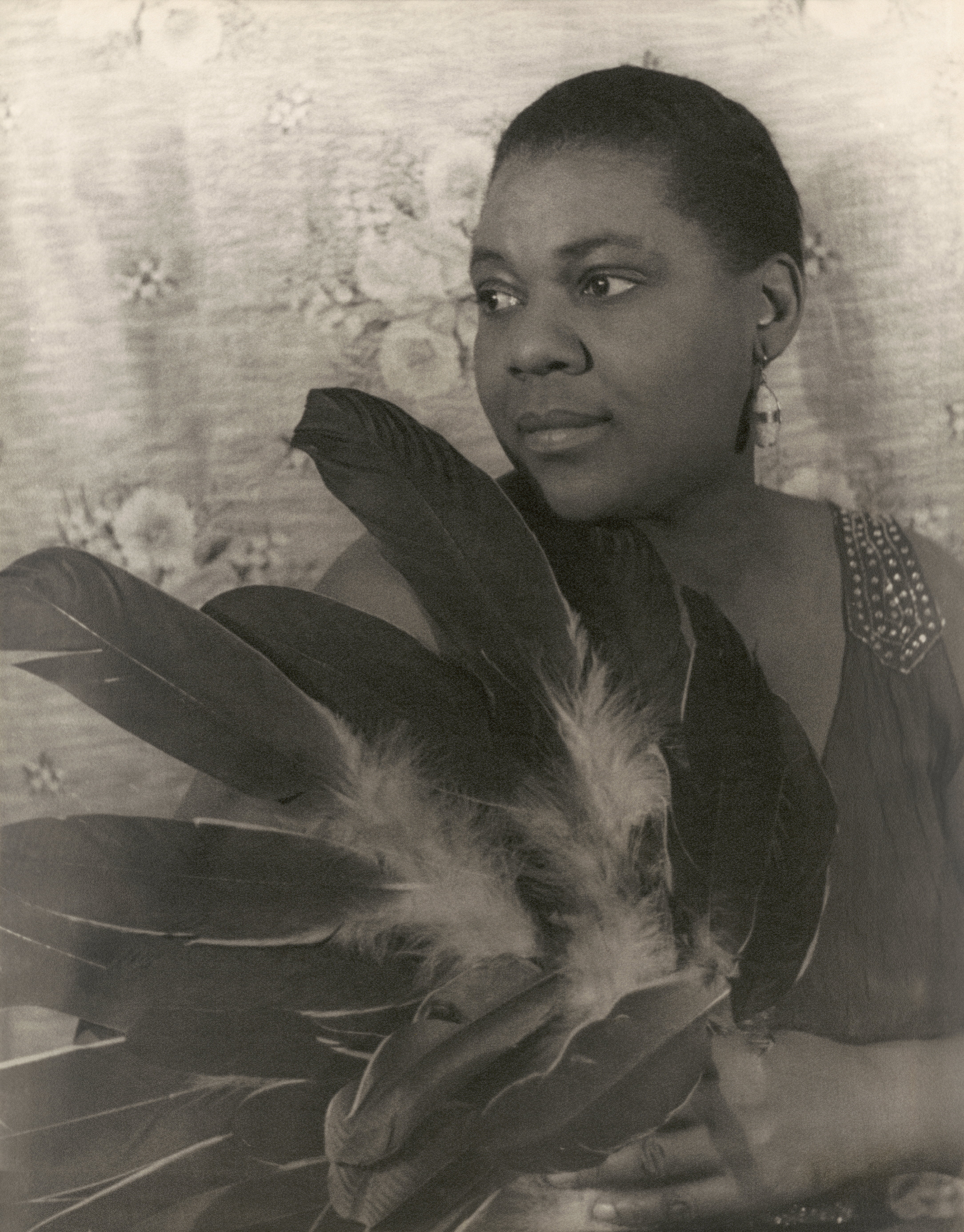
La chanteuse Bessie Smith, photographiée par Carl van Vechten en 1936.
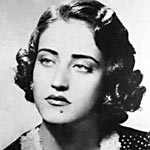
La chanteuse et actrice Asmahan, avant 1944.

### De 1945 aux années 1960
En musique, aux États-Unis dans les années 1940-1950, Ella Fitzgerald (1917-1996), qui avait effectué son premier enregistrement en 1935 avec la chanson « Love and Kisses », devient l'une des plus célèbres chanteuses de jazz.
L'Amérique Latine connaît en 1945 son premier prix Nobel de littérature en la personne de la poétesse chilienne Gabriela Mistral (1889-1957). La littérature de l'époque est aussi marquée par la publication de l'essai Le Deuxième sexe (1949) de l'artiste et philosophe Simone de Beauvoir (1908-1986), ouvrage féministe. Par ailleurs, l'auteure suédoise Astrid Lindgren (1907-2002) crée le célèbre personnage rebelle de Fifi Brindacier à partir de 1945.

Quelques femmes artistes de l'après-guerre
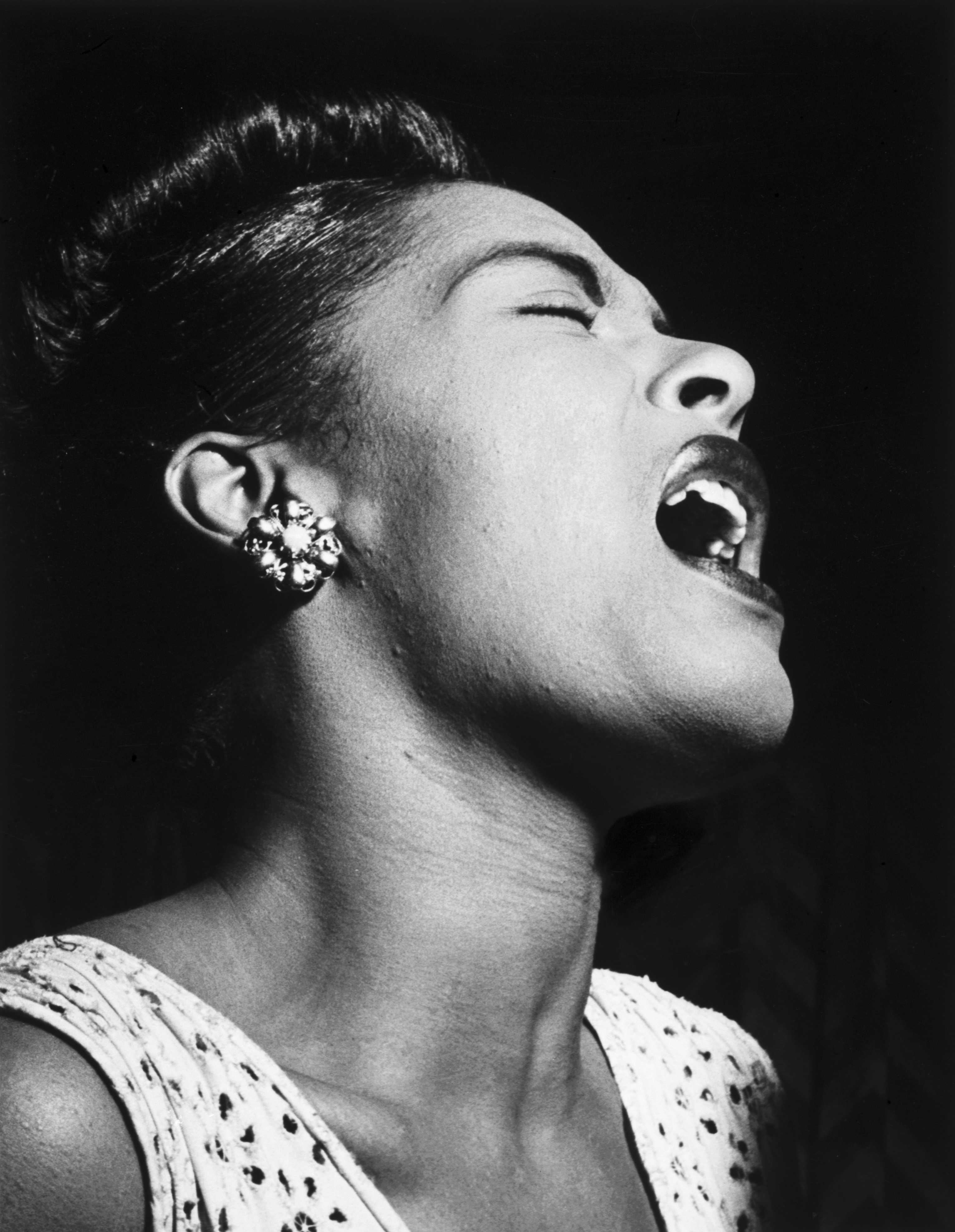
La chanteuse Billie Holiday, vers février 1947.
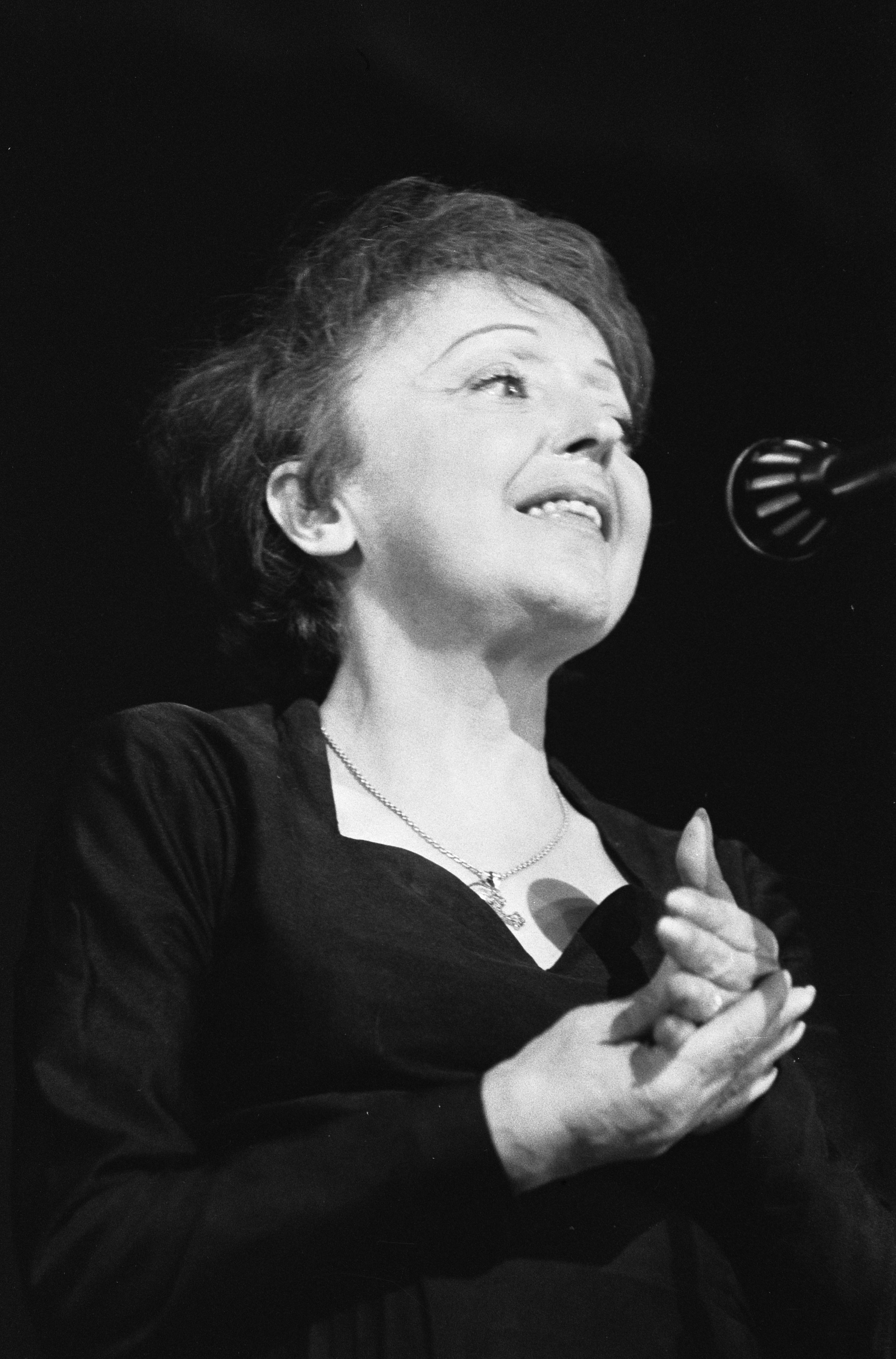
La chanteuse, parolière et actrice Édith Piaf en 1962.

### Années 1960-1970

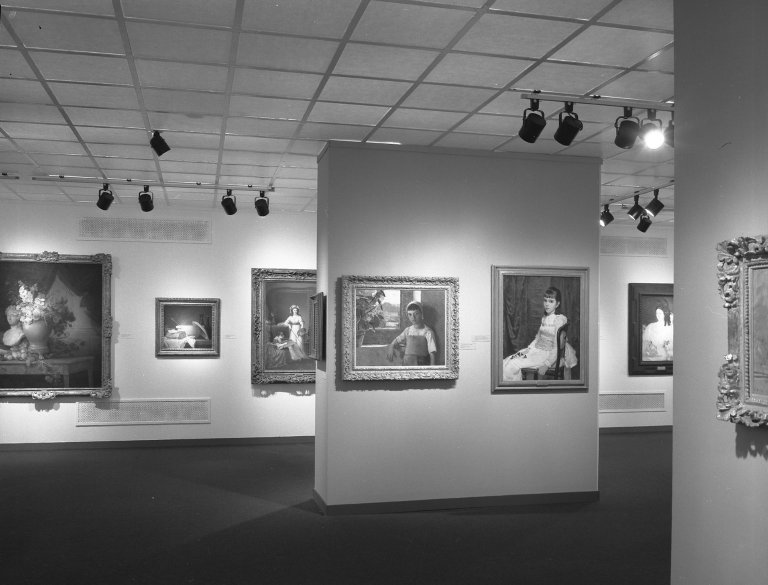
Photographie d'une partie de l'exposition Women Artists 1550-1950, au Brooklin Museum de New-York, en 1977.

Les années 1960-1970, le secteur des arts est marqué par les engagements forts des mouvements féministes, non seulement en matière d'égalité politique mais aussi socio-culturelle. Les femmes artistes deviennent aussi le sujet de recherche de certains scientifiques, tels Linda Nochlin, et leurs découvertes ou redécouvertes sont — entre autres — à la base de nouvelles expositions artistiques présentant les œuvres de ces artistes. Ainsi, la National Gallery of Canada d'Ottawa accueille les travaux de plasticiennes en 1975 dans l'exposition Some Canadian Women Artists (Quelques artistes femmes canadiennes) ; d'autres musées poursuivront au cours des décennies suivantes, tels le musée d'art moderne du Centre Georges-Pompidou de Paris en 2009 avec l'exposition Elles@centrepompidou, et le Hammer Museum de Los Angeles en 2017 avec Radical Women: Latin American Art, 1960-1985 (Femmes radicales : Art latino-americain, 1960-1985). L'artiste Joan Mitchell (1925-1992) indique que dans le Paris des années 1960, « les galeries ne prenaient pas plus, disons, que deux femmes, c’était un système de quotas ».
En Allemagne, la peintre du réalisme fantastique, Gisela Breitling, s'efforce dès les années 1960 de sortir les femmes artistes historiques de leur invisibilité dans l'histoire de l'art. Son livre Die Spuren des Schiffs in den Wellen: Eine autobiographische Suche nach den Frauen in der Kunstgeschichte paraît en 1980. En 1988, elle publie, en collaboration avec la Neue Gesellschaft für Bildende Kunst Berlin, une documentation complète sur l'art des femmes dans les collections publiques de Berlin. Une exposition de ces œuvres, y compris celles provenant des dépôts est organisée en 1987/1988 sous le titre Das verborgene Museum (de)  à l' Académie des Arts de Berlin. L'objectif est de rendre à nouveau visible l'art des femmes. Gisela Breitling et l'artiste berlinoise Evelyn Kuwertz (de) fondent Das Verborgene Museum (de) à Berlin-Charlottenburg, où sont exposées depuis 1987 des œuvres de femmes artistes européennes oubliées. Ce musée ferme ses portes le 1er janvier 2022, les fonds sont désormais exposés dans la Berlinische Galerie,.
Dans les arts plastiques, Niki de Saint Phalle (1930-1972), Miriam Cahn (1949-) et Sonia Delaunay (1885-1979) s'imposent. Nil Yalter, artiste ayant exploré des médiums très différents et une des premières personnes à avoir développé l'art vidéo, expose ses œuvres ; toutefois, la première rétrospective la concernant n'aura lieu qu'en 2016, au 49 Nord 6 Est - FRAC Lorraine, en France. Dans les années 1970, les plasticiennes Louise Bourgeois (1911-2020), Annette Messager (1943-) et Gina Pane (1939-1990) font partie des artistes marquantes qui s'emparent de la condition des femmes comme élément de leur œuvre, pour la dénoncer.
En 1975, l'une des plus célèbres chanteuses du monde Arabe, Oum Kalthoum (1898-1975), surnommée « l'Astre d'Orient », meurt ; son cortège funèbre, qui a lieu en Égypte, est suivi par des millions de personnes défilant dans les rues.
1977 voit l'actrice américaine Meryl Streep (1949-) faire ses débuts au cinéma dans le film Julia.

### Depuis les années 1980
L'ouvrage La Servante écarlate de l'auteure canadienne Margaret Atwood (1939-) paraît en 1985 ; très acclamé, il relate une vision  dystopique des États-Unis devenus, à la suite d'une crise, une théocratie fondamentaliste chrétienne.
Une artiste majeure du siècle, Louise Bourgeois (1911-2010), connaît sa première rétrospective en 1981, au sein du Museum of Modern Art (MoMA) de New-York ; bien qu'elle soit franco-étatsunienne, cette plasticienne ne connaîtra une exposition importante de ses œuvres en France qu'en 2008, au musée d'art moderne du Centre Georges-Pompidou, à Paris.

Des mouvements féministes réagissent à la faible présence des femmes parmi les artistes exposées au sein des grandes institutions d'art et de culture. Ainsi, en 1985, seules 5 femmes parmi environ 120 artistes sont exposées lors de la Biennale de Paris. La même année, les Guérilla Girls, groupe composé notamment de plasticiennes, met en œuvre une action — manifestation et affichages parodiques et militants — visant à souligner ce manque de représentativité lors de l'exposition du Museum of Modern Art (MoMA) américain : « An International Survey of Recent Painting and Sculpture » (Rétrospective internationale de peinture et sculpture contemporaine). Malgré l'intention de mettre en valeur les artistes contemporains majeurs de l'époque, cette exposition ne comportait que 13 artistes femmes parmi 169 artistes. Ce collectif a continué ses actions militantes par la suite et ses visuels sont également devenus des œuvres d'art.

Quelques artistes
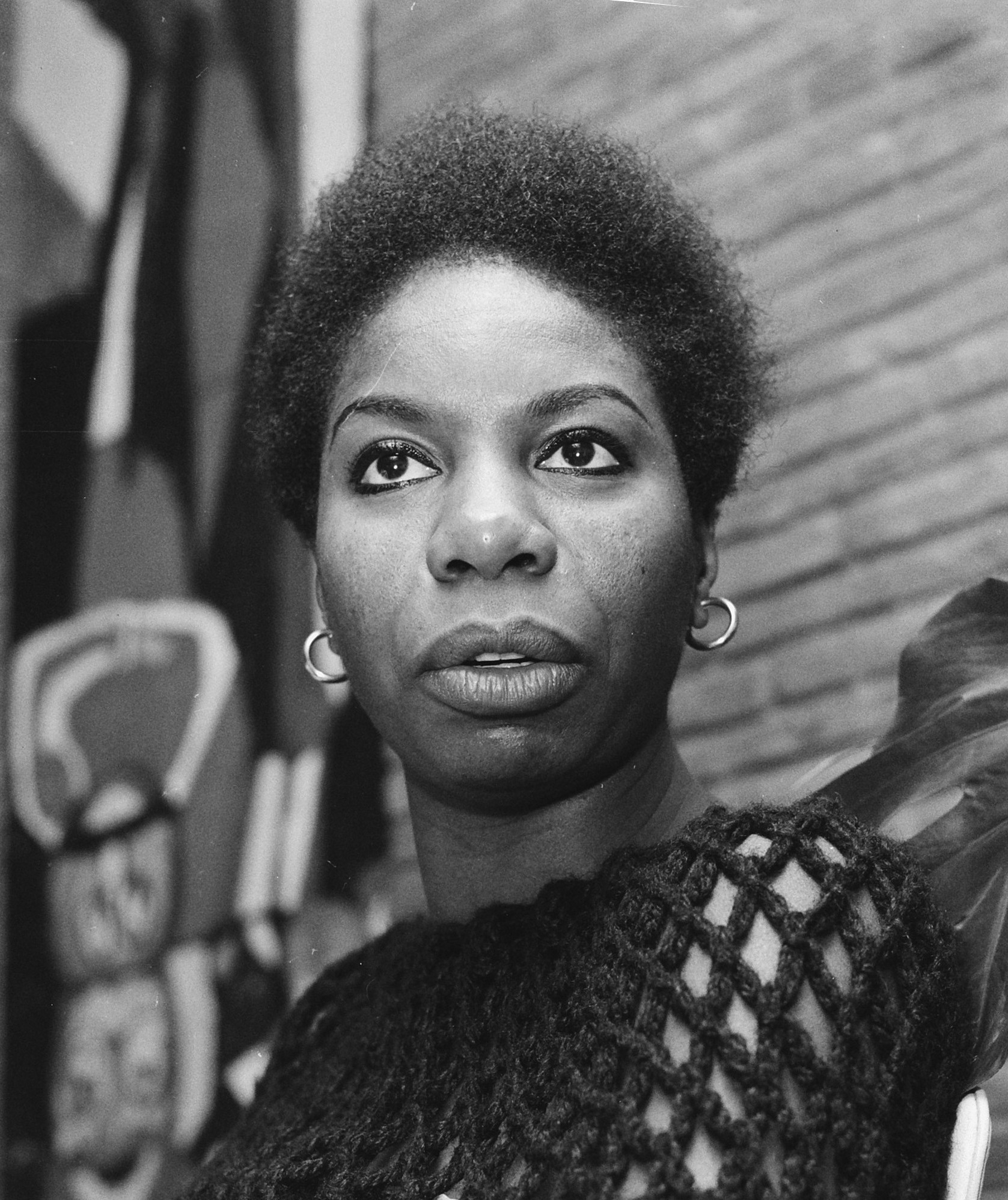
La pianiste, chanteuse et compositrice Nina Simone, en 1965.
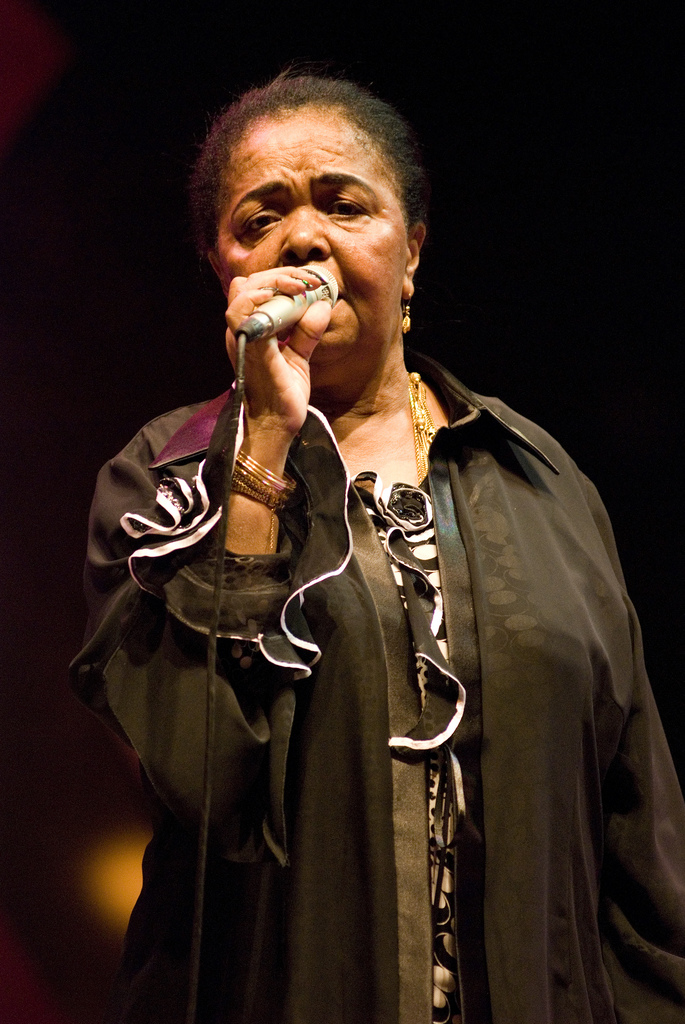
La chanteuse Cesária Évora en 2008.
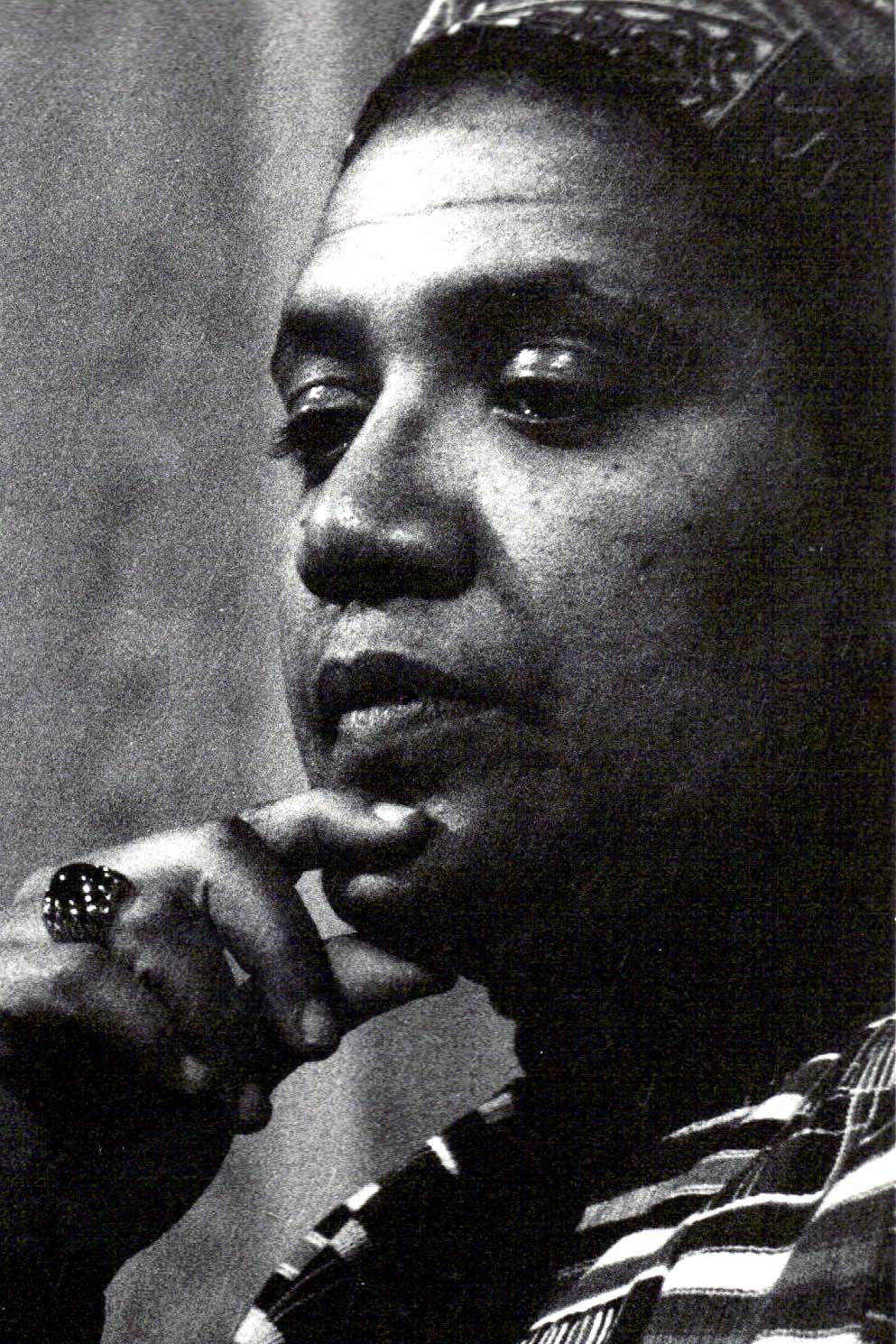
Audre Lorde, écrivaine et militante pour les droits civiques et le féminisme.

En 1993, le prix Nobel de littérature est décerné à Toni Morrisson (1931-2019), qui est la première auteure afro-américaine à le gagner ; auteure notamment de The Bluest Eye (L'Œil le plus bleu) (1970) et de Beloved (1987), Toni Morrison a exploré l'histoire et l'expérience des afro-américains dans ses œuvres.
La saga Harry Potter, de l'auteure britannique J. K. Rowling, débute en 1997 avec la parution de son premier tome ; cette série devient un succès international et amènera son auteure à devenir le premier écrivain milliardaire.

### XXIesiècle
En 2004, le plus haut prix en architecture, le Pritzker Prize — équivalent du prix Nobel, en architecture —, est remis à l'architecte britannique d'origine irakienne Zaha Hadid (1955-2011), qui devient ainsi la première femme à recevoir ce prix ; elle est connue pour ses conceptions architecturales déconstructivistes. Les études d'architecture dans une institution académique (au sein des Beaux-Arts, en France) ont été ouvertes aux femmes au début du XXe siècle. En mai 2021, en France, les étudiants en école d'architecture sont pour 60 à 80 % des femmes, bien que très peu de celles-ci (environ 8 %) deviennent ensuite fondatrices ou directrices d'agences d'architecture ; de plus, le travail des femmes architectes reçoit moins de reconnaissance que celui de leurs homologues masculins, qui obtiennent plus souvent les réalisations les plus prestigieuses. Zaha Hadid fait partie des premières femmes architectes au monde à travailler sur des projets d'une envergure telle que celle du MAXXI (Musée national des Arts du XXIe siècle à Rome, en Italie). Le prix Priztker, créé en 1979, récompense un architecte pour son œuvre ; Zaha Hadid a été la première architecte femme à le recevoir, suivie quelques années après par Kazuyo Sejima (2010), Carme Pigem (2017), Yvonne Farell et Shelley McNamara (2020) et Anne Lacaton (2021). Zaha Hadid était à la tête de son agence, tandis que les autres femmes récompensées font partie d'une agence ou d'un duo femme-homme. Malgré des stéréotypes qui existent encore dans le domaine de l'architecture et de la construction, les architectes femmes travaillent comme leurs confrères hommes sur l'espace public et ont une influence sur l'aménagement urbain.
2008 voit la chanteuse icône de la pop américaine Madonna (1958-) être intronisée au Rock and Roll Hall of Fame ; elle a atteint des niveaux de pouvoir ayant peu de précédents dans l'industrie du divertissement. Deux ans plus tard, en 2010, la chanteuse et actrice américaine Beyoncé (1981-) est récompensée par six Grammy Awards, ce qui est le plus grand nombre d'Awards remis à une chanteuse lors d'une cérémonie des Grammy.
Depuis les années 2000, les artistes femmes se consacrant aux arts plastiques et visuels sont davantage visibles dans le monde de l'art, bien qu'encore en nombre inférieur à celui des artistes hommes ; toutefois, certaines expositions font attention à la parité des genres. Des artistes plasticiennes telles que la sud-africaine Sue Williamson (1941-), la sénégalaise Seyni Awa Camara (vers 1945-), la sud-africaine Zanehe Muholi (1972-), la franco-malgache Malala Andrialavidrazana (1971-), la nigériane Ruby Onyinyechi Amanze (1982-), la zimbabwéenne Virginia Chihota et la sud-africaine Lebohang Kganye (1990-) ont une renommée internationale.
En ce qui concerne le marché de l'art, en 2006-2007 et selon Artprice, parmi les 500 artistes contemporains les plus côtés, ne se trouve qu'une cinquantaine d'artistes femmes ; les mieux côtées sont Marlene Dumas (1953-), Cindy Sherman (1954-) et Cecily Brown (1969-).
En 2014, la colossale sculpture A Subtlety; or, The Marvelous Sugar Baby, première sculpture de la plasticienne américaine Kara Walker (1969-), qui représente un sphinx féminin enrobé de sucre, est exposée ; elle soulève des questions complexes, dont celles de l'esclavage et de l'objet sexuel féminin, ce qui a attiré l'éloge de la critique. De son côté, une exposition de l'artiste japonaise avant-gardiste Yayoi Kusama attire un nombre record de visiteurs au Hirshborn Museum and Sculpture Garden à Washington.
En 2016, en France, le collectif militant La Barbe indique que les subventions publiques aux artistes dans le pays concernent une majorité d'hommes (85 %) parmi les artistes. Dans le domaine de la création musicale, la Sacem, qui regroupe une très grand nombre d'artistes français, indique que les artistes femmes ne représentent que 17 % des auteurs et compositeurs qui lui sont affiliés en 2018 et que cet état de fait est aussi représentatif de ce qui se passe dans les autres pays européens.
Entre mars et juillet 2022 est organisée l'exposition « Pionnières : Artistes dans le Paris des années folles » au musée du Luxembourg (Paris). En 2023, le palais Lumière d'Évian puis le musée de Pont-Aven accueillent l'exposition « Artistes voyageuses, l'appel des lointains – 1880-1944 ».

#### Essais en français
- Frédérique Le Nan, Poétesses et escrivaines en Occitanie médiévale, Presses Universitaires de Rennes, 2021   (ISBN 978-2-7535-8037-4)
- Simona Bartolena, Ida Giordano, Femmes artistes. De la Renaissance au XXIe siècle, Gallimard, 2003 -  (ISBN 978-2070117604).
- Marie-Laure Bernadac (ed.), Féminin-Masculin, le sexe dans l’Art, catalogue d’exposition, Paris, Centre Georges Pompidou, 1995 -  (ISBN 978-2070115204).
- Marie-Jo Bonnet, Les Femmes dans l'art. Qu'est-ce que les femmes ont apporté à l'art ?, coll. Patrimoine, La Martinière, 2004 -  (ISBN 978-2732430874).
- Marie-Jo Bonnet, Les Femmes artistes dans les avant-gardes, Odile Jacob, 2006 -  (ISBN 978-2738117328).
- Whitney Chadwick, Les Femmes dans le mouvement surréaliste, Thames & Hudson, 2002 -  (ISBN 978-2878112146).
- Laura Cottingham, Vraiment, féminisme et art, Éditions Le Magasin de Grenoble, 1997 -  (ISBN 978-2906732490).
- Agnese Fidecaro, Stéphanie Lachat (dir.), Profession : créatrice. La place des femmes dans le champ artistique, Lausanne, Antipodes, 2007 -  (ISBN 978-2940146789).
- Marc Gil, « Les femmes dans les métiers d'art des Pays-Bas bourguignons au XVe siècle », in Clio. Histoire, Femmes et Société, 34/2011, p. 231-254.
- Catherine Gonnard, Élisabeth Lebovici, Femmes/Artistes, artistes femmes, Paris, de 1800 à nos jours, Éditions Hazan, 2007 -  (ISBN 978-2754102063).
- Rosi Huhn, Bracha L. Ettinger et la folie de la raison, Anna Mohal (ed.), Paris, Goethe Institut, 1990.
- Anne Larue, avec la participation de Magali Nachtergael, Histoire de l’Art d’un nouveau genre, Max Milo Éditions, 2014 -  (ISBN 978-2315006076).
- Yves Michaud (ed.), Mathilde Ferrer, Féminisme, art et histoire de l'art, Paris, ENSBA, 1994 -  (ISBN 2-84056-009-7).
- Linda Nochlin, Femmes, art et pouvoir, tr. par Oristelle Bonis, Jacqueline Chambon, 1993 -  (ISBN 978-2877110860).
- Helena Reckitt, Peggy Phelan, Art et féminisme, Phaidon Press, 2005 -  (ISBN 978-0714894348).
- Laurence Dionigi, Les Grandes Oubliées de l'Art - Hommage aux sculptrices et aux peintresses, Éditions Ovadia, 2017  (ISBN 9782363922540).
- Marie Buscatto, Femmes du jazz : musicalités, féminités, marginalisations, France, CNRS éditions, 2018.
- Mélanie Traversier (historienne) et Alban Ramaut, La musique a-t-elle un genre ?, France, Éditions de la Sorbonne, 2019.
- Anne-Claire Meffre, Les 100 Héroïnes de l'art, éd. Le Figaro, 2021  (ISBN 2810509247).
- Collectif, La femme artiste : d'Élisabeth Vigée-Lebrun à Rosa Bonheur, catalogue de l'exposition au donjon Lacataye à Mont-de-Marsan, de novembre 1981 à février 1982, éditions du musée Despiau-Wlérick, 1981.
- Martine Lucas, Elles étaient peintres, XIXe-début du XXe siècle, Seuil, 2022.

#### Essais en anglais
- (en) Carol Armstrong, Catherine de Zegher, (ed.), Women Artists as the Millennium, Cambridge Massachusetts, October Books, MIT Press, 2006, p. 35-83,  (ISBN 978-0-262-01226-3).
- (en) Isabelle Anscombe, A Woman's Touch: Women in Design from 1860 to the Present Day, Penguin, New York, 1985.  (ISBN 0-670-77825-7).
- (en) Mirra Bank, Anonymous Was A Woman, Saint Martin's Press, New York, 1979.  (ISBN 0-312-13430-4).
- (en) Norma Broude, Mary D. Garrard, The Power of Feminist Art, Harry N. Abrams, Inc., New York, 1995.  (ISBN 0-8109-2659-8).
- (en) Betty Ann Brown, Arlene Raven, Exposures: Women and their Art, NewSage Press, Pasadena, CA, 1989.  (ISBN 0-939165-11-2).
- (en) Anthea Callen, Women Artists of the Arts and Crafts Movement, 1870-1914, Pantheon, N.Y., 1979.  (ISBN 0-394-73780-6).
- (en) Mary Anne Caws, Rudolf E. Kuenzli, and Gwen Raaberg, Surrealism and Women, MIT Press, Cambridge, MA, 1990.  (ISBN 0-262-53098-8).
- (en) Whitney Chadwick Women, Art, and Society, Thames and Hudson, London, 1990.  (ISBN 0-500-20241-9).
- (en) Deborah Cherry, Painting Women: Victorian Women Artists, Routledge, London, 1993.  (ISBN 0-415-06053-2).
- (en) Bracha L. Ettinger, The Matrixial Borderspace. University of Minnesota Press, 2006.  (ISBN 0-8166-3587-0).
- (en) Elsa Honig Fine, Women & Art, Allanheld & Schram/Prior, London, 1978.  (ISBN 0-8390-0187-8).
- (en) Germaine Greer, The Obstacle Race: The Fortunes of Women Painters and Their Work, Farrar Straus Giroux, New York, 1979.  (ISBN 0-374-22412-9).
- (en) Uta Grosenick, Women Artists, Cologne, Taschen, 2001.  (ISBN 3822824364)
- (en) Anne Sutherland Harris & Linda Nochlin, Women Artists: 1550-1950, Los Angeles County Museum of Art, Alfred Knopf, New York, 1976.  (ISBN 0-394-41169-2).
- (en) Thomas B. Hess, Elizabeth C. Baker, Art and Sexual Politics: Why have there been no Great Women Artists?, Collier Books, New York, 1971
- (en) Jan Marsh, The Pre-Raphaelite Sisterhood, St. Martin's Press, New York, 1985.  (ISBN 0-7043-0169-5).
- (en) Jan Marsh, Pre-Raphaelite Women: Images of Femininity in Pre-Raphaelite Art, Phoenix Illustrated, London, 1998.  (ISBN 0-7538-0210-4)
- (en) Jan Marsh & Pamela Gerrish Nunn, Pre-Raphaelite Women Artists, Thames and Hudson, London, 1998.  (ISBN 0-500-28104-1)
- (en) The National Museum of Women in the Arts, Harry N. Abrams, Inc., N.Y. 1987.  (ISBN 0-8109-1373-9).
- (en) Rozsika Parker & Griselda Pollock, Framing Feminism: Art and the Women's Movement, 1970-1985, Pandora, London and New York, 1987.  (ISBN 0-86358-179-X).
- (en) Rozsika Parker & Griselda Pollock, Old Mistresses: Women, Art & Ideology, Pantheon Books, New York, 1981.  (ISBN 0-7100-0911-9).
- (en) Griselda Pollock, Vision and Difference: Femininity, Feminism and the Histories of Art, Routledge, London, 1988.  (ISBN 0-415-00722-4).
- (en) Griselda Pollock, « Thinking the Feminine », in Theory, Culture and Society, vol. 21, no 1, 2004, p. 5-64.
- (en) Griselda Pollock, Encounters in the Virtual Feminist Museum: Time, Space and the Archive. Routledge, London, 2007.  (ISBN 0-415-41374-5).
- (en) Wendy Slatkin, Voices of Women Artists, Prentice Hall, N.J., 1993.  (ISBN 0-13-951427-9).
- (en) Wendy Slatkin, Women Artists in History: From Antiquity to the 20th Century, Prentice Hall, N.J., 1985.  (ISBN 0-13-027319-8).
- (en) Eleanor Tufts, American Women Artists, 1830-1930, The National Museum of Women in the Arts, 1987.  (ISBN 0-940979-02-0).
- (en) Susan Waller, Women Artists in the Modern Era: A Documentary History, Scarecrow Press Inc., London, 1991.  (ISBN 0-8108-4345-5).